# أدولف هتلر
أدولف هتلر (بالألمانية: Adolf Hitler) (20 أبريل 1889 – 30 أبريل 1945) هو زعيم ألمانيا النازية، ولد في الإمبراطورية النمساوية المجرية في قرية براوناو أم إن على الحدود مع الإمبراطورية الألمانية، وكان زعيم حزب العمال الألماني الاشتراكي الوطني والمعروف باسم الحزب النازي. حكم ألمانيا النازية في الفترة ما بين عامي 1933 و1945 حيث شغل منصب مستشار الدولة (بالألمانية: Reichskanzler) في الفترة ما بين عامي 1933 و1945، والفوهرر (بالألمانية: Führer) في الفترة ما بين عامي 1934 و1945. واختارته مجلة تايم واحدًا من بين مائة شخصية تركت أكبر أثر في تاريخ البشرية في القرن العشرين.
وباعتباره واحدًا من المحاربين القدامى الذين تقلدوا الأوسمة تقديرًا لجهودهم في الحرب العالمية الأولى بِجانب ألمانيا، انضم هتلر إلى الحزب النازي في عام 1920 وأصبح زعيمًا له في عام 1921. وبعد سجنه إثر محاولة انقلاب فاشلة قام بها في عام 1923، استطاع هتلر أن يحصل على تأييد الجماهير بتشجيعه لأفكار تأييد القومية ومعاداة الشيوعية والكاريزما (أو الجاذبية) التي يتمتع بها في إلقاء الخطب وفي الدعاية.
في عام 1933، عُيِّنَ مستشارًا للبلاد حيث عمل على إرساء دعائم نظام تحكمه نزعة شمولية وديكتاتورية وفاشية. وانتهج هتلر سياسة خارجية لها هدف معلن وهو الاستيلاء على ما أسماه بالمجال الحيوي (بالألمانية: Lebensraum) (ويُقصد به السيطرة على مناطق معينة لتأمين الوجود لألمانيا النازية وضمان رخائها الاقتصادي) وتوجيه موارد الدولة نحو تحقيق هذا الهدف. وقد عَمِل الجيش الألماني (فيرماخت) الذي قام هتلر بإعادة بنائه بغزو بولندا في عام 1939 مما أدى إلى اندلاع الحرب العالمية الثانية، وخلال ثلاث سنوات، احتلت ألمانيا ودول المحور معظم قارة أوروبا، (عدا بريطانيا)، وأجزاء كبيرة من أفريقيا ودول شرق وجنوب شرق آسيا والدول المطلة على المحيط الهادي، وثلث مساحة الاتحاد السوفيتي (من الغرب حتى مدينة ستالينغراد). ومع ذلك، نجحت دول الحلفاء في أن تكون لها الغلبة في النهاية.
وفي عام 1945، نجحت جيوش الحلفاء في اجتياح ألمانيا من جميع جوانبها وحتى سقوط برلين. وأثناء الأيام الأخيرة من الحرب في عام 1945، تزوج هتلر من عشيقته إيفا براون بعد قصة حب طويلة. وبعد أقل من يومين، انتحر العشيقان. وحرقت جثتيهما على بعد أمتار من تقدم الجيش السوفيتي في برلين.
ينظر بعض المؤرخين لهتلر بأنه شخصية فريدة من نوعها في التاريخ الألماني، حيث حاول هتلر تحسين الظروف السياسية والاقتصادية للشعب الألماني خلال فترة حكمه. وعلى الطرف الآخر، يعتبر مؤرخون آخرون أن هتلر واحد من أكثر الشخصيات دموية في التاريخ الحديث؛ حيث تسببت سياساته في قتل ملايين المدنيين والعسكريين (بما في ذلك في محرقة الهولوكوست)، خلال الحرب العالمية الثانية.

## حياته المبكرة

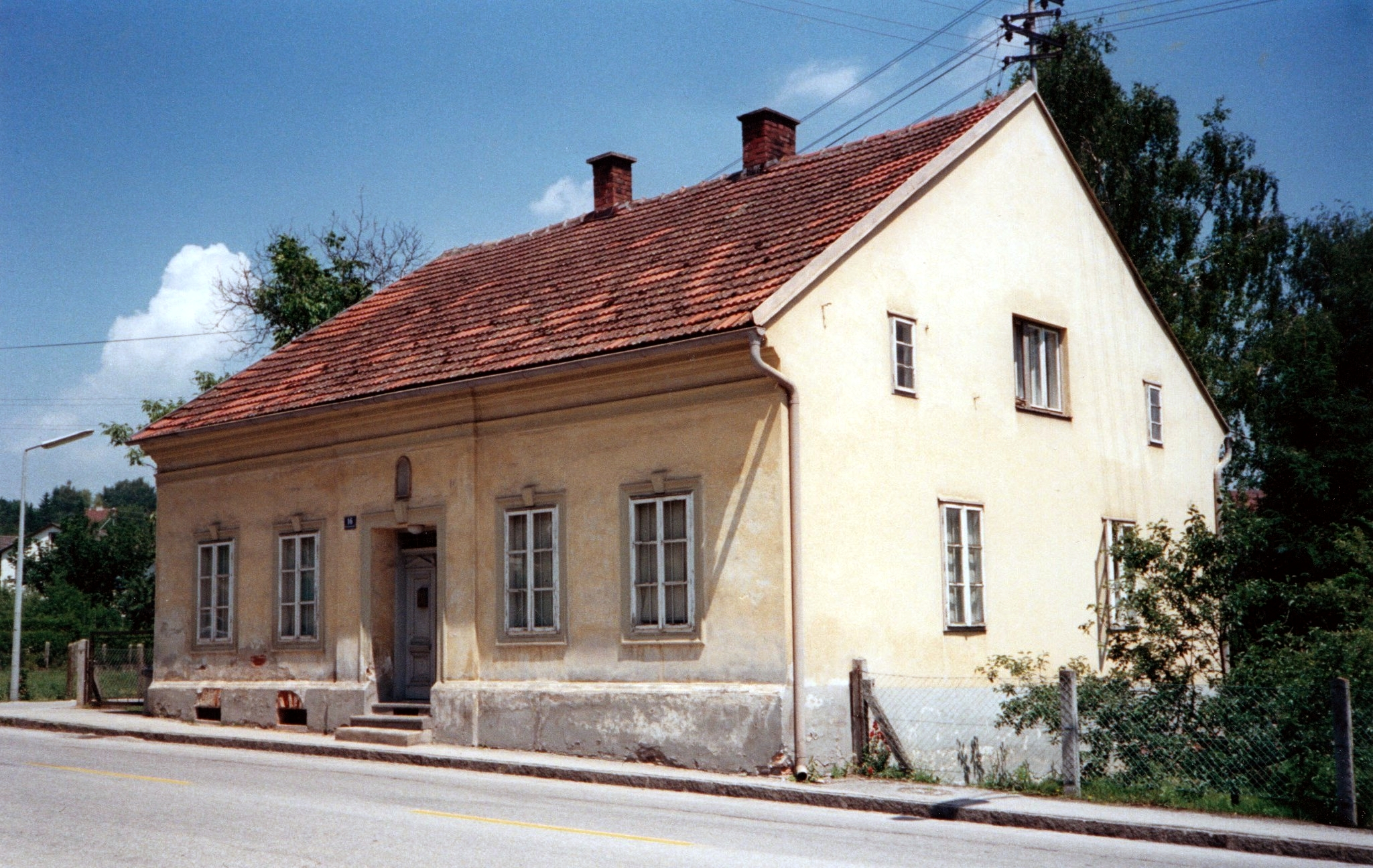
المنزل في ليوندينج في النمسا حيث قضى هتلر مراهقته المبكرة (صورة التقطت في 1984)

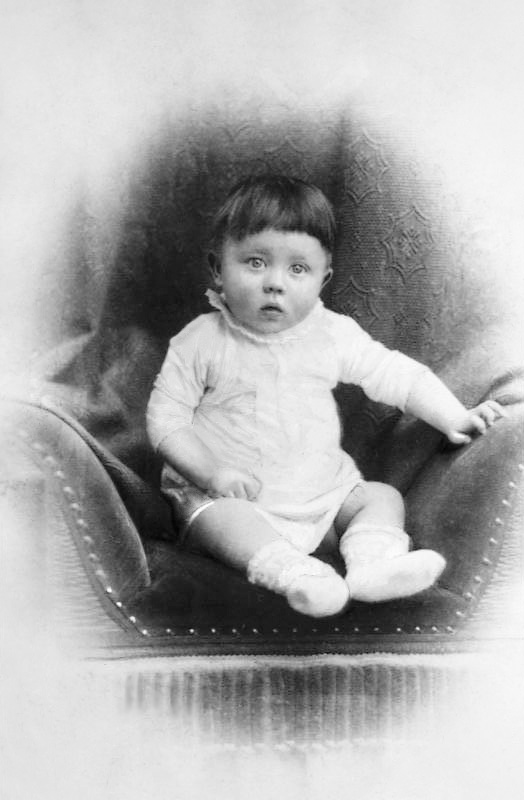
أدولف هتلر في طفولته

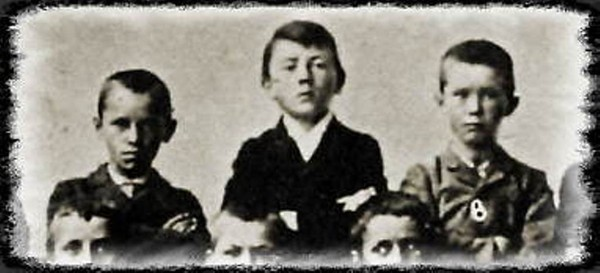
هتلر (في الوسط) مع زملاء الدراسة. سنة 1900

ولد أدولف هتلر في 20 أبريل 1889 في برونو بالإمبراطورية النمساوية المجرية. كان تسلسل هتلر هو الأبن الرابع من أصل ستة أبناء. والده هو ألويس هتلر (1837 - 1903) الذي كان يعمل موظفًا في الجمارك، ووالدته كلارا هتلر (1860 - 1907) هي الزوجة الثالثة لوالده، ونظرًا لأن الهوية الحقيقة لوالد ألويس شكلت سرًا غامضًا في تاريخ الرايخ الثالث، كان من المستحيل تحديد العلاقة البيولوجية الحقيقية التي كانت تربط بين ألويس وكلارا؛ وهو الأمر الذي استدعى حصولهما على إعفاء بابوي لإتمام زواجهما. ومن بين الأبناء الستة وهم ثمرة زواج ألويس وكلارا لم يصل إلى مرحلة المراهقة سوى أدولف وشقيقته باولا التي كانت أصغر منه بسبع سنوات. وكان لألويس ابن آخر اسمه ألويس هتلر الابن وابنة اسمها أنجيلا من زوجته الثانية.
عاش هتلر طفولة مضطربة؛ حيث كان أبوه عنيفًا في معاملته له ولأمه حتى أن هتلر نفسه صرح أنه كان يتعرض عادة للضرب في صباه من قبل أبيه. وبعدها بسنوات تحدث هتلر إلى مدير أعماله قائلًا: «عقدت - حينئذ - العزم على ألا أبكي مرة أخرى عندما ينهال علي والدي بالسوط. وبعد ذلك بأيام سنحت لي الفرصة كي أضع إرادتي موضع الاختبار. أما والدتي فقد وقفت في رعب تحتمي وراء الباب. أما أنا فأخذت أحصي في صمت عدد الضربات التي كانت تنهال على مؤخرتي.»  ويعتقد المؤرخون أن تاريخ العنف العائلي الذي مارسه والد هتلر ضد والدته قد اشير إليه في جزء من فصول كتابه كفاحي والذي وصف فيه هتلر وصفًا تفصيليًا واقعة عنف عائلي ارتكبها أحد الأزواج ضد زوجته. وتفسر هذه الواقعة بالإضافة إلى وقائع الضرب التي كان يقوم بها والده ضده سبب الارتباط العاطفي العميق بين هتلر ووالدته في الوقت الذي كان يشعر فيهِ بالاستياء الشديد من والده.
غالبًا ما كانت أسرة هتلر تنتقل من مكان لآخر حيث انتقلت من برونو آم إن إلى مدينة باسساو ومدينة لامباتش ومدينة ليوندينج بالقرب من مدينة لينز. وكان هتلر الطفل طالبًا متفوقًا في مدرسته الابتدائية، ولكنه رسب في الصف السادس، وهي سنتهُ الأولى في المدرسة الثانوية عندما كان يعيش في لينز، وكان عليه أن يعيد هذه السنة الدراسية. وقال معلموه عنه إنه «لا يرغب في العمل». ولمدة عام واحد كان هتلر في نفس الصف الدراسي مع لودفيج فيتجنشتاين الذي يعتبر واحدًا من أكثر الفلاسفة تأثيرًا في القرن العشرين. وبالرغم من أن الولدين كانا في العمر نفسه تقريبًا، فقد كان فيتجنشتاين يسبق هتلر بصفين دراسيين. ولم يتم التأكد من معرفة هتلر وفيتجنشتاين لبعضهما في ذلك الوقت، وكذلك من تذكر أحدهما للآخر.
صرح هتلر معقبًا على هذا أن تعثره التعليمي كان نابعًا من تمرده على أبيه الذي أراده أن يحذو حذوه ويكون موظفًا بالجمارك على الرغم من رغبة هتلر في أن يكون رسامًا. ويدعم هذا التفسير الذي قدمه هتلر ذلك الوصف الذي وصف به نفسه بعد ذلك بأنه فنان أساء من حوله فهمه. وبعد وفاة ألويس في الثالث من شهر يناير في عام 1903، لم يتحسن مستوى هتلر الدراسي. بل ترك هتلر المدرسة الثانوية في سن السادسة عشرة دون الحصول على شهادته.
وفي كتابه كفاحي أرجع هتلر تحوله إلى الإيمان بالقومية الألمانية إلى سنوات المراهقة الأولى التي قرأ فيها كتاب من كتب والده عن الحرب الفرنسية البروسية والذي جعله يتساءل حول الأسباب التي جعلت والده وغيره من الألمان ذوي الأصول النمساوية يفشلون في الدفاع عن ألمانيا أثناء الحرب.

### النسب والأصول
كان والد هتلر - ألويس هتلر - مولودًا غير شرعي. وخلال السنوات التسع والثلاثين الأولى من عمره، حمل ألويس لقب عائلة والدته وهو تشيكلجروبر.
وفي عام 1876، حمل ألويس لقب زوج والدته يوهان جورج هيتلر. وكان يمكن كتابة الاسم بأكثر من طريقة كالآتي: Hiedler  وHuetler وHuettler وHitler، وربما غير أحد الموظفين كتابة صيغته إلى Hitler. وقد يكون الاسم مشتقًا من «الشخص الذي يعيش في كوخ» (ألمانية فصحى: Hütte) أو من «الراعي» (ألمانية فصحى: hüten = يحرس) والتي تعني في الإنجليزية ينتبه أو قد يكون مشتقًا من الكلمة السلافية Hidlar وHidlarcek. (وفيما يتعلق بالنظريتين الأولى والثانية، فإن بعض اللهجات الألمانية قد يمكنها التمييز إلى درجة بسيطة أو لا يمكنها التمييز بين الصوتين ü- وi- عند النطق.
وقد استغلت الدعاية الخاصة بقوات الحلفاء اسم العائلة الأصلى لهتلر أثناء الحرب العالمية الثانية، فكانت طائراتهم تقوم بعملية إنزال جوي على المدن الألمانية لمنشورات تحمل عبارة "Heil Schicklgruber" تذكيرًا للألمان بنسب زعيمهم. وبالرغم من أن هتلر كان قد ولد وهو يحمل اسم هتلر قانونيًا، فإنه قد ارتبط أيضًا باسم هيدلر عن طريق جده لأمه يوحنا هيدلر.
أما الاسم «أدولف» فهو مشتق من الألمانية القديمة ويعني «الذئب النبيل» (ويتكون الاسم منِ Adel التي تعني النبالة، بالإضافة إلى كلمة ذئب). وهكذا، كان واحدًا من الألقاب التي أطلقها أدولف على نفسه الذئب (ألمانية: Wolf) أو السيد ذئب (ألمانية: Herr Wolf). وقد بدأ في استخدام هذه اللقب في أوائل العشرينات من القرن التاسع عشر وكان يناديه به المقربون منه فقط (حيث لقبه أفراد عائلة فاجنر باسم العم ذئب) حتى سقوط الرايخ الثالث. وقد عكست الأسماء التي أطلقها على مقرات القيادة المختلفة له في كل أنحاء أوروبا القارية ذلك، فكانت أسماؤها وكر الذئب في بروسيا الشرقية، وWolfsschlucht في فرنسا، وWerwolf في أوكرانيا وغيرها من الأسماء التي كانت تشير إلى هذا اللقب. علاوةً على ذلك، عرف هتلر باسم «آدي» بين المقربين من عائلته وأقاربه.
وكان جد هتلر لأبيه على الأرجح واحدًا من الأخوين يوهان جورج هيدلر أو يوهان نيبوموك هيدلر. وسرت الشائعات بأن هتلر كان ينتسب إلى اليهود عن طريق واحد من أجداده؛ لأن جدته ماريا شيكلجروبر قد حملت عندما كانت تعمل كخادمة في أحد البيوت اليهودية. وأحدث المعنى الكامن في هذه الشائعات دويًا سياسيًا هائلًا حيث أن هتلر كان نصيرًا متحمسًا لإيديولجيات عنصرية ومعادية للسامية. وقد حاول خصومه جاهدين إثبات نسب هتلر إلى أصول يهودية أو تشيكية. وبالرغم من أن هذه الإشاعات لم تثبت صحتها أبدًا، فإنها كانت كافية بالنسبة لهتلر لكي يقوم بإخفاء أصوله. ووفقًا لما ذكره روبرت جي إل وايت في كتابه الإله المضطرب عقليًا: أدولف هتلر، فقد منع هتلر بقوة القانون عمل المرأة الألمانية في البيوت اليهودية. وبعد ضم النمسا إلى ألمانيا، عَمِل هتلر بتحويل المدينة التي عاش فيها والده إلى منطقه لتدريب المدفعية.

### النشأة
بدءًا من عام 1905، عاش هتلر حياة بوهيمية في فيينا على منحة حكومية لإعانة الأيتام ودعم مالي كانت والدته تقدمه له. ورفض قبوله مرتين في أكاديمية الفنون الجميلة في فيينا وذلك في عامي 1907 و1908 لأنه «غير مناسب لمجال الرسم» وأخبروه أن من الأفضل له توجيه قدراته إلى مجال الهندسة المعمارية. وعكست مذكراته افتتانه بهذا الموضوع:
| أدولف هتلر | كان الهدف من رحلتي هو دراسة اللوحات الموجودة في صالة العرض في المتحف الذي كان يطلق عليه Court Museum، ولكنني نادرًا ما كنت ألتفت إلى أي شيء آخر سوى المتحف نفسه. فمنذ الصباح وحتى وقت متأخر من الليل، كنت أتنقل بين المعروضات التي تجذب انتباهي، ولكن كانت المباني دائمًا هي التي تستولي على كامل انتباهي. | أدولف هتلر |

وبعد نصيحة رئيس المدرسة له، اقتنع هو أيضًا أن هذا هو الطريق الذي يجب أن يسلكه ولكن كان ينقصه الإعداد الأكاديمي المناسب للالتحاق بمدرسة العمارة.
| أدولف هتلر | وفي غضون أيام قلائل، أدركت في أعماقي إنني يجب أن أصبح يومًا مهندسًا معماريًا. والحقيقة هي أن سلوكي هذا الطريق كان مسألة شاقة للغاية حيث إن إهمالي لإتمام دراستي في المدرسة الثانوية قد ألحق الضرر بي لأنه كان ضروريًا إلى حد بعيد. وكان لا يمكن أن التحق بالمدرسة المعمارية التابعة للأكاديمية دون أن أكون قد التحقت قبلها بمدرسة البناء الخاصة بالدراسة الفنية والتي كان الالتحاق بها يستلزم الحصول على شهادة المدرسة الثانوية. ولم أكن قد قمت بأية خطوة من هذه الخطوات. فبدا لي أن تحقيق حلمي في دنيا الفن مستحيلًا بالفعل. | أدولف هتلر |

وفي 21 ديسمبر، 1907، توفيت والدة هتلر إثر إصابتها بسرطان الثدي عن عمر يناهز السبعة وأربعين عامًا. وبأمر من أحد المحاكم في لينز، أعطى هتلر نصيبه من الإعانة التي تمنحها الحكومة للأيتام لشقيقته باولا. وعندما كان في الحادية والعشرين من عمره، ورث هتلر أموالًا عن واحدة من عماته، وحاول أن يشق طريقه بجهد كرسام في فيينا حيث كان ينسخ المناظر الطبيعية الموجودة على البطاقات البريدية ويبيع لوحاته إلى التجار والسائحين، وبعد أن رفضته أكاديمية الفنون للمرة الثانية، كان ماله كله قد نفد. وفي عام 1909، عاش هتلر في مأوى للمشردين. ومع حلول عام 1910، كان هتلر قد استقر في منزل يسكن فيه الفقراء من العمال في ميلمنستراسه النمساوية.
وصرح هتلر أن اعتقاده بوجوب معاداة السامية ظهر لأول مرة في فيينا التي كان تعيش فيها جالية يهودية كبيرة تشتمل على اليهود الأرثوذكس الذين فروا من المذابح المنظمة التي تعرضوا لها في روسيا. وعلى الرغم من ذلك، فقد ورد على لسان أحد أصدقاء طفولته وهو أوجست كوبزيك أن ميول هتلر «المؤكدة في معاداة السامية» قد ظهرت قبل أن يغادر لينز في النمسا. وفي هذه الفترة، كانت فيينا مرتعًا لانتشار روح التحيز الديني التقليدية، وكذلك للعنصرية التي ظهرت في القرن التاسع عشر. ومن الممكن أن يكون هتلر قد تأثر بكتابات لانز فون ليبنفيلس؛ واضع النظريات المعادية للسامية، وكذلك بآراء المجادلين من رجال السياسة أمثال: كارل لويجر مؤسس الحزب الاشتراكي المسيحي وعمدة فيينا، بالإضافة إلى المؤلف الموسيقي ريتشارد فاجنر وجورج ريتر فون شونيرر، وهو أحد زعماء حركة القومية الألمانية التي عرفت باسم بعيدًا عن روما!؛ وهي الحركة التي ظهرت في أوروبا في القرن التاسع عشر والتي كانت تهدف إلى توحيد الشعوب التي تتحدث الألمانية في أوروبا. ويزعم هتلر في كتابه كفاحي أن تحوله عن فكرة معارضة معاداة السامية من منطلق ديني إلى تأييدها من منطلق عنصري جاء من احتكاكه باليهود الأرثوذكس وإذا كان هذا التفسير صحيحًا، فمن الواضح أن هتلر لم يكن يتصرف وفقًا لهذا المعتقد الجديد. فقد كان غالبًا ما ينزل ضيفًا على العشاء في منزل أحد النبلاء اليهود بالإضافة إلى قدرته الكبيرة على التفاعل مع التجار اليهود الذين كانوا يحاولون بيع لوحاته.
وربما تأثر هتلر أيضًا بقراءته للدراسة التي قام بها مارتن لوثر والتي كان عنوانها "عن اليهود وأكاذيبهم" (بالإنجليزية: On the Jews and their Lies). وفي كتابه كفاحي يشير هتلر إلى مارتن لوثر باعتباره محاربًا عظيمًا ورجل دولة حقيقي ومصلحا عظيما، وكذلك كان كل من فاجنر وفريدريك الكبير بالنسبة له. وكتب فيلهلم روبك عقب واقعة الهولوكوست، قائلًا: "مما لا شك فيه أن مذهب مارتن لوثر كان له تأثير على التاريخ السياسي والروحي والاجتماعي في ألمانيا بطريقة - بعد التفكير المتأمل في كل جوانبها - يمكن وصفها بأنها كانت جزءًا من أقدار ألمانيا.
وزعم هتلر أن اليهود كانوا أعداءً للجنس الآري. كما ألقى على كاهل اليهود مسؤولية الأزمة التي حدثت في النمسا. واستطاع الوقوف على صور محددة من الاشتراكية والبلشفية التي تزعمها العديد من القادة اليهود - كنوع من أنواع الحركات اليهودية - ليقوم بعمل دمج بين معاداة السامية وبين معاداة الماركسية. وفي وقت لاحق، ألقى هتلر باللوم في هزيمة الجيش الألماني أثناء الحرب العالمية الأولى على ثورات عام 1918 ومن ثم، اتهم اليهود بجريمة التسبب في ضياع أهداف ألمانيا الاستعمارية، وكذلك في التسبب في المشكلات الاقتصادية التي ترتبت على ذلك.
وعلى ضوء المشاهد المضطربة التي كانت تحدث في البرلمان في عهد الملكية النمساوية متعددة الجنسيات، قرر هتلر عدم صلاحية النظام البرلماني الديمقراطي للتطبيق. وبالرغم من ذلك - ووفقًا لما قاله أوجست كوبيتسك، والذي شاركه الغرفة نفسها في وقت من الأوقات - أن هتلر كان مهتمًا بأعمال الأوبرا التي ألفها فاجنر أكثر من اهتمامه بآرائه السياسية.
واستلم هتلر الجزء الأخير من ممتلكات والده في مايو من عام 1913 لينتقل بعدها للعيش في ميونيخ. وكتب هتلر في كفاحي أنه كان يتوق دائمًا للحياة في مدينة ألمانية «حقيقية». وفي ميونيخ، أصبح هتلر أكثر اهتمامًا بفن المعمار؛ وذلك ما جاء على لسان هتلر وظهر في كتابات هوستن ستيوارت تشامبرلين. كما أن انتقاله إلى ميونيخ قد ساعده أيضًا على التهرب من أداء الخدمة العسكرية في النمسا لبعض الوقت بالرغم من أن الشرطة في ميونيخ (والتي كانت تعمل بالتعاون مع السلطات النمساوية) تمكنت في نهاية الأمر من إلقاء القبض عليه. وبعد فحصه جسديًا وتقدمه بالتماس يدل على ندمه على ما اقترفه، تقرر أنه غير لائق لأداء الخدمة العسكرية لأنه على ما يبدو كان هزيلًا جدًا وقتها وسُمِحَ له بالعودة إلى ميونيخ. ومع ذلك، وعندما دخلت ألمانيا الحرب العالمية الأولى في أغسطس من عام 1914، تقدم هتلر بالتماس لملك بافاريا لودفيج الثالث للسماح له بالخدمة في بالجيش. وبالفعل وافق الملك على التماسه، وتم تجنيد أدولف هتلر في الجيش البافاري.

### الحرب العالمية الأولى

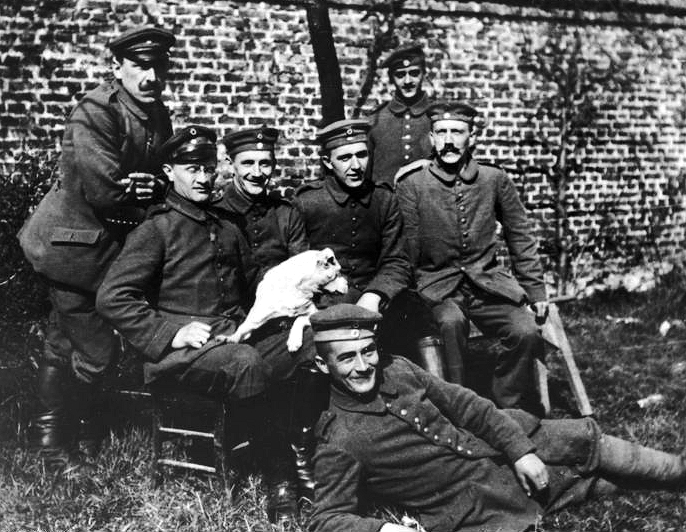
هتلر وزملاؤه في فترة الحرب العالمية الأولى

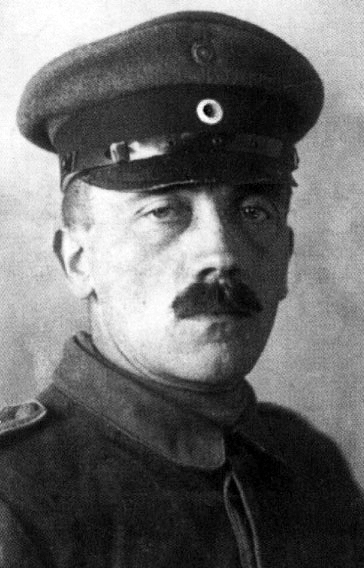
هتلر أثناء الحرب العالمية الأولى

خدم هتلر في فرنسا وبلجيكا مع الفوج البافاري الاحتياطي السادس عشر؛ والذي عرف باسم فوج ليست؛ نسبةً إلى قائده الأول. وانتهت الحرب بتقلده رتبة جيفريتر (وهي رتبة تعادل وكيل عريف في الجيش البريطاني وجندي من الدرجة الأولى في الجيوش الأمريكية). عمل هتلر كرسول بين الجيوش؛ وهي واحدة من أخطر الوظائف على الجبهة الغربية، وكان معرضًا في أغلب الأحيان للإصابة بنيران العدو. كما اشترك في عدد من المعارك الرئيسية على الجبهة الغربية، وتضمنت هذه المعارك: معركة يبريس الأولى ومعركة السوم ومعركة آراس ومعركة باسكيندايلي.
ودارت معركة يبريس في أكتوبر من عام 1914 والتي شهدت مقتل حوالي 40,000 جندي خلال عشرين يومًا (وهو ما بين ثلث ونصف عدد الجنود المشاركين فيها). أما الكتيبة التي كان هتلر فردًا من أفرادها فقد تقلص عددها من مائتين وخمسين جندي إلى اثنين وأربعين جنديًا بحلول شهر ديسمبر. وكتب كاتب السير الذاتية جون كيجان أن هذه التجربة قد جعلت هتلر يتجه إلى الانعزال والانطواء على نفسه خلال السنوات الباقية للحرب.
وتقلد هتلر وسامين تقديرًا لشجاعته في الحرب. حيث تقلد وسام الصليب الحديدي من الدرجة الثانية في عام 1914، وتقلد أيضًا وسام الصليب الحديدي من الدرجة الأولى في عام 1918؛ وهو تكريم نادرًا ما يحصل عليه عسكري من رتبة جيفريتر. ومع ذلك، لم يُرَقَّى هتلر إلى رتبة أونتيروفيزير (وهي رتبة تعادل العريف في الجيش البريطاني) نظرًا لكونه يفتقر إلى المهارات القيادية من وجهة نظر قادة الفوج الذي كان ينتمي إليه. ويقول بعض المؤرخين الآخرين أن السبب وراء عدم ترقيته يرجع إلى أنه لم يكن مواطنًا ألمانيًا. وكانت المهام التي كان هتلر يكلف بها في المقرات العسكرية محفوفة عادةً بالمخاطر، ولكنها سمحت له بمتابعة إنتاج أعماله الفنية. وقام هتلر برسم الصور الكاريكاتورية والرسومات التعليمية لإحدى الصحف التابعة للجيش. وفي عام 1916، أصيب هتلر بجرح إما في منطقة أصل الفخذ  أو في فخذه الأيسر  وذلك أثناء مشاركته في معركة السوم ولكنه عاد إلى الجبهة مرةً أخرى في مارس من عام 1917. وتسلم شارة الجرحى في وقت لاحق من نفس العام. وأشار سباستيان هافنر إلى تجربة هتلر على الجبهة موضحًا أنها سمحت له على أقل تقدير بفهم الحياة العسكرية.
وفي 15 أكتوبر 1918، دخل هتلر إحدى المستشفيات الميدانية على إثر إصابته بعمى مؤقت عقب تعرضه لهجوم بغاز الخردل. ويشير العالم النفسي الإنجليزي ديفيد لويس وكذلك بيرنارد هورسمتان إلى أن إصابة هتلر بالعمى قد تكون نتيجةً اضطراب تحولي (والذي كان معروفًا في ذلك الوقت باسم هيستريا). وعقب هتلر على هذه الواقعة فقال إنه أثناء هذه التجربة أصبح مقتنعًا أن سبب وجوده في الحياة هو «إنقاذ ألمانيا.» ويحاول بعض الدارسين - خاصةً لوسي دافيدوفيتش،  أن يبرهنوا على أن نية هتلر في إبادة يهود أوروبا كانت تامة الرسوخ في ذهنه في ذلك الوقت على الرغم من عدم استقراره على الطريقة التي سيتمكن بها من تنفيذ هذا الأمر. ويعتقد معظم المؤرخين أنه اتخذ هذا القرار في عام 1941 بينما يعتقد البعض الآخر أنه قد عقد عليه العزم في وقت لاحق في عام 1942.

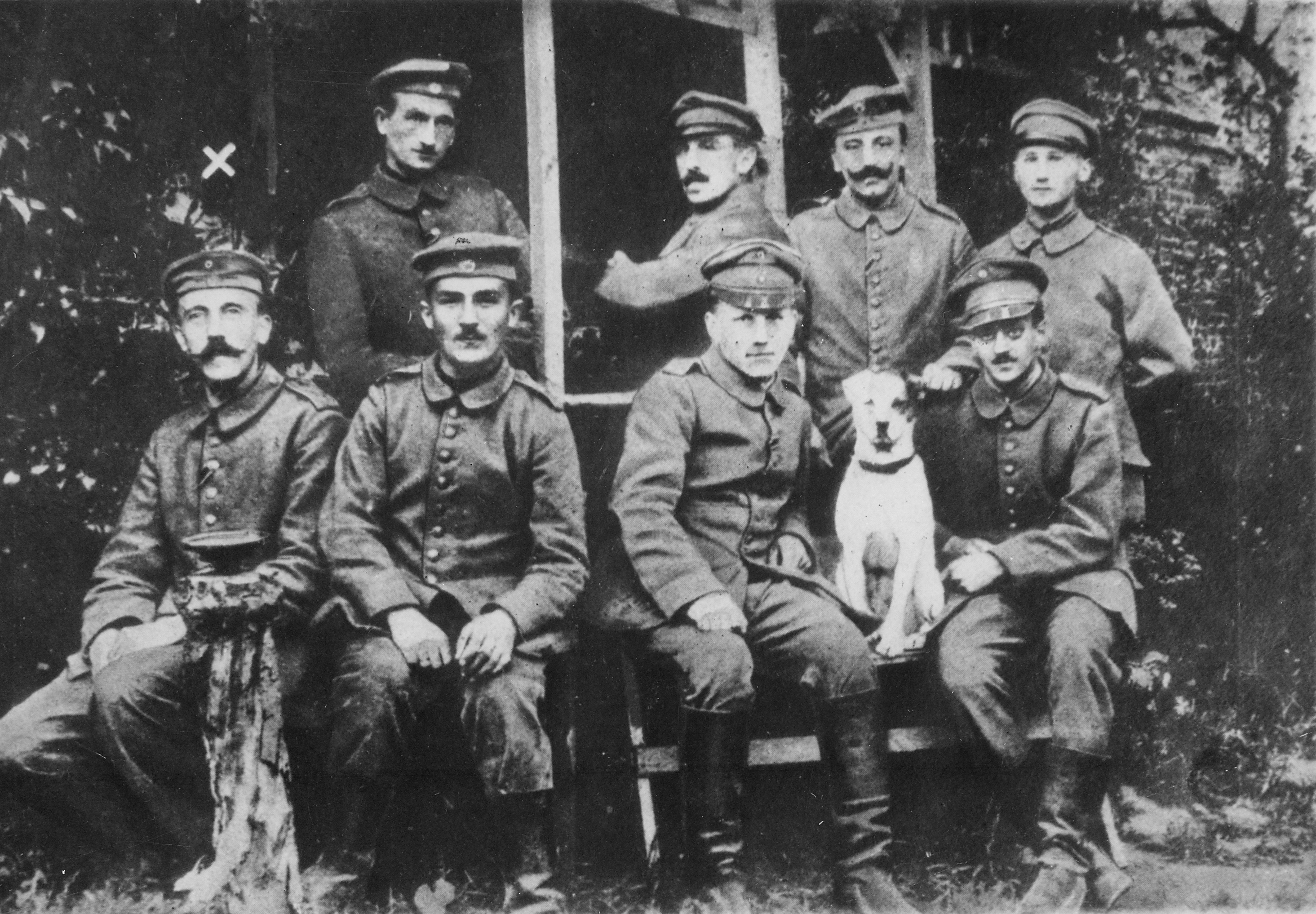
هتلر مع بعض زملائه أثناء الحرب العالمية الأولى

كان إعجاب هتلر بألمانيا قد سيطر عليه منذ زمن بعيد، وأثناء الحرب أصبح وطنيًا متحمسًا أشد الحماس للدفاع عن ألمانيا بالرغم من أنه لم يصبح مواطنًا ألمانيًا حتى عام 1932. ورأى هتلر أن الحرب هي «أعظم الخبرات التي يمكن أن يمر بها المرء في حياته». وفي وقت لاحق، أشاد به عدد من قادته تقديرًا لشجاعته. وصدم هتلر من اتفاقية الاستسلام التي وقعتها ألمانيا في نوفمبر من عام 1918 على الرغم من سيطرة الجيش الألماني حتى ذلك الوقت على أراض للعدو. ومثله مثل العديد من المناصرين للقومية الألمانية، كان هتلر يؤمن بأسطورة الطعنة في الظهر (بالألمانية: Dolchstoßlegende) التي قالت بإن الجيش «الذي لم تتم هزيمته في ساحة المعركة» قد «تعرض لطعنة في الظهر» من قادة مدنيين وماركسيين على الجبهة الداخلية. وقد عرف هؤلاء السياسيون فيما بعد باسم مجرمي نوفمبر.
وحرمت معاهدة فرساي ألمانيا من مناطق عديدة كانت تابعة لها، وجردت منطقة رينهارد من الصفة العسكرية التي كانت تتمتع بها، كما فرضت عقوبات اقتصادية مدمرة أخرى على ألمانيا. وأعادت المعاهدة الوجود لدولة بولندا من جديد؛ وهو الأمر الذي اعتبره لألمان - حتى المعتدلين منهم - نوعًا من أنواع الإهانة. وحملت المعاهدة ألمانيا مسؤولية كل فظائع الحرب، وهو الأمر الذي ينظر إليه مؤرخون بارزون من أمثال جون كيجان الآن باعتباره على أقل تقدير تطبيقًا للعدالة من وجهة نظر الطرف المنتصر؛ فقد طغت الصفة العسكرية على معظم الأمم الأوروبية في الفترة التي سبقت الحرب العالمية الأولى بشكل متزايد وكانت هذه الأمم تتلهف للقتال. وكان إلقاء اللوم على ألمانيا هو الأساس لفرض إصلاحات على ألمانيا (وقد تم تعديل مقدار هذه الإصلاحات بشكل متكرر وفقًا للخطط المعروفة باسم خطة داوس، خطة يونج، وخطة هوفر. أما ألمانيا، فقد رأت أن المعاهدة وخاصةً البند رقم 231 منها وبالتحديد الفقرة التي تتحدث عن مسؤولية ألمانيا عما حدث في الحرب نوعًا من أنواع الإهانة. فعلى سبيل المثال، كان هناك تجريد كامل للقوات المسلحة الألمانية من صفتها العسكرية يسمح لها بالاحتفاظ بست بوارج فقط، ويمنعها من الاحتفاظ بغواصات أو قوات جوية أو مركبات مدرعة أو جيش يفوق عدده مائة ألف من الجنود إلا تحت ظروف التجنيد الإجباري التي يمكن أن تفرضها الحرب. وكان لمعاهدة فرساي دورًا مهمًا في الظروف الاجتماعية والسياسية التي صادفها هتلر وأتباعه من النازيين أثناء سعيهم للفوز بالسلطة. ونظر هتلر وحزبه إلى توقيع «مجرمي نوفمبر» على المعاهدة كسبب يدعوهم إلى بناء ألمانيا من جديد بشكل لا يتكرر معه ما حدث مرةً أخرى. واستخدم هتلر مجرمي نوفمبر ككبش فداء على الرغم من الخيارات المحدودة للغاية والتي كانت متاحة أمام هؤلاء الساسة في مؤتمر باريس للسلام.

## دخول هتلر إلى عالم السياسة

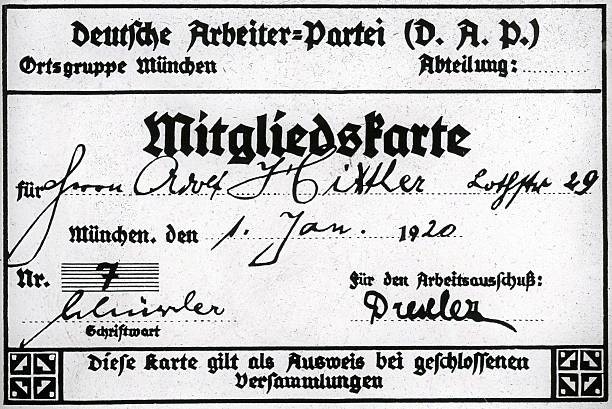
نسخة من بطاقة العضوية المزورة الخاصة بهتلر في حزب العمال الألماني (DAP).وكان رقم العضوية الحقيقي لهتلر هو 555 (ومعناه العضو الخامس والخمسون في قائمة أعضاء الحزب - واضيف الرقم 5 ليبدو عدد أعضاء الحزب أكبر)، ولكن فيما بعد جرى تقليل الرقم ليترك انطباعًا بأن هتلر كان واحدًا من الأعضاء المؤسسين للحزب. وقد كان هتلر يرغب في تكوين الحزب الخاص به، ولكن الأوامر صدرت إليه من رؤسائه في قوة الدفاع الوطنية بأن يخترق صفوف الحزب الموجود فعلًا.

وبعد انتهاء الحرب العالمية الأولى، ظل هتلر في الجيش وعاد إلى ميونيخ حيث شارك في الجنازة العسكرية التي أقيمت لرئيس الوزراء البافاري الذي اغتيل كورت آيسنر؛ وذلك على خلاف تصريحاته التي أعلنها في وقت لاحق. وفي أعقاب قمع الجمهورية السوفيتية البافارية، شارك هتلر في حضور دورات «الفكر القومي» التي كان ينظمها قسم التعليم والدعاية التابع للجماعة البافارية التي كان يطلق عليها اسم رايخسفير في مركز القيادة الرئيسي الرابع تحت إشراف كابتن كارل ماير. والقي اللوم على الشعب اليهودي الذي ينتشر أفراده في كل أنحاء العالم، وعلى الشيوعيين، وعلى رجال السياسة من كل الانتماءات الحزبية؛ خاصةً تحالف فايمار الائتلافي.
وفى يوليو عام 1919، عين هتلر في منصب جاسوس للشرطة، وكان يتبع قيادة الاستخبارات التي كانت تتبع قوات الدفاع الوطنية رايخسفير من أجل التأثير على الجنود الآخرين واختراق صفوف حزب صغير؛ وهو حزب العمال الألماني (DAP).وأثناء استكشافه للحزب، تأثر هتلر بأفكار مؤسس الحزب آنتون دريكسلر المعادية للسامية والقومية والمناهضة للرأسمالية والمعارضة لأفكارالماركسية. وكانت أفكاره تؤيد وجود حكومة قوية ونشيطة؛ وهي أفكار مستوحاة من الأفكار الاشتراكية «غير اليهودية» ومن الإيمان بضرورة وجود تكافل متبادل بين كل أفراد المجتمع. كما حازت مهارات هتلر الخطابية على إعجاب دريكسلر فدعاه إلى الانضمام للحزب ليصبح العضو الخامس والخمسين فيه. كما أصبح هتلر أيضًا العضو السابع في اللجنة التنفيذية التابعة للحزب. وبعد مرور عدة سنوات، أدعى هتلر إنه العضو السابع من الأعضاء المؤسسين للحزب.
كما التقى هتلر مع ديتريش إيكارت وهو واحد من المؤسسين الأوائل للحزب، كما كان عضوًا في الجمعية السرية المعروفة باسم «جمعية ثول». وأصبح إيكارت المعلم الخاص بهتلر الذي يعلمه الطريقة التي يجب أن ينتقي بها ملابسه ويتحدث بها، كما قدمه إلى مجتمع واسع من الناس. ووجه هتلر عميق شكره إلى إيكارت عن طريق الثناء عليه في المجلد الثاني من كتابه المعروف باسم كفاحي. وفي محاولة لزيادة شعبية الحزب، قام الحزب بتغيير اسمه إلى حزب العمال الألماني الاشتراكي الوطني.
وكان تسريح هتلر من الجيش في مارس، عام 1920، فبدأ مدعومًا بالتشجيع المستمر من أعضاء الحزب من ذوي المناصب الأعلى في المشاركة الكاملة في أنشطة الحزب. وفي بدايات عام 1921، تمكن هتلر من إجادة فن الخطابة أمام الحشود الكبيرة بشكل كامل. وفي فبراير، تحدث هتلر أمام حشد يضم حوالي ستة آلاف فرد في ميونيخ. وللدعاية لهذا الاجتماع، أرسل هتلر شاحنتين محملتين بمؤيدي الحزب ليجوبوا الشوارع وهم يحملون الصليب المعقوف محدثين حالة من الفوضى وهم يلقون بالمنشورات صغيرة الحجم إلى الجماهير في أول تنفيذ للخطة التي وضعوها. انتشرت سمعة هتلر السيئة خارج الحزب نظرًا لشخصيتهِ الفظة، وخطاباته الجدلية العنيفة المناهضة لمعاهدة فرساي والسياسيين المنافسين له (بما في ذلك أنصار الحكم الملكي والمنادين بفكرة القومية وغيرهم من الاشتراكيين غير المؤمنين بسياسة التعاون الاقتصادي والسياسي بين الدول؛ واشتهر بوجه خاص بخطاباته المناهضة للماركسيين ولليهود.
واتخذ حزب العمال الألماني الاشتراكي الوطني  من ميونيخ مقرًا له. وكانت ميونيخ في ذلك الوقت أرضًا خصبة لمناصري القومية الألمانية الذين كان منهم ضباط من الجيش قد عقدوا العزم على سحق الماركسية وتقويض دعائم جمهورية فايمار (الجمهورية التي نشأت في ألمانيا في الفترة من عام 1919 إلى عام 1933 كنتيجة للحرب العالمية الأولى وخسارة ألمانيا الحرب). وبمرور الوقت، لفت هتلر وحركته التي أخذت في النمو أنظار هؤلاء الضباط باعتبارها أداة مناسبة لتحقيق أهدافهم. وفي صيف عام 1921، سافر هتلر إلى برلين لزيارة بعض الجماعات التي كانت تنادي بالقومية. وفي فترة غيابه، كانت هناك حالة من التمرد بين قيادات حزب العمال الألماني في ميونيخ.
وتولت إدارة الحزب لجنة تنفيذية نظر أعضاؤها الأساسيون إلى هتلر باعتباره شخصية متغطرسة ومستبدة. وقام هؤلاء الأعضاء بتشكيل حلف مع مجموعة من الاشتراكيين في مدينة آوغسبورغ. وأسرع هتلر بالعودة إلى ميونيخ وحاول مقاومة الهجمة الشرسة عليه بتقديم استقالته رسميًا من الحزب في 11 يوليو في عام 1920. وعندما أدرك هؤلاء الأعضاء أن خسارتهم لهتلر ستعني عمليًا نهاية الحزب، انتهز هتلر الفرصة وأعلن عن إمكانية عودته إلى الحزب شريطة أن يحل محل دريكسلر في رئاسة الحزب متمتعًا بالنفوذ المطلق فيه. وحاول أعضاء الحزب الحانقين (بما فيهم دريكسلر) الدفاع عن مكانتهم في بداية الأمر. وفي ذلك الوقت، ظهر كتيب مجهول المصدر يحمل عنوان «أدولف هتلر: هل هو خائن؟» ليهاجم تعطش هتلر للاستيلاء على السلطة وينتقد زمرة الرجال الملتفين حوله والذين يتميزون بالعنف. وردًا على نشر هذا الكتيب عنه في صحيفة تصدر في ميونيخ، أقام هتلر دعوى قضائية بسبب التشهير، وحظى في وقت لاحق بتسوية بسيطة معهم.
وتراجعت اللجنة التنفيذية لحزب العمال الألماني الاشتراكي الوطني عن موقفها في نهاية الأمر واعترفت بهزيمتها، وصوت بين أعضاء الحزب بشأن الموافقة على مطالب هتلر. وحصل هتلر على موافقة خمسمائة وثلاثة وأربعين صوتًا من أصوات الأعضاء في مقابل الرفض من صوت واحد فقط. وفي الاجتماع التالي لأعضاء الحزب الذي عقد في التاسع والعشرين من يوليو، 1921، قدم أدولف هتلر بصفته فوهرر لحزب العمال الألماني الاشتراكي الوطني؛ وهي المرة الأولى التي اعلن فيها عن هذا اللقب على الملأ.
وبدأت الخطب التي كان هتلر يلقيها في النوادي التي كان يجتمع فيها أفراد الشعب الألماني ليهاجم بها اليهود والديقراطيين الاشتراكيين والليبراليين وأنصار الحكم الملكي الرجعيين والرأسماليين والشيوعيين تؤتي ثمارها المرجوة وتجذب إليه المزيد من المؤيدين. وكان من مؤيدي هتلر الأوائل: رودلف هس، والطيار السابق في القوات الجوية هيرمان غورينغ وقائد الجيش ايرنست روم الذي أصبح بعد ذلك رئيسًا للمنظمة شبه العسكرية النازية المعروفة باسم SA كتيبة العاصفة التي تولت حماية الاجتماعات والهجوم على خصومه السياسيين. وكوّن هتلر جماعات مستقلة مشابهة مثل: جبهة العمل الألمانية؛ والتي اتخذت من مدينة نورنبيرغ مقرًا لها. وكان يوليوس شترايشر رئيسًا لها، وشغل بعد ذلك منصب غوليتر، ويعني قائد الفرع الإقليمي لحزب العمال الألماني الاشتراكي الوطني في منطقة فرنكونيا. علاوةً على ذلك، لفت هتلر أنظار أصحاب المصالح التجارية المحليين، وتم قبوله في الدوائر التي كانت تتضمن أصحاب النفوذ في مجتمع مدينة ميونيخ. كما اقترن اسمه باسم القائد العسكري الذي كان ذائعًا في فترة الحرب الجنرال ايريك لودندورف.

### انقلاب بير هول الفاشل

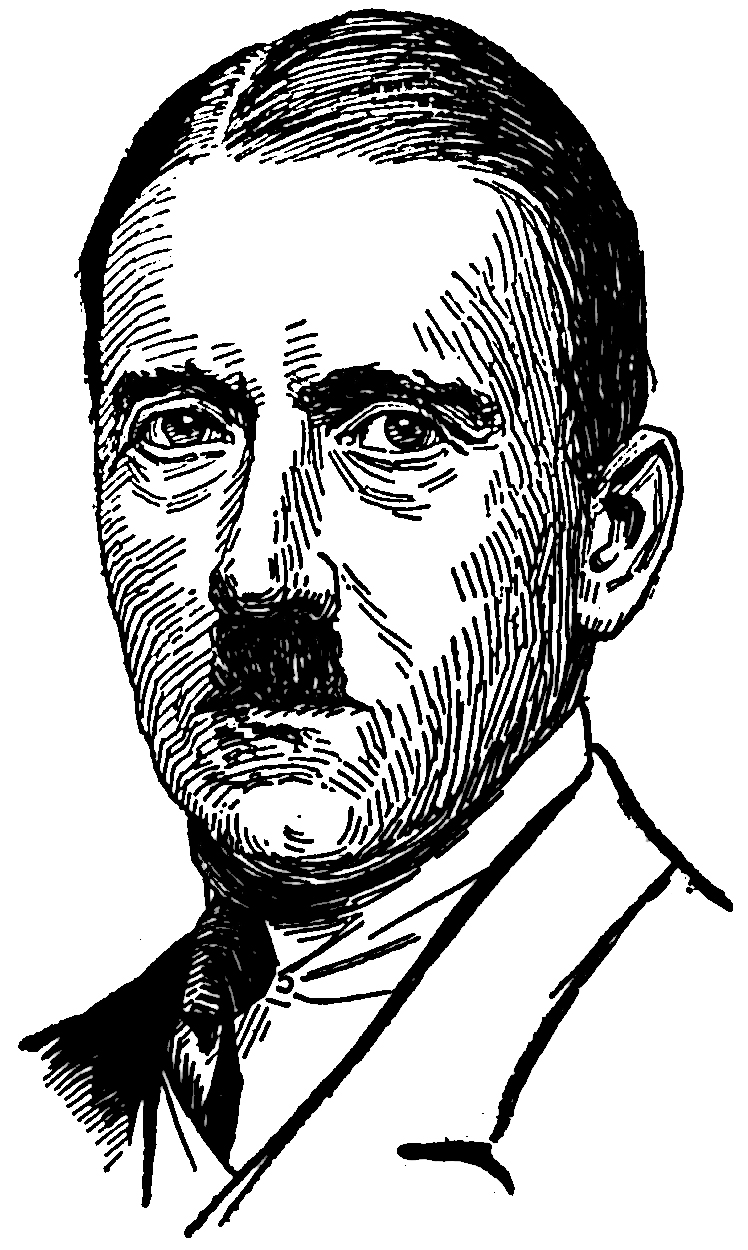
لوحة تصور هتلر؛ تم رسمها في عام 1923.

حاولت قوات الحزب النازي الانقلاب على الحكومة عام 1923، ولكن المحاولة باءت بالفشل وانتهت بسجن أدولف هتلر قائد الحزب آنذاك.
كان انقلاب بير هول محاولة انقلابية فاشلة نفذها هتلر مع الحزب النازي من أجل الاستيلاء على السلطة في بافاريا وألمانيا. ابتدأت المحاولة الانقلابية من مساء يوم 8 نوفمبر حتى ظهيرة يوم 9 نوفمبر عام 1923، وكان أدولف هتلر قد قرر استخدام اسم الجنرال إريش لودندورف كواجهة في محاولة الانقلاب التي انتهت بالفشل الذريع وسجن رئيس الحزب النازي آنذاك أدولف هتلر.

### كتاب كفاحي
كتاب جمع بين عناصر السيرة الذاتية والشرح التفصيلي لنظريات هتلر الملقبة بالنازية. كتبه هتلر أثناء فترة سجنه إثر محاولة الانقلاب الفاشلة.

### إعادة بناء حزب العمال الألماني الاشتراكي الوطني
وفي الوقت الذي أطلق فيه سراح هتلر، كان الموقف السياسي في ألمانيا قد بدأ يهدأ وأخذت الأحوال الاقتصادية في التحسن مما فرض قيودًا على فرص هتلر في الإثارة والتأليب. وبالرغم من أن انقلاب هتلر العسكري قد أكسبه بعض الشهرة على الصعيد القومي، فإن عماد الحزب الذي يترأسه هتلر ظل في مدينة ميونيخ.
ولقد حظر نشاط حزب العمال الألماني الاشتراكي الوطني وأعضائه في بافاريا عقب فشل الانقلاب. وتمكن هتلر من إقناع هاينريش هيلد - رئيس وزراء بافاريا - بأن يرفع هذا الحظر مستندًا إلى مزاعمه التي أكد فيها على أن الحزب سيسعى الآن إلى الحصول على السلطة السياسية عبر القنوات الشرعية. وبالرغم من تفعيل رفع الحظر المفروض على حزب العمال الألماني الاشتراكي الوطني في 16 فبراير 1925، فإن هتلر قد جلب على نفسه حظرًا جديدًا نتيحةً لخطبة ملتهبة ألقاها تسببت في إثارة الشغب. ونظرًا لحرمانه من إلقاء الخطابات العامة، قام هتلر بتعيين جريجور شتراسر - الذي انتخب في عام 1924 لعضوية الرايخستاج (البرلمان الألماني)- في منصب رئيس منظمة الرايخ، ومنحه سلطة تنظيم الحزب في شمال ألمانيا. وسلك شتراسر - بالإضافة إلى شقيقه الأصغر أوتو شتراسر وجوزيف جوبلز - مسلكًا بدأت استقلاليته في التزايد مع مرور الوقت ليؤكد بذلك على وجود العنصر الاشتراكي في برنامج الحزب. وأصبحت قيادة جبهة العمل الألمانية في فرعها الإقليمي في شمال غرب ألمانيا تشكل جبهة معارضة داخلية داخل الحزب لتهدد سلطة هتلر. ولكن، لحقت الهزيمة بهذه الزمرة المنشقة في مؤتمر بامبرج الذي عقد في عام 1926 والذي انضم جوبلز خلاله إلى هتلر.
وعقب هذا الصدام، زاد هتلر من مركزية سلطته في الحزب. وأكد على وجود منصب القائد الأساسي للحزب كمنصب يجعل منه المسؤول الأساسي عن تنظيم شؤون الحزب. فلا يتم انتخاب القادة من قبل الجماعات التي يقومون بقيادتها، ولكن يقوم رؤساؤهم من ذوي المراكز الأعلى بتعيينهم ويكون لهم أيضًا الحق في مساءلتهم، بينما يتمتع هؤلاء القادة بالطاعة المطلقة ممن هم أقل منهم مركزًا. وتماشيًا مع ازدراء هتلر لفكرة الديمقراطية فقد جعل كل السلطة والنفوذ تنتقل من أعلى لأسفل.
وكان العامل الرئيسي في ازدياد شعبية هتلر بين الناس هو قدرته على استدعاء روح العزة الوطنية التي عرضتها معاهدة فيرساي للمهانة والتي فرضها الحلفاء الغربيون على الأمبراطورية الألمانية المهزومة. وخسرت ألمانيا جزءًا ذا أهمية اقتصادية من أراضيها في أوروبا إلى جانب مستعمراتها. واعترافًا منها بتحمل المسؤولية الكاملة عن الحرب، وافقت على دفع مبلغًا ضخمًا يقدر إجماليًا بحوالي مائة واثنين وثلاثين مليار مارك ألماني من أجل إصلاحات الخسائر التي خلفتها الحرب. واستاء معظم الألمان في مرارة من بنود المعاهدة، ولكن كانت المحاولات السابقة التي قام بها النازيون للحصول على تأييد الشعب الألماني بإلقاء اللوم على «الشعب اليهودي في كل أنحاء العالم» غير مقبولة بين جمهور الناخبين. وسرعان ما تعلم الحزب الدرس، فبدأ دعاية ماهرة تمزج بين معاداة السامية والهجوم على الأخطاء التي قام بها «نظام فايمار» والأحزاب السياسية الموالية له.
وبعد فشل الانقلاب الذي قاده هتلر للإطاحة بجمهورية فايمار، انتهج هتلر «إستراتيجية الشرعية»: وهي تعني الامتثال الرسمي لمبادئ جمهورية فايمار حتى يتولى زمام الحكم بصفة قانونية. ومن ثم، يمكنه استغلال المؤسسات التابعة لجمهورية فايمار للتخلص من هذه الجمهورية وتنصيب نفسه ديكتاتورًا على البلاد. وقد عارض بعض أعضاء الحزب، لاسيما ممثلي كتيبة العاصفة شبه العسكرية، هذه الاستراتيجية التي انتهجها هتلر. وسخر روم وآخرون من هتلر وأطلقوا عليه اسم أدولف الشرعي.

## الوصول إلى السلطة
| نتائج انتخابات الحزب النازي |             |                |                           |                                      |
| التاريخ                     | عدد الأصوات | النسبة المئوية | عدد المقاعد في الرايخستاج | الخلفية التاريخية                    |
| مايو، 1924                  | 1.918.300   | 6.5            | 32                        | هتلر في السجن                        |
| ديسمبر، 1924                | 907.300     | 3.0            | 14                        | إطلاق سراح هتلر من السجن             |
| مايو، 1928                  | 810.100     | 2.6            | 12                        |                                      |
| سبتمبر، 1930                | 6.409.600   | 18.3           | 107                       | بعد الأزمة المالية                   |
| يوليو، 1932                 | 13.745.800  | 37.4           | 230                       | عقب ترشيح هتلر للرئاسة               |
| نوفمبر، 1932                | 11.737.000  | 33.1           | 196                       |                                      |
| مارس، 1933                  | 17.277.000  | 43.9           | 288                       | أثناء فترة عمل هتلر كمستشار لألمانيا |

## الرايخ الثالث

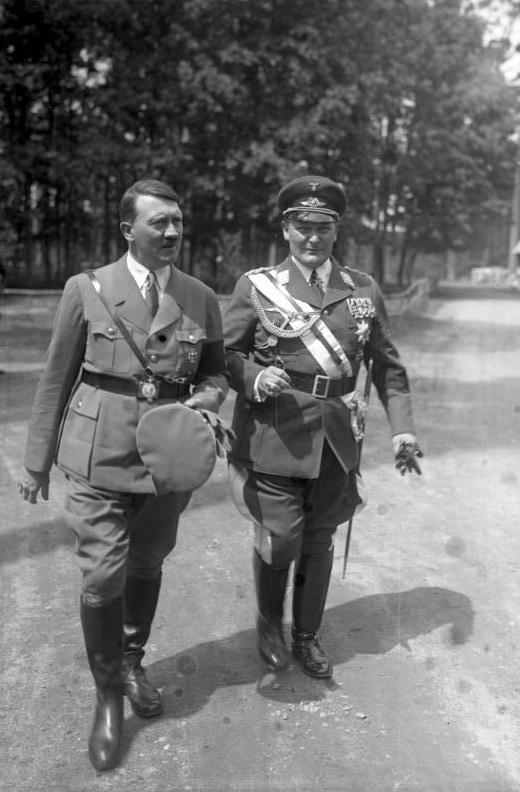
هتلر مع هيرمان غورينغ عام 1934

بعد تمكنه من إحكام سيطرته على السلطة السياسية بشكل كامل، حاول هتلر أن يكسب تأييد الجماهير لسياساته عن طريق إقناع معظم الشعب الألماني بأنه من سينقذهم من موجة الكساد الاقتصادي التي اجتاحت العالم، وكذلك من معاهدة فرساي والشيوعية و«البلاشفة اليهود» (الذين أثروا سلبًا على الحركة الشيوعية في الفترة بين الحربين العالميتين الأولى والثانية) وكذلك من تأثير الأقليات الأخرى «غير المرغوب فيها». واستأصل النازي كل معارضة صادفته عن طريق العملية التي أطلق عليها التنسيق بين كل الأنظمة ودمجها في نظام واحد (بالألمانية: Gleichschaltung).

### الاقتصاد والثقافة
أشرف هتلر على واحدة من أكبر التوسعات في مجال الإنتاج الصناعي والتطويرات المدنية التي شهدتها ألمانيا طوال تاريخها. وقد اعتمد في ذلك على أسلوب تعويم الديون وزيادة عدد أفراد القوات المسلحة. وشجعت السياسة النازية النساء على المكوث في المنزل لإنجاب الأطفال والعناية بالمنزل. وهكذا، تحدث أدولف هتلر في إحدى خطبه التي ألقاها في سبتمبر من عام 1943 أمام الرابطة الاشتراكية الوطنية للمرأة فقال إنه بالنسبة للمرأة الألمانية: «لا بد أن يتركز عالمها حول زوجها وعائلتها وأطفالها وبيتها». وعزز هتلر الإيمان بهذه السياسة بمنحه صليب الشرف الخاص بتكريم الأم الألمانية (بالإنجليزية: Cross of Honor of the German Mother) لكل امرأة تلد أربعة من الأطفال أو أكثر. وفعليًا، تراجع معدل البطالة عن طريق عاملين أساسيين وهما: إنتاج الأسلحة وعودة النساء للمكوث في منازلهن حتى تتحن الفرصة للرجال للحصول على الوظائف التي كن يشغلنها. لذلك، كان الإدعاء الذي ساد في هذه الفترة بأن الاقتصاد الألماني استطاع أن يصل تقريبًا إلى العمالة الكاملة يرجع جزئيًا - وذلك على أقل تقدير - إلى الدعاية البارعة التي تم استخدامها في هذا العهد. وحصل هتلر على معظم التمويل الذي استخدمه في إعادة بناء البلاد وإعادة التسلح من سياسة التلاعب بالعملة للتأثير على الأسعار في الأسواق التجارية التي قام بها هيلمار شاخت؛ وهو رئيس البنك المركزي الألماني في هذا العهد والمسؤول عن العملة. وتضمنت سياسة التلاعب إصدار سندات مشكوك في أمرها ومنها تلك التي كانت تعرف باسم "Mefo bills"، وهي سندات إضافة قامت حكومة النازي بإصدارها - بدءًا من عام 1934 وما بعده - تحت غطاء شركة "Metallurgische Forschung" وعرف اسمها اختصارًا باسم "MEFO".

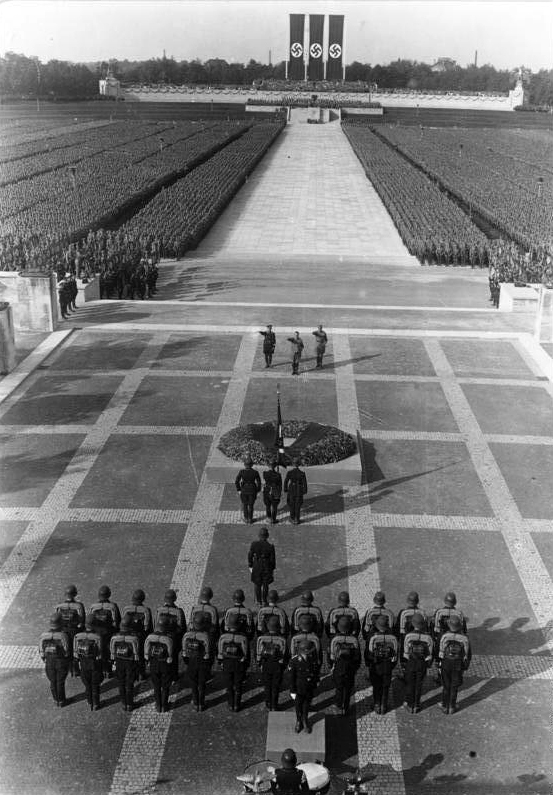
احتفالية نوريمبرج عام 1934

 كذلك، أشرف هتلر على واحدة من أكبر حملات تطوير البنية التحتية في التاريخ الألماني. واشتمل هذا التطوير على إنشاء العديد من السدود، والطرق السريعة التي تسير عليها المركبات، وطرق السكك الحديدية إلى جانب عدد آخر من الإنشاءات المدنية. وأكدت سياسات هتلر على أهمية الحياة الأسرية؛ وهي الحياة التي يسعى فيها الرجل وراء كسب لقمة العيش بينما تكون الأولوية في حياة المرأة لتربية الأطفال والعناية بشؤون المنزل. وجاء هذا الانتعاش في مجالي الصناعة والبنية التحتية على حساب المستوى العام للمعيشة؛ على الأقل بالنسبة لمن لم يتأثروا بحالة البطالة المزمنة التي كانت تسيطر على البلاد أثناء عهد جمهورية فايمار السابقة (التي تم إعلانها عام 1919 في مدينة فايمر الألمانية)، وذلك لأن الأجور قد تم تخفيضها قليلًا في السنوات التي سبقت الحرب العالمية الثانية على الرغم من ارتفاع نفقات المعيشة بنسبة خمسة وعشرين بالمائة. وبالرغم من ذلك، فقد شعر العمال والفلاحون - وهي الفئات التي كانت تعطي أصواتها لصالح حزب العمال الألماني الاشتراكي الوطني - بطفرة في مستوى المعيشة الخاص بهم.
ووجهت حكومة هتلر رعايتها لفن العمارة على نطاق واسع، واشتهر ألبرت سبير بأنه المعماري الأول في حكومة الرايخ، ولا يفوق الشهرة التي اكتسبها سبير كمعماري قام بتنفيذ رؤية هتلر الكلاسيكية التي أعاد بها تفسير الحضارة الألمانية إلا دوره الفعال الذي قام به كوزير للتسلح والذخيرة في السنوات الأخيرة للحرب العالمية الثانية. وفي عام 1936، قامت برلين باستضافة دورة الألعاب الأوليمبية الصيفية التي افتتحها هتلر بنفسه وتم وضع ألحانها بحيث تظهر تفوق الجنس الآري على كل الأجناس البشرية الأخرى، الأمر الذي جعل هذه الدورة تحقق نتائج مشوشة.
وبالرغم من أن هتلر كان قد خطط لإنشاء شبكة متكاملة من السكك الحديدية العريضة (بالألمانية: Breitspurbahn) فإن نشوب الحرب العالمية الثانية قد أدى إلى التراجع عن إتمام هذا المشروع العملاق. فلو كانت هذه الشبكة العريضة والمتكاملة من خطوط السكك الحديدية قد تم إنشاؤها بالفعل لكان عرضها سيصل إلى ثلاثة أمتار، وكانت بذلك ستفوق في اتساعها شبكة السكك الحديدية القديمة التي أنشأتها شركة Great Western Railway في المملكة المتحدة.
أسهم هتلر بشكل بسيط في تصميم السيارة التي تم إطلاق اسم فولكسفاجن بيتل عليها بعد ذلك. وقد عهد هتلر بمهمة تصميم السيارة وصناعتها إلى فرديناند بورش. وقد تم إرجاء إنتاج هذه السيارة أيضًا بسبب نشوب الحرب.
اعتبر هتلر أن اسبرطة هي أولى الدول التي طبقت مبادئ الاشتراكية القومية، وامتدح السياسة التي انتهجتها مبكرًا من أجل تحسين النسل، والطريقة التي عاملت بها النسل المشوه من الأطفال.
ويعتبر الخلاف حول مسألة «التحديث» الذي تبناه هتلر من أهم الموضوعات التي يثور حولها الجدال عند مناقشة السياسات الاقتصادية التي انتهجها هتلر. ويعتقد بعض المؤرخين مثل: دافيد شونباوم وهنري اشبي تيرنر أن السياسات الاجتماعية والاقتصادية التي تبناها هتلر كانت نوعًا من أنواع التحديث يراد به السعي وراء أهداف ضد الحداثة. وأكدت مجموعة أخرى من المؤرخين - خاصةً راينر تسيتلمان - على أن هتلر قد تعمد انتهاج سياسة تسعى وراء التحديث الثوري للمجتمع الألماني.

### إعادة التسلح والتحالفات الجديدة

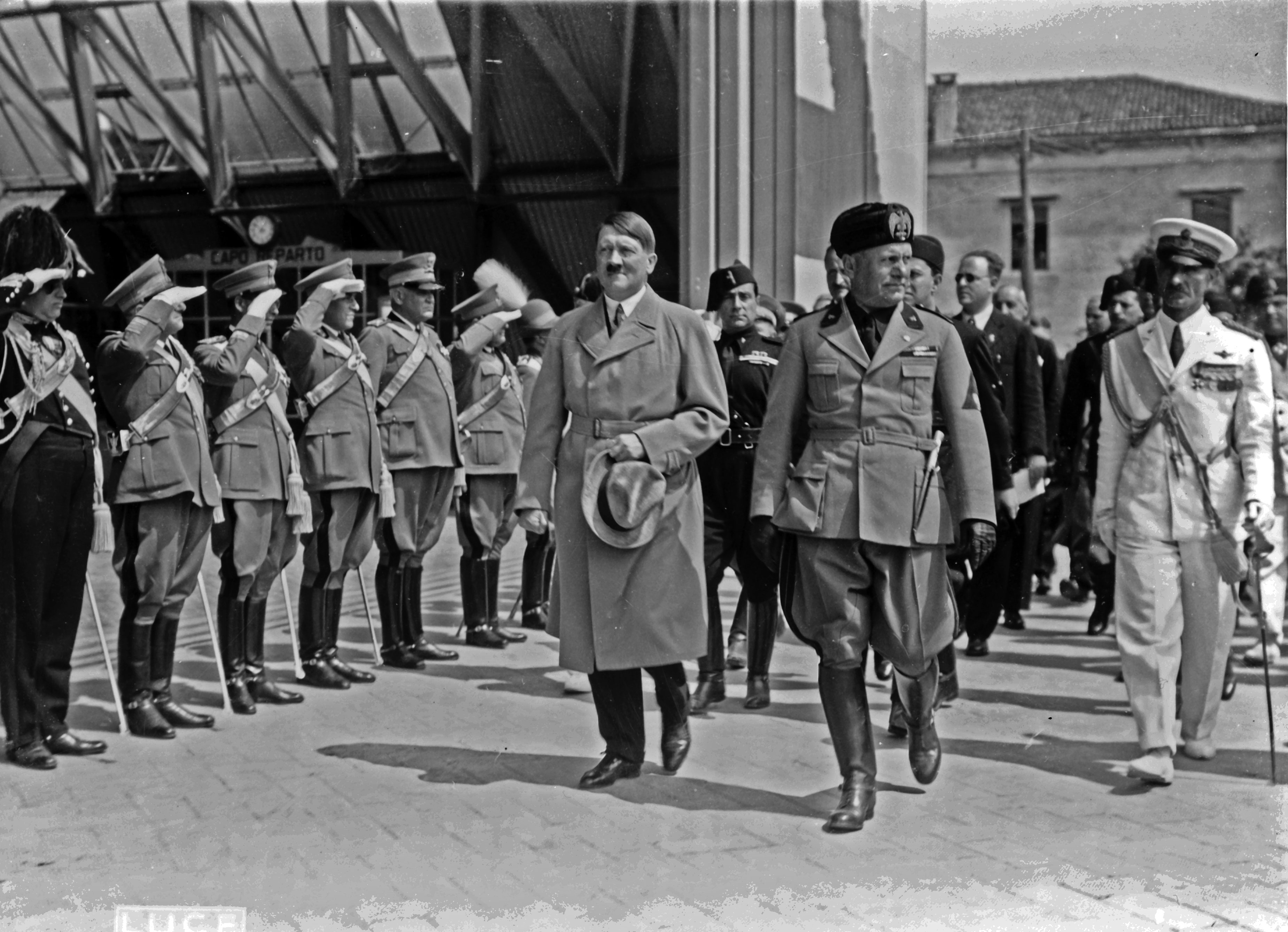
أدولف هتلر وبينيتو موسوليني أثناء الزيارة التي قام بها هتلر لفينسيا في الفترة ما بين الرابع عشر والسادس عشر من يونيو في عام 1934.

خرجت ألمانيا من الحرب العالمية الأولى بهزيمة مذلة مما أجبرها على التوقيع على معاهدة فرساي والتي حملت ألمانيا مسؤولية الحرب وأرغمت على دفع تعويضات للمتضررين، مما أثقل كاهل الاقتصاد والشعب الألماني بالكثير من الأعباء المالية وولد شعور بالذلة والمهانة بين أفراد الشعب والرغبة في استرداد الكرامة الضائعة للوطن.
سياسيا، نتج عن الهزيمة سقوط الرايخ الثاني وتأسيس جمهورية فايمار، التي بدأت برنامجًا سريًا لإعادة التسلح خارقة بذلك بنود معاهدة فرساي. بقي البرنامج محدود النشاط لفترة إلى أن اعتلى أدولف هتلر قمة هرم السلطة في عام 1933، وحينئذ أعطي البرنامج أولوية أولى، مما تطلب تقوية بعض العلاقات الاقتصادية مع بعض الدول الغنية بالمواد الخام التي تحتاجها الصناعات العسكرية كالصين.
كما شهدت فترة حكم النازي التي سبقت الحرب العالمية الثانية، الكثير من مشاهد التحول في السياسات الخارجية لألمانيا، على سبيل المثال:
- تحسين العلاقات مع بولندا رغم استقطاع معاهدة فرساي لبعض الأراضي الألمانية لصالح بولندا ثم الاتجاه لضمها إلى ألمانيا في بداية الحرب.
- قطع العلاقات مع الصين وتوقيع اتفاقية المحور مع اليابان.
- الدخول في تحالف مع إيطاليا رغم انسحابها من المعسكر الألماني في الحرب العالمية الأولى والتي يمكن اعتبارها خيانة عسكرية والتي كانت من الأسباب الرئيسية لخسارة ألمانيا للحرب.

## الحرب العالمية الثانية

### انتصارات دبلوماسية مبكرة

#### التحالف مع اليابان
في فبراير 1938، أنهى هتلر أخيرًا الأزمة التي أصابت السياسة الألمانية فيما يتعلق بالشرق الأقصى؛ والتي تتعلق بالاختيار بين الاستمرار في التحالف الصيني الألماني غير الرسمي والذي يرجع إلى عام 1911 أو الدخول في تحالف جديد مع اليابان. وفضل الجيش تماما في هذا الوقت استمرار ألمانيا في تحالفها مع الصين. وكان كل من وزير الخارجية، كونستنين فون نيورات، ووزير الحرب، فيرنر فون بلومبرج. الذين كان يطلق عليهما اسم «اللوبي الصيني» يؤيدان الصين، وحاولا توجيه السياسة الخارجية لألمانيا بعيدا عن الدخول في أي حروب في أوروبا. ولكن، قام هتلر بصرف الوزيرين من الخدمة في بدايات عام 1938. وبناءً على نصيحة وزير الخارجية الجديد الذي عينه هتلر جواشيم فون ريبنتروب، المؤيد لليابان بقوة، اختار هتلر إنهاء التحالف مع الصين في سبيل الفوز بتحالف مع اليابان الأكثر قوة وتحضرا. وفي إحدى خطبه أمام «الرايخستاج»، تحدث هتلر عن اعتراف ألمانيا بولاية مانشوكو؛ وكانت ولاية في منشوريا احتلتها اليابان وأصبح لها السيادة الاسمية عليها. وتخلى عن المطامع الألمانية في مستعمراتها السابقة في المحيط الهادي. وأمر هتلر بوقف إرسال شحنات الأسلحة إلى الصين إلى جانب استدعاء جميع الضباط الألمان المنضمين للجيش الصيني. وانتقامًا من ألمانيا لإنهاء دعمها للصين في حربها ضد اليابان، قام القائد العام الصيني شيانج كاي شيك، بإلغاء الاتفاقيات الاقتصادية بين الصين وألمانيا. وكان نتيجة ذلك أن حرمت ألمانيا من المواد الخام، مثل التنجستين الذي كانت تزودها به الصين في السابق. وأدى إنهاء التحالف الصيني الألماني إلى زيادة مشكلات ألمانيا المتعلقة بإعادة التسلح؛ حيث أن ألمانيا أصبحت الآن مضطرة إلى اللجوء إلى احتياطي العملة الأجنبية المحدود لشراء المواد الخام من السوق المفتوحة.

#### النمسا وتشيكوسلوفاكيا
في مارس من عام 1938، ضغط هتلر على النمسا من أجل ضمها لألمانيا؛ (وأطلق على عملية الاندماج مع النمسا اسم آنشلوس) وتم ذلك فعليًا في 14 مارس من العام نفسه حيث دخل هتلر فيينا منتصرًا. بعد ضم النمسا طالب هتلر بإقليم السوديت التابع لتشيكوسلوفاكيا والذي تقطنه أغلبية ألمانية.
والتقى السفير البريطاني نيفيل هندرسون بهتلر في 3 مارس 1938 نائبا عن حكومته ليتقدم باقتراح لإقامة اتحاد دولي يهدف إلى السيطرة على معظم القارة الإفريقية (على أن يكون لألمانيا دور قيادي في هذا الأمر) في مقابل الحصول على وعد من ألمانيا بعدم اللجوء إلى الحرب لتغيير الحدود. إلا أن هتلر رفض عرض بريطانيا؛ حيث أنه كان مهتمًا بالتوسع في أوروبا الشرقية أكثر من اهتمامه بالدخول في اتحادات دولية. وبرر هتلر هذا الرفض برغبته في عودة المستعمرات الألمانية في إفريقيا إلى حكم ألمانيا النازية، لا أن يدخل في اتحاد دولي يحكم وسط أفريقيا. فضلًا عن ذلك، اعتبر هتلر أنه من الإهانة البالغة من قبل بريطانيا أن تملي شروطًا على ألمانيا تتعلق بكيفية إدارة شؤونها في أوروبا في مقابل الحصول على منطقة في أفريقيا. وأنهى هتلر حديثه مع هندرسون قائلًا إنه على استعداد للانتظار عشرين عامًا قادمة لاستعادة المستعمرات الألمانية في إفريقيا على أن يقبل شروط بريطانيا الخاصة لتجنب الحرب.
علاوةً على ذلك، عقد هتلر يومي 28 مارس و29 مارس عام 1938 سلسلة من الاجتماعات السرية في برلين مع كونراد هنلاين؛ قائد حزب الجبهة الداخلية (بالألمانية: Heimfront) وهو أكبر الأحزاب العرقية الألمانية في السوديت. وفي أثناء هذه الاجتماعات، تم الاتفاق على أن يقدم هنلاين ذريعة تغزو بها ألمانيا تشيكوسلوفاكيا وهي مطالبة الألمان في منطقة سوديتنلاند حكومة براغ بحقهم في الحصول على الحكم الذاتي؛ وهو مطلب من غير المحتمل أن تقره الحكومة هناك. وفي أبريل من عام 1938، أخبر هنلاين وزير خارجية المجر أنه «مهما كانت عروض الحكومة التشيكية سخية، فإنه سيستمر في زيادة المطالب، لإفساد أية وسيلة للتفاهم لأن ذلك هو السبيل الوحيد لتدمير تشيكوسلوفاكيا سريعًا». وبشكل غير معلن، لم تكن قضية منطقة سوديتنلاند ذات أهمية كبيرة بالنسبة لهتلر، بل إن نواياه الحقيقية كانت استغلال هذه القضية كوسيلة يبرر بها داخل البلاد وخارجها شن الحرب على تشيكوسلوفاكيا وتدميرها بدافع حق أهل هذه المنطقة في تقرير مصيرهم ورفض حكومة براغ تلبية مطالب هنلاين. وخطط هتلر لضرورة وجود تعزيزات عسكرية ضخمة على الحدود التشيكية، ولشن هجمات دعائية ضارية تتحدث عن الاضطهاد الذي يلقاه الألمان في هذه المنطقة. وأخيرًا، لإلقاء الضوء على مجموعة من الحوادث بين نشطاء الجبهة الداخلية والسلطات التشيكية بغرض تبرير الغزو الذي سيجتاح تشيكوسلوفاكيا سريعًا في حملة تستغرق أيامًا قلائل قبل أن تتمكن القوى الأخرى من التدخل. وبما أن هتلر كان يرغب في جني أكبر قدر من الثمار وإكمال ما أطلق عليه اسم «الحائط الغربي» لحماية منطقة راينلاند، فقد اختار أن يتم الغزو في آخر سبتمبر أو في بدايات شهر أكتوبر من عام 1938.
أما في أبريل من عام 1938، فقد أمر هتلر القيادة العليا للقوات المسلحة بالتحضير لخطة الاستيلاء على تشيكوسلوفاكيا والتي أطلق عليها اسم الخطة الاستراتيجية لغزو تشيكوسلوفاكيا (بالألمانية: Fall Grün). وكانت أزمة مايو التي استمرت في الفترة ما بين التاسع عشر والثاني والعشرين من مايو في عام 1938 من العوامل التي أدت إلى زيادة التوتر في أوروبا. وكانت أزمة مايو التي حدثت في عام 1938 عبارة عن إنذار كاذب أطلقته الشائعات المنذرة بتعرض تشيكوسلوفاكيا للغزو في نهاية الأسبوع الذي ستجرى فيه الانتخابات المحلية في البلاد وكذلك التقارير الخاطئة التي تحدثت عن تحركات خطيرة للجيوش الألمانية على طول الحدود التشيكية قبل إجراء الانتخابات مباشرة. ومن العوامل الأخرى التي أكدت على ذلك قتل الشرطة التشيكية لاثنين من الألمان العرقيين وتلميحات ريبنتروب التي تحمل معنى العنف لهندرسون عندما سأله الأخير عن مدى صحة الأخبار القائلة بوقوع غزو في نهاية الأسبوع. وقد أدى هذا الأمر إلى قيام تشيكوسلوفاكيا بالتعبئة الجزئية وإطلاق لندن تحذيرات صارمة من الغزو الألماني لتشيكوسلوفاكيا في نهاية الأسبوع، وذلك قبل أن تدرك عدم صحة هذه الشائعات وأنه لا وجود لأي غزو ألماني في نهاية هذا الأسبوع. وعلى الرغم من عدم التخطيط لأي غزو في مايو من عام 1938، فإن البعض في لندن كانوا يعتقدون بأن برلين تفكر في هذا الأمر حتمًا مما أدى إلى صدور إنذارين في يومي الحادي والعشرين والثاني والعشرين من شهر مارس مفادهما أن المملكة المتحدة على استعداد للدخول في حرب إلى جانب ألمانيا في حالة خوض فرنسا حربًا ضد ألمانيا. ومن جانبه، استخدم هتلر كلمات أحد معاونيه من الضباط وعبر عن شعوره «بالغضب» العارم بسبب اضطراره للتراجع بعد عملية التعبئة التي قامت بها تشيكوسلوفاكيا وبعد تحذيرات كل من لندن وباريس على الرغم من أنه لم يخطط للغزو في نهاية هذا الأسبوع. وبالرغم من أن مسودة خطة الغزو كانت قد وضعت بالفعل في أبريل من عام 1938 لغزو تشيكوسلوفاكيا في المستقبل القريب، فإن أزمة مايو وفكرة الهزيمة الدبلوماسية قد زادتا من قناعة هتلر بصحة المسار الذي اختاره. ويبدو أن أزمة مايو قد أقنعت هتلر بصعوبة التوسع «دون مساندة بريطانيا»، وأن التوسع «ضد بريطانيا» كان النهج الوحيد القابل للتطبيق في ذلك الوقت. ومن النتائج المباشرة التي ترتبت على أزمة مايو أن هتلر قد أصدر أوامره بإسراع الخطى في صناعة البناء البحرية بصورة تفوق المنصوص عليه في المعاهدة البحرية بين بريطانيا وألمانيا. وجاء لأول مرة في المذكرة المعروفة باسم "Heye memorandum" - والتي صدرت بناءً على أوامر من هتلر - أن الأسطول الملكي البريطاني هو العدو الرئيسي للقوات البحرية الألمانية.
فضلًا عن ذلك، أعلن هتلر في المؤتمر الذي أقيم في 28 مايو في 1938 أن قراره الخاص "بسحق تشيكوسلوفاكيا" بحلول الأول من أكتوبر من نفس العام "غير قابل للتغيير". وكان تبريره لهذا الأمر هو أن هذه الطريقة هي التي سيؤمن بها الجناح الشرقي في الجيش "حتى يتمكن من الزحف نحو الغرب في إنجلترا وفرنسا". وفي المؤتمر نفسه، أعرب هتلر عن اعتقاده الراسخ في أن بريطانيا لن تخاطر بشن حرب إلا بعد الانتهاء من عملية إعادة التسلح التي يعتقد هتلر أنها ستتم بين عامي 1941 و1942. كما ينبغي على ألمانيا أن تتخلص من فرنسا وحلفائها في أوروبا في الفترة ما بين الأعوام 1938 و1941، وهي الفترة التي ستكون فيها عملية إعادة التسلح الألمانية لا تزال قيد التنفيذ. وأدى إصرار هتلر الشديد على تنفيذ خطة "Fall Grün" في عام 1938 إلى إثارة أزمة خطيرة داخل الهيكل القيادي في ألمانيا. فقد احتج رئيس أركان الحرب، الجنرال لودفيج بيك، في سلسلة مطولة من المذكرات قام بتقديمها على أن خطة "Fall Grün التي ستتسبب في إشعال حرب عالمية تخسرها ألمانيا. كما حث هتلر على التخلي عن فكرة الحرب التي يخطط لها. أما هتلر فقد رأى أن آراء بيك المضادة للحرب ما هي إلا "حسابات طفولية "kindische Kräfteberechnugen".
و بدايةً من شهر أغسطس في عام 1938 وصلت أخبار إلى لندن تفيد بأن ألمانيا بدأت في تحريك جنود الاحتياط. كما تسربت بعض الأخبار من قبل عناصر تعارض الحرب في الجيش الألماني بأن الحرب ستشتعل في وقت ما في شهر سبتمبر. وفي النهاية، ونتيجة لضغوط دبلوماسية شديدة من فرنسا وبريطانيا على وجه الخصوص، كشف الرئيس التشيكي إدفارد بينيس، يوم الخامس من سبتمبر في عام 1938 عما أطلق عليه اسم «الخطة الرابعة» لإعادة التنظيم الدستوري لدولته والذي يلبي فيها معظم مطالب الألمان في إقليم سوديتنلاند والتي تتعلق بالحكم الذاتي والتي تقدم بها هنلاين في خطابه الذي ألقاه في منطقة كارلسباد (بالألمانية: Karlsbad) في شهر أبريل من عام 1938. كما صرح الرئيس التشيكي بأنه سيبطل كل الذرائع حتى لا يعطي الألمان الفرصة لغزو دولته. وسرعان ما جاءت استجابة حزب الجبهة الداخلية بزعامة هنلاين لهذا لعرض «الخطة الرابعة» بإثارة سلسلة من الاشتباكات العنيفة مع الشرطة التشيكية والتي وصلت إلى ذروتها في منتصف سبتمبر مما أدى إلى إعلان الأحكام العرفية في مناطق معينة في سوديتنلاند وكرد فعل لهذا الموقف الحرج، فكر رئيس الوزراء البريطاني نيفيل تشامبرلين، في اللجوء للخطة التي تم إطلاق اسم Plan Z عليها، والتي تقضي بسفره إلى ألمانيا والالتقاء بهتلر للتوصل إلى اتفاقية تعمل على إنهاء الأزمة. وفي الثالث عشر من سبتمبر في عام 1938، تقدم تشامبرلين بعرض للسفر إلى ألمانيا لبحث حل لهذه الأزمة. وهكذا، قرر رئيس الوزراء تنفيذ «خطة ز» ردًا على المعلومات الخاطئة التي أصدرتها المعارضة الألمانية والتي تنذر بأن الغزو الألماني من المتوقع حدوثه في أي وقت بعد يوم الثامن عشر من سبتمبر من العام نفسه. وبالرغم من عدم رضا هتلر عن عرض تشامبرلين، فإنه قد وافق على مقابلة رئيس الوزراء لأن رفضه لهذا العرض سيكذب مزاعمه التي دأب على تكرارها عن كونه رجل سلام لا يدفعه إلى الحرب سوى عناد الرئيس التشيكي بينيس. وفي أثناء القمة التي عقدت في منطقة بيرشتيسجادين (بالألمانية: Berchtesgaden)، وعد تشامبرلين بالضغط على بينيس ليوافق على مطالب هتلر المعلنة بخصوص تحويل تبعية منطقة ستودينتلاند إلى ألمانيا في مقابل الوعد الذي أبرمه هتلر على مضض بتأجيل اتخاذ أي رد فعل عسكري حتى يتيح الفرصة أمام تشامبرلين ليفي بوعده. وما كان هتلر ليوافق على هذا التأجيل إلا لتأكده من فشل تشامبرلين في الحصول على موافقة حكومة براج بتحويل تبعية ستودينتلاند. ولذلك، أصابه إحباط شديد عندما نجحت الضغوط البريطانية والفرنسية في مساعيها وجعلت حكومة براج تجيبه إلى طلبه. ولقد زاد من صعوبة المحادثات التي تمت في سبتمبر من عام 1938 بين هتلر وتشامبرلين اختلاف المفاهيم المتأصلة لدى كل منهما فيما يتعلق بالشكل الذي يجب أن تتخذه الخريطة الأوروبية. فقد كان هتلر يهدف إلى التذرع بمشكلة سوديتنلاند لإشعال الحرب، بينما كان تشامبرلين يناضل في سبيل إيجاد حل سلمي للمشكلة.
عندما عاد تشامبرلين إلى ألمانيا في الثاني والعشرين من سبتمبر من العام نفسه لعرض خطة السلام المتمثلة في نقل تبعية سوديتنلاند إلى ألمانيا في قمة يتم عقدها مع هتلر بمنطقة باد جوديسبيرغ (بالألمانية: Bad Godesberg)، فوجئ الوفد البريطاني المفوض للتفاوض برفض هتلر تنفيذ الشروط التي وضعها بنفسه في بيرشتيسجادين. وفي سبيل القضاء على جهود السلام المبذولة من قبل تشامبرلين إلى الأبد، طالب هتلر تشيكوسلوفاكيا بالتخلي تمامًا عن سوديتنلاند في موعد أقصاه الثامن والعشرين من سبتمبر في عام 1938 ودون إجراء مفاوضات بين براج وبرلين ودون تفويض دولي لمراقبة عملية نقل التبعية. إلى جانب ذلك، طالب هتلر بعدم إجراء أي استفتاءات عامة في المناطق التي سيتم نقل تبعيتها إلى ألمانيا قبل الانتهاء من هذه العملية. وأضاف هتلر أن ألمانيا لن تتخلى عن خيار الحرب إلا بعد أن تتوصل تشيكوسلوفاكيا إلى حلول لادعاءات بولندا والمجر ضدها. ولقد ظهر مدى تباين الآراء بين كل من هتلر وتشامبرلين جليًا عندما تعرف الأخير على مطالب الأول الجديدة واحتج على لهجة الإنذار التي اتسمت بها هذه المطالب مما دفع هتلر إلى أن يرد بحجة معاكسة مفادها إنه نظرًا لأن الوثيقة المدون بها مطالبه معنونة باسم «مذكرة»، فهذا يعني أنها ليست إنذارًا.

وفي الخامس والعشرين من سبتمبر في عام 1938، قامت بريطانيا برفض إنذار باد جوديسبيرغ وبدأت في الاستعداد للحرب. وللتأكيد على هذه النقطة، زار سير هوريس ويلسون - المستشار الصناعي الأول في الحكومة البريطانية - والمساعد المقرب لتشامبرلين هتلر كرسول ليخبره أنه في حالة هجوم ألمانيا على تشيكوسلوفاكيا، فإن فرنسا ستنفذ التزاماتها الخاصة بالتحالف بين تشيكوسلوفاكيا وفرنسا والتي تم إبرامها في عام 1924. ومن ثم «ستجد إنجلترا نفسها ملزمة بعرض المساعدة على فرنسا». وخلال يومي 27 و28 سبتمبر وإصرارًا منه على شن الهجوم المقرر في الأول من أكتوبر 1938، أعاد هتلر التفكير فيما انتوى أن يقوم به ووافق على اقتراح قدمه موسوليني وتوسط لقبوله خاص بعقد مؤتمر في ميونيخ يحضره كل من تشابرلين وموسوليني ورئيس الوزراء الفرنسي إدوار دلادييه لبحث الوضع في تشيكوسلوفاكيا. أما الأسباب التي دعت هتلر إلى تغيير موقفه، فليست واضحة. ولكن يبدو أن هذه الأسباب تكمن في اتحاد التحذيرات البريطانية والفرنسية على نفس الفكرة خاصةً بعد تحرك الأسطول البريطاني بالفعل مما جعل هتلر يرى أخيرًا النتائج التي ستؤول إليها خطة Fall Grün. كذلك ظهوره بمظهر المعتدي نتيجة لطبيعة التصريحات لتي يمكن أن تكون ذريعة لنشوب الحرب والتي أعلنها عن التوقيت الذي يطالب فيه بتحويل تبعية ستودينتلاند، إلى جانب آراء مستشاريه الألمان بعدم استعداد ألمانيا للدخول في حرب عالمية من الناحيتين العسكرية والاقتصادية. أيضًا، كانت هناك تلك التحذيرات التي تلقاها من بعض الدول التي كان ينظر إليها على أنها دول حليفة له وتتضمن إيطاليا واليابان وبولندا والمجر والتي جاء فيها أنها لن تحارب بالنيابة عن ألمانيا. أخيرًا، كانت هناك إشارات تامة الوضوح إلى أن غالبية الشعب الألماني غير راضِ عن فكرة الحرب عمومًا. بالإضافة إلى ذلك، كانت ألمانيا تعاني من نقص الإمدادات الكافية من الزيت وغيره من المواد الخام الأساسية (لأن المصانع التي كان من المقرر أن تنتج النفط الصناعي لاستخدامه في المجهود الحربي الألماني كانت لم تعمل بعد)، وكان الاعتماد لدرجة كبيرة على الوارادات من الخارجMurray 1984، صفحات 256–260. كما أعلنت القوات البحرية الألمانية أنه في حالة الدخول في حرب مع بريطانيا فإنها لن تستطيع اختراق الحصار البريطاني. ولأن ألمانيا لم يكن لديها تقريبًا أي مخزون احتياطي من الزيت، فإن هذا السبب يكفي وحده لخسارتها الحرب. كما أخبرت وزارة الاقتصاد هتلر أن ألمانيا لا تمتلك سوى 2.6 مليون طن من الزيت في الوقت الحالي وأن الدخول في حرب ضد بريطانيا وفرنسا يستلزم ما لا يقل عن 7.6 مليون طن من الزيت. ومنذ الثامن عشر من سبتمبر في عام 1938، رفضت بريطانيا إمداد الرايخ بالمعادن، وفي الرابع والعشرين من سبتمبر منعت قياة البحرية الملكية البريطانية السفن البريطانية من الإبحار إلى ألمانيا. وقامت بريطانيا باحتجاز ناقلة البترول Invershannon التي تحمل 8600 طن من البترول إلى مدينة هامبورغ بألمانيا مما أدى إلى حدوث تأثيرات سلبية اقتصادية مباشرة على ألمانيا. ومع الأخذ في الاعتبار أن ألمانيا كانت تعتمد على استيراد النفط (حيث أن 80% من النفط في ألمانيا خلال فترة الثلاثينات من القرن العشرين كان يأتي إليها من قارات العالم الجديد) بالإضافة إلى أن احتمالية دخول ألمانيا في حرب مع بريطانيا كانت ستضعها في حصار يقطع عنها إمدادات النفط التي تحتاجها، يرى المؤرخون أن قرار هتلر بإيجاد حل سلمي وإلغاء خطة Fall Grün يرجع إلى مخاوف هتلر حيال مشكلة النفط.

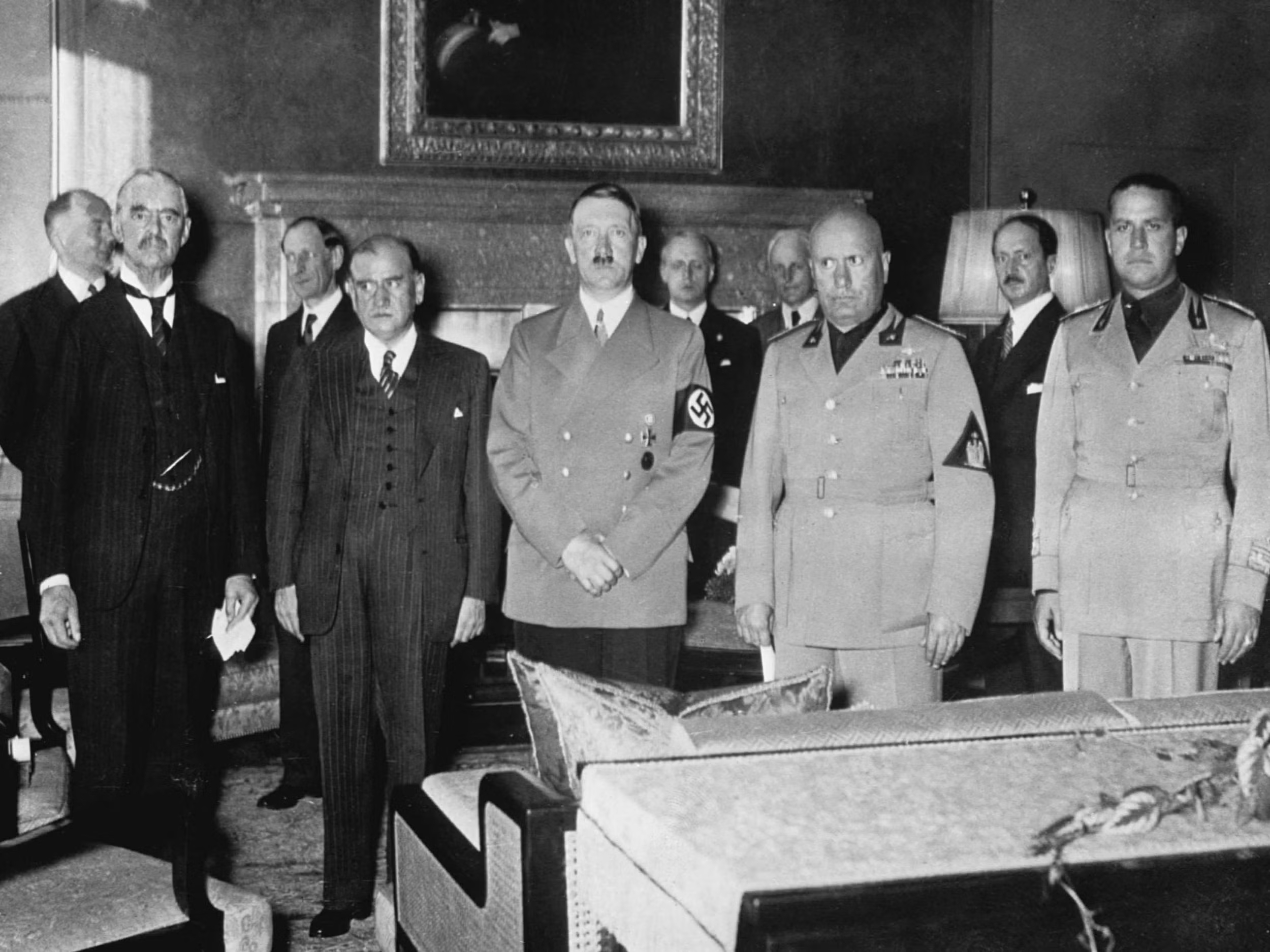
هتلر ولتشامبرلين ودلادييه وموسوليني في مؤتمر ميونيخ الذي أقيم في الثلانين من سبتمبر من عام 1938.

 وفي المؤتمر الذي استغرق يومًا واحدًا وتم عقده في ميونيخ وحضره كل من هتلر ولتشامبرلين ودالادييه وموسوليني، تم توقيع معاهدة ميونيخ التي استجابت لطلبات هتلر الظاهرية ونقلت تبعية المناطق الموجودة في ستودينتلاند إلى ألمانيا. وبما أن لندن وباريس كانتا قد وافقتا بالفعل على فكرة نقل تبعية المنطقة المتنازع عليها في منتصف شهر سبتمبر، فإن المؤتمر قد تناول في يوم واحد المحادثات الخاصة بالمسائل الفنية المتعلقة بكيفية تنفيذ عملية نقل التبعية. كما ناقش المؤتمر التنازلات البسيطة التي سيقوم بها هتلر والتي تتمثل في أن تتم عملية نقل التبعية في غضون عشرة أيام في شهر أكتوبر بتفويض دولي يراقب عملية نقل التبعية، وستنتظر ألمانيا حتى يتم تسوية الإدعاءات المجرية والبولندية. وفي ختام المؤتمر، وقع هتلر معاهدة صداقة ألمانية بريطانية علق عليها تشامبرلين آمالًا كبيرة بينما لم تكن لهذه المعاهدة لدى هتلر أدنى أهمية. وعلى الرغم من أن تشامبرلين كان راضيًا عن مؤتمر ميونيخ؛ الأمر الذي أدى إلى إدعائه الزائف بأن هذا المؤتمر قد ضمن «تحقيق السلام في الوقت الراهن»، فإن هتلر كان من داخله يشعر بالغضب الشديد لاضطراره «التخلي» عن الحرب التي كان يصبو إلى شنها في عام 1938. وكنتيجة للقمة التي تم عقدها، فاز هتلر في استفتاء مجلة تايم بلقب رجل العام وذلك في عام 1938. 

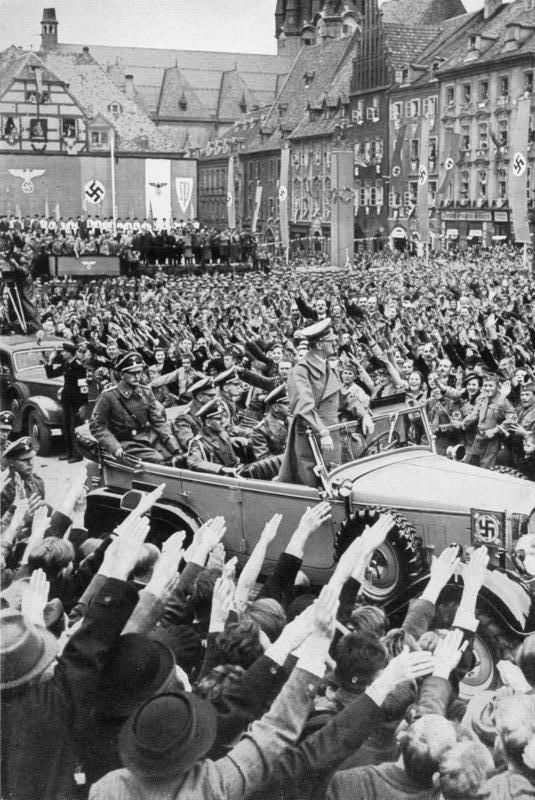
هتلر في حي الالمان في ستودينتلاند أكتوبر عام 1938

وقد رحب رئيس الوزراء البريطاني نيفيل تشامبرلين، بهذه المعاهدة باعتبارها «مبادرة للسلام في الوقت الراهن»، ولكن أثناء مساعيهم لاستمالة هتلر وكسب رضائه، تركت كل من فرنسا وبريطانيا تشيكوسلوفاكيا تحت رحمة هتلر. وبالرغم من أن هتلر كان قد أعلن على الملأ عن سعادته الغامرة إثر تحقيق مطالبه الظاهرية، فإنه كان قد عقد عزمه سرًا على الدخول في حرب في المرة القادمة التي يتاح له فيها ذلك حتى يتأكد من أن مطالب ألمانيا المستقبلية قد تم الحصول عليها. ورأى هتلر من وجهة نظره أن مبادرة السلام التي توسطت فيها بريطانيا كانت بمثابة هزيمة دبلوماسية لألمانيا بالرغم من أنها تخدم بشدة مطالب ألمانيا الظاهرية؛ وذلك لأنها أثبتت أن أحلامه للتوسع في الشرق لن تتحقق إلا بالقضاء على قوة بريطانيا. وفي أعقاب معاهدة ميونيخ، شعر هتلر أنه نظرًا لأن بريطانيا لن تتحالف مع ألمانيا أو تلتزم الحياد مما يسمح لألمانيا بتحقيق طموحاتها في القارة الأوروبية، فقد أصبحت تُشكل تهديدًا رئيسيًا لألمانيا. وهكذا، حلت بريطانيا محل الاتحاد السوفيتي في ذهنه باعتبارها العدو الرئيسي للرايخ من وجهة نظر هتلر؛ الأمر الذي يستلزم إعادة توجيه السياسات الألمانية. وفي خطبة له في التاسع من أكتوبر عام 1938 في مدينة ساربروكين (بالألمانية: Saarbrücken)، أعرب هتلر عن خيبة أمله تجاه معاهدة ميونيخ عندما هاجم شخصيات اعتبرهم من المحافظين الذين لا يسعون أبدًا إلى تهدأة الأوضاع وهم وينستون تشيرشل وألفريد داف كوبر وانتوني إيدن والذين وصفهم بأنهم زمرة من مثيري الحرب المعادين لألمانيا والذين سيهاجمون ألمانيا في أول فرصة تسنح لهم. وعبر عن اعتقاده أن هؤلاء الأشخاص من الممكن أن يتقلدوا زمام الأمور في بريطانيا في أية لحظة. وفي نفس الخطاب، أعلن هتلر: «نحن الألمان لن نتحمل بعد اليوم هذا التدخل الذي يفرض سلطته علينا. يجب على بريطانيا أن تلتفت لشؤونها هي فقط وتهتم بحل مشكلاتها هي فقط» وفي نوفمبر من عام 1938، أمر هتلر بإطلاق حملة دعائية كبرى ضد بريطانيا تم فيها استخدام عبارات التجريح التي تستنكر «سياسة النفاق» التي تنتهجها بريطانيا للحفاظ على إمبراطوريتها في جميع أنحاء العالم بينما تسعى لمنع الألمان من تكوين إمبراطوريتهم الخاصة. وتم تخصيص جزء من هذه الحملة الدعائية لانتقاد انتهاكات حقوق الإنسان التي ترتكبها بريطانيا في تعاملها مع انتفاضة العرب في كل من فلسطين الواقعة تحت الانتداب البريطاني وفي الهند، وكذلك سياسة النفاق التي انتهجتها بريطانيا في انتقادها لحادثة ليلة الزجاج المحطم (بالألمانية: Kristallnacht)؛ التي وقعت في نوفمبر من عام 1938. ويشير هذا إلى تحول هائل عن الأفكار التي سادت خلال السنوات الأولى من عهد الرايخ الثالث عندما كانت وسائل الإعلام الألمانية تقدم الإمبراطورية البريطانية في صورة رائعة ومميزة. وفي نوفمبر من عام 1938، صدر أمر لوزير الخارجية جواشيم فون ريبنتروب بتحويل اتفاقية مكافحة الشيوعية إلى تحالف عسكري مفتوح مناهض لبريطانيا يكون مقدمة لإعلان الحرب على كل من بريطانيا وفرنسا. وفي السابع والعشرين من يناير في عام 1939، وافق هتلر على تنفيذ الخطة التي عرفت باسم «الخطة زي»، وهو برنامج للتوسع البحري يستمر لمدة خمس سنوات ويدعو إلى تأسيس قوات بحرية ألمانية بحلول عام 1944 تضم عشرة بوارج وأربع حاملات للطائرات وثلاثة طرادات مقاتلة وأربعة وأربعين طرادة خفيفة وثمان طرادات ثقيلة وثمانية وستين مدمرة ومائتين وتسعة وأربعين غواصة ألمانية وذلك بهدف سحق البحرية الملكية البريطانية. ويمكن أن نلمس أهمية هذه الخطة من خلال الأوامر التي أصدرها هتلر والتي تقضي برفع القوات البحرية الألمانية من المرتبة الثالثة إلى المرتبة الأولي من حيث الأحقية في الحصول على المواد الخام والأموال والعمالة الماهرة. وفي ربيع عام 1939، أصدر هتلر أوامره إلى سلاح الجو الألماني بالبدء في بناء قوة إستراتيجية من قاذفات القنابل يكون هدفها هدم المدن البريطانية هدمًا تامًا. واستدعت خطط هتلر لحربه ضد بريطانيا وجود سلاح هجومي مشترك بين القوات البحرية الألمانية وسلاح الجو الألماني يقوم بتوجيه «ضربات إبادة سريعة» على المدن وسفن الشحن البريطانية لأنه من المتوقع «أن تستسلم بريطانيا وتعلن الخضوع في اللحظة التي يتم فيها قطع الإمدادات عنها». وتوقع هتلر أن تفوق تجربة الحياة في إحدى الجزر البريطانية تحت وطأة الحصار والمجاعة ونيران القذف قدرة الشعب البريطاني على الاحتمال.

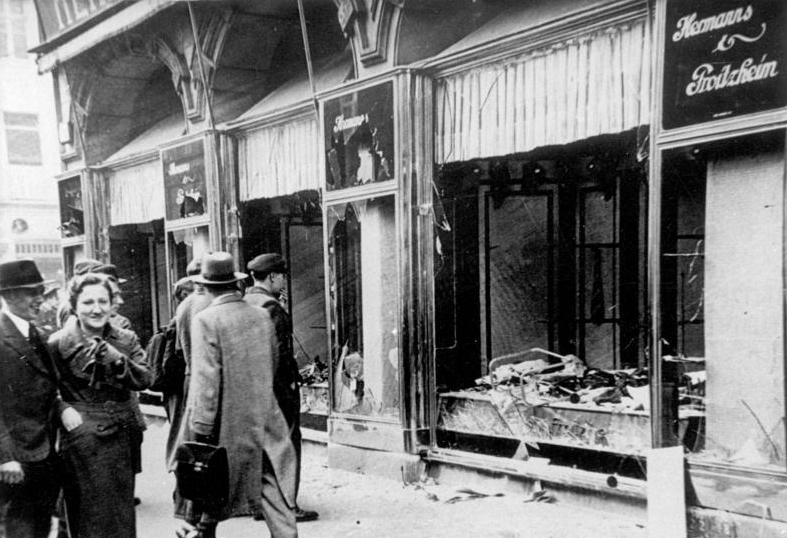
نوافذ محلات يهودية بعد حادثة ليلة الزجاج المحطم

وفي نوفمبر من عام 1938، ذكر هتلر في أحد خطاباته السرية التي ألقاها أمام مجموعة من الصحفيين الألمان أنه كان مكرهًا على الحديث عن السلام باعتباره الهدف الذي يسعى إليه من أجل أن يتمكن من الوصول إلى مستوى إعادة التسلح «الذي كان يعتبر مطلبًا ضروريًا، بالنسبة للمرحلة القادمة». وفي نفس الخطاب، أعرب هتلر عن تذمره نظرًا لأن الدعاية الخاصة بالسلام التي أطلقها في الخمس سنوات السابقة قد حققت نجاحًا كبيرًا، وإنه قد حان الوقت الآن لكي يخرج على الشعب الألماني بفكرة الترويج للحرب. وأوضح هتلر أن «التجربة العملية قد برهنت على أن الدعاية التي روجت للسلام في العقد السابق كانت فكرة محفوفة بالمخاطر لأنها من السهل جدًا أن تقنع الشعب بأن الحكومة الحالية تلتزم بقرارها وبنواياها للحفاظ على السلام تحت كل الظروف». وعوضًا عن ذلك، دعا هتلر إلى وجود نوع جديد من الصحافة «تقع على عاتقه مسؤولية تقديم وقائع معينة في السياسة الخارجية بأسلوب يجعل صوت الشعب نفسه يعلو بالهتاف بضرورة البدء في استخدام القوة». وفي وقت لاحق من نوفمبر في عام 1938، أعرب هتلر عن خيبة الأمل التي كان يشعر بها من تلك النصائح الحريصة التي كان يتلقاها من بعض الجهات. وأطلق هتلر على كل من الخبير الاقتصادي كارل فريدريش جويردلر والجنرال لودفيج بيك ودكتور هيلمار شاخت والدبلوماسي أولريش فون هاسل ورجل الاقتصاد ردولف برينكمان اسم «دوائر التفكير الحريص أكثر من اللازم»، فقد حاولوا عرقلته عن إتمام مهمته عبر مناشدته بتوخي الحذر في تصرفاته. وكانت حاجة هتلر إلى مهاراتهم، هي التي منعته من «التخلص منهم في يوم من الأيام أو القيام بشيء من هذا القبيل» 
وفي ديسمبر من عام 1938، تسلمت مستشارية الفوهرر برئاسة فيليب بوهلر خطابًا يتعلق بطفلة تدعى صوفيا كناور مصابة بعجز بدني وذهني شديد وتعيش في مدينةليبزيج. في تلك الفترة، كانت هناك منافسة شرسة بين مكتب بوهلر، ومكتب مستشارية الرايخ الذي يرأسه هانز هيانريش لامرز، والمستشارية الرئاسية بزعامة اوتو مايسنر، ومكتب الضابط المساعد لهتلر فيلهيلم بروكنر، ومكتب نائب الفوهرر الذي كان يسيطر عليه عمليًا مارتن بورمان على السعي لنيل الحظوة عند هتلر. وكجزء من لعبة القوة التي يستخدمها ضد خصومه، قدم بوهلر الخطاب الذي يتعلق بالطفلة المعاقة إلى هتلر الذي أعرب عن شكره لبوهلر لأنه أطلعه على هذا الأمر، وكان رده على هذا الخطاب هو توجيه أمر إلى طبيبه الشخصي د.كارل براندت بقتل الطفلة. وفي يناير من عام 1939، أمر هتلر كل من بوهلر ود.براندت بالبدء منذ تلك اللحظة في قتل جميع الأطفال المعاقين الذين يولدون في ألمانيا. وكان ذلك هو أصل برنامج القتل الرحيم. ونتيجة لذلك، أخذ كل من د.براندت وبوهلر يتصرفان دون الرجوع لهتلر، في محاولة لكسب رضاه حيث قاموا بالتوسع في عملية القتل وفقًا لبرنامج القتل الرحيم لقتل جميع الأطفال المعاقين بدنيًا أو ذهنيًا في ألمانيا كمرحلة أولى ثم قتل البالغين المعاقين كلهم بعد ذلك.
وفي أواخر عام 1938 وبدايات عام 1939، أدت الأزمة الاقتصادية المستمرة التي سببتها مشكلات عملية إعادة التسلح خاصةً تلك المشكلة التي تتعلق بنقص العملات الصعبة التي كانت تحتاج إليها ألمانيا لشراء المواد الخام التي كانت تنقصها، بالإضافة إلى التقارير التي وردت من جورينج بشأن استحالة تنفيذ الجدول الزمني المقرر «لخطة السنوات الأربعة» بهتلر إلى أن يضطر في يناير من عام 1939 إلى أن يصدر على مضض أمرًا ينص على تخفيض حصص المواد التي تلزم قوة الدفاع؛ بحيث يتم تخفيض حصة الصلب بنسبة ثلاثين بالمائة، والألومنيوم بنسبة سبعة وأربعين بالمائة، والأسمنت بنسبة خمسة وعشرين بالمائة، والمطاط بنسبة أربعة عشر بالمائة، والنحاس بنسبة عشرين بالمائة. وفي الثلاثين من يناير عام 1939، ألقى هتلر خطابًا تحت عنوان «التصدير أو الموت» يدعو فيه إلى بناء اقتصاد ألماني «هجومي» (أو «معركة الصادارت» كما أطلق عليها هتلر) من أجل زيادة ما تملكه ألمانيا من العملة الأجنبية والتي تحتاج إليها لشراء المواد الخام مثل الحديد عالي الجودة اللازم للمواد العسكرية. وعُرف هذا الخطاب أيضًا باسم «خطاب النبوءة». ويأتي الاسم الذي عرف به هذا الخطاب من «نبوءة» هتلر التي صرح بها في الجزء الأخير من خطابه،
| أدولف هتلر | هناك شيء واحد أود أن أقوله في هذا اليوم وأود أن يبقى محفورًا في ذاكرة الآخرين وفي ذاكرتنا نحن الألمان: على مدى مشوار حياتي، أتاحت لي الظروف في أحيان كثيرة أن أتنبأ ببعض الأمور التي سخر مني الآخرين عندما صرحت بها. وأثناء كفاحي للوصول إلى السلطة، كان اليهود هم أول من قابل نبواءتي بقدر من السخرية خاصةً عندما صرحت بإنني سأتولى زعامة الدولة في يوم من الأيام، وزعامة الأمة بأسرها، وإنني سأتمكن حينها من تسوية مشكلة اليهود وأقوم بالكثير من الأمور الأخرى. وكانت ضحكاتهم صاخبة، ولكنني أظن إنهم يسخرون منذ فترة طويلة من الوقت على ما لا ينبغي السخرية منه. اسمحوا لي اليوم أن أخبركم مرةً أخرى بواحدة من نبوءاتي. فإذا نجحت القوى المالية اليهودية خارج أوروبا في إقحام الأمم مرةً أخرى في حرب عالمية جديدة، فإن النتيجة لن تكون سيادة البلشفية في كل أرجاء الأرض فحسب - وبالتالي تحقيق اليهود للنصر - بل ستكون هلاك العرق اليهودي في أوروبا! | أدولف هتلر |

ولقد دار جدال تاريخي مهم حول خطاب هتلر المعروف باسم «خطاب النبوءة». فالمؤرخون أمثال ايبرهارد جاكيل الذين يعتقدون أن هتلر كان يعني تمامًا ما قاله في خطابه يعتقدون أنه على الأقل منذ إلقاء خطاب النبوءة فإن هتلر كان قد وضع نصب عينيه تنفيذ عمليات إبادة جماعية لليهود كهدف رئيسي يسعى لتنفيذه. وقد قال كل من لوسي داويدوفيتش وجيرالد فليمينج أن هذا الخطاب أفسح المجال أمام هتلر للتصريح بأنه بمجرد إعلانه للحرب العالمية، فإنه سيستخدمها كستار لمخططاته الموجودة سابقًا لإبادة اليهود تمامًا. وأغفل كل من كريستوفر براونينج وجهتي النظر المتعارضتين بشأن الحقيقة التاريخية الخاصة بالهولوكست؛ والتي تقول أحدهما بإن أوامر الهولوكست قد صدرت من بعض مرؤوسي هتلر وإنه لم تكن لديه أبدًا النية لعمل ذلك، بينما تقول وجهة النظر الثانية بإن هتلر كانت لديه النية المبيتة منذ توليه الحكم لإبادة اليهود في الهولوكست. هذا التفسير زعمًا منهم بأنه إذا كان هتلر صادقًا في نواياه التي عبر عنها في خطابه ما كان استمر في تأجيل حكم الإعدام الذي نوى أن ينفذه ضد اليهود لمدة ثلاثين شهرًا؛ وهي الفترة ما بين اندلاع الحرب العالمية الثانية في سبتمبر من عام 1939 وافتتاح أول معسكر اعتقال لإبادة اليهود في أواخر عام 1941. علاوةً على ذلك، أشار براونينج إلى وجود خطة مدغشقر (بالإنجليزية: Madagascar Plan) في الفترة ما بين عامي 1940 و1941 وغيرها من المخططات الأخرى التي تبرهن على أنه لم تكن هناك خطة رئيسية موضوعة بهدف الإبادة الجماعية لليهود. هذا ويرى براونينج أن خطاب النبوءة كان مجرد محاولة للتظاهر بالشجاعة من جانب هتلر وأن هناك رابط ضعيف بين هذا الخطاب وبين الكشف الفعلي عن حقيقة السياسات المعادية للسامية التي كان يؤمن بها.
وعلى الأقل يتمثل جزء من السبب الذي دفع هتلر إلى انتهاك معاهدة ميوينخ - عندما قام بالاستيلاء على النصف التشيكي من تشيكوسلوفاكيا في مارس من عام 1939 - في رغبته في الحصول على مصادر جديدة للثروة والقوة تساعده في التغلب على أزمته الاقتصادية. وأصدر هتلر أوامره إلى الجيش الألماني بدخول براغ في الخامس عشر من مارس في عام 1939 بدخول قلعة براغ التي أعلن منها أن منطقتي بوهيميا (بالاتشيكية:Bohemia) ومورافيا (بالاتشيكية:Moravia) قد أصبحتا تحت الحماية الألمانية.

### بداية الحرب العالمية الثانية
كانت هناك ضرورة حتمية من وجهة نظر هتلر - من منطلق منهجه في معاداة بريطانيا - لضم بولندا إلى جانب ألمانيا باعتبارها دولة تابعة أو حتى دولة محايدة في هذا الصراع. واعتقد هتلر أن تحقيق ذلك يمثل ضرورة على الصعيد الإستراتيجي من ناحية لأنه يضمن تأمين الجانب الشرقي للرايخ، وعلى الصعيد الاقتصادي من ناحية أخرى لتجنب الأثر السلبي للحصار البريطاني. وكان طموح ألمانيا في المقام الأول ينصب على تحويل بولندا إلى دولة تابعة لها، ولكن مع حلول مارس من عام 1939 وعندما رفضت بولندا المطالب الألمانية ثلاث مرات، عقد هتلر عزمه على تدمير بولندا تنفيذًا للهدف الرئيسي للسياسة الخارجية لألمانيا في عام 1939. وفي الثالث من أبريل لعام 1939، أمر هتلر قواته العسكرية ببدء التجهيز للمخطط المعروف باسم غزو بولندا (بالألمانية: Fall Weiss)؛ وهو مخطط يقضي بتنفيذ الغزو الألماني في الخامس والعشرين من أغسطس في عام 1939. وفي أغسطس من عام 1939، تحدث هتلر مع قادته العسكريين عن خطته الرئيسية لعام 1939 فقال: «إقامة علاقة مقبولة بين ألمانيا وبولندا من أجل محاربة الغرب». ولكن نظرًا لأن البولنديين لن يقبلوا بالتعاون مع ألمانيا من أجل إقامة «علاقة مقبولة» (بمعنى أن يوافقوا على أن تصبح بولندا دولة تابعة لألمانيا)، فقد رأى هتلر أنه لن يكون هناك بديل عن محو بولندا من الوجود. وقد أوضح المؤرخ جيرهارد فاينبرج أن شعب هتلر كان يشتمل على مجموعة تؤمن بفكرة تدمير بولندا (فقد كانت المشاعر المعادية لبولندا قوية جدًا في الجيش الألماني)، ولكنهم كانوا أقل رضا عن فكرة الدخول في حرب مع بريطانيا وفرنسا. فإذا كان هذا هو الثمن الذي يجب أن تدفعه ألمانيا من أجل تدمير بولندا، سيكون هتلر قد نجح على الأرجح بخطته تلك في التعبير عما يريده شعبه. وفي مناقشاته الخاصة مع أعوانه، كان هتلر دائمًا ما يصف بريطانيا بأنها العدو الأساسي لألمانيا الذي يجب أن تلحق به الهزيمة. ومن وجهة نظره، كان محو بولندا من الوجود مقدمة ضرورية يجب أن تتم حتى يتمكن من تحقيق الهدف الذي يسعى إليه وهو تأمين الجانب الشرقي من بلاده وإضافة المزيد إلى المجال الحيوي لألمانيا. وشعر هتلر بالإهانة البالغة من «الوعد» الإنجليزي بحماية الاستقلال البولندي الذي تم الإعلان عنه في الحادي والثلاثين من شهر مارس في عام 1939، وأخبر معاونيه أنه «سيسقي البريطانيين من مر الكأس حتى يستجيروا» ، وفي خطابه الذي ألقاه في مدينة فيلهيلمسهافن (بالألمانية: Wilhelmshaven) بمناسبة تدشين البارجة "Admiral Tirpitz" في الأول من أبريل من عام 1939، هدد هتلر بإلغاء المعاهدة البحرية بين بريطانيا وألمانيا إذا أصر البريطانيين على «سياسة التطويق» والتي تتمثل في «ضمانهم» للاستقلال البولندي. وكجزء من منهجه الجديد، أبدى هتلر تبرمه في خطاب ألقاه أمام الرايخستاج في الثامن والعشرين من أبريل في عام 1939 من «سياسة التطويق» التي تستعملها بريطانيا مع ألمانيا، وأعلن إلغاء كل من المعاهدة البحرية بين بريطانيا وألمانيا ومعاهدة عدم الاعتداء الألمانية البولندية.
ولإيجاد ذريعة للاعتداء على بولندا، طالب هتلر بضم مدينة دانزيج (بالألمانية: Danzig) التي تتمتع بالحكم الذاتي، وكذلك بحقه في إنشاء طرق «إقليمية إضافية» عبر الممر البولندي الذي تم اقتطاعه من ألمانيا رغمًا عنها بموجب معاهدة فرساي. وبالنسبة لهتلر، كانت مدينة دانزيج مجرد ذريعة لتبرير اعتدائه على بولندا تمامًا كما فعل في حالة منطقة ستودينتلاند في عام 1938 وطوال عام 1939. وبينما تم تسليط الضوء على قضية Danzig كأحد شكاوى الألمان، كان الألمان عادةً ما يرفضون الدخول في مناقشات حول هذه القضية. وهكذا، ظهر تعارض ملحوظ في مخططات هتلر بين منهجه طويل الأجل المعادي لبريطانيا - الذي أعد له العدة بالتوسع لحد كبير في «القوات البحرية الألمانية» «والقوات الجوية الألمانية» والذي كان سيستلزم سنوات عديدة حتى يكتمل - وبين سياسته الخارجية الحالية التي انتهجها على مدار عام 1939 والتي كانت ستؤدي على الأرجح إلى اندلاع حرب عامة إثر القيام بأعمال مثل الاعتداء على بولندا. واستطاع هتلر أن يتغلب على التمزق الذي كان يعاني منه بين أهدافه قصيرة الأجل وأهدافه طويلة الأجل بمساعدة وزير الخارجية ريبنتروب، الذي أخبر هتلر بأن فرنسا وبريطانيا لن يلتزما بوعودهما تجاه بولندا، وبالتالي ستكون أي حرب بين ألمانيا وبولندا حربًا إقليمية محدودة.وأرجع ريبنتروب تقديره للموقف بشكل جزئي إلى إحدى العبارات التي زعم أن وزير الخارجية الفرنسي جورج بونيت، قد قالها له في ديسمبر من عام 1938 عندما أخبره أن فرنسا الآن تنظر إلى أوروبا الشرقية باعتبارها منطقة نفوذ تخضع لألمانيا وحدها. علاوةً على ذلك، كان منصب ريبنتروب السابق كسفير لألمانيا في لندن سببًا جعل هتلر ينظر إليه باعتباره الخبير النازي الأول في الشؤون البريطانية؛ وبالتالي كان لنصيحته عند هتلر وزنها وأهميتها. كذلك، أطلع ريبنتروب هتلر على البرقيات الدبلوماسية التي تدعم تحليله فقط دون غيرها من البرقيات التي لا تساند تحليله.
كما أن السفير الألماني في لندن هيربرت فون ديركسن، عمد إلى إرسال تقارير من شأنها دعم تحليل ريبنتروب مثل الرسالة التي حملها موفده في أغسطس من عام 1939 والتي ورد فيها أن نيفيل تشامبرلين يعلم أن «الهيكل الاجتماعي لبريطانيا لن يتحمل الفوضى الناجمة عن الحرب حتى وإن انتصر فيها بالرغم من إيمانه بفكرة الإمبراطورية البريطانية» وبالتالي سيتراجع عن فكرة الحرب. ويمكن ملاحظة الدرجة التي تأثر بها هتلر بنصيحة ريبنتروب من خلال أوامره التي أصدرها ٍإلى الجيش الألماني في الحادي والعشرين من أغسطس في عام 1939 بإعلان حالة تعبئة محدودة ضد بولندا وحدها. واختار هتلر آخر أغسطس كموعد لتنفيذ مخطط Fall Weiss وذلك للحد من الأثر السلبي لإعلان حالة التعبئة على الإنتاج الزراعي الألماني. وكانت المشكلات التي نجمت عن الحاجة لبدء الحملة على بولندا في آخر أغسطس أو بدايات سبتمبر حتى يتم الانتهاء منها قبل موسم هطول الأمطار في شهر أكتوبر، وكذلك حتى تحصل القوات الألمانية على قدر كافِ من الوقت حتى تستطيع الاحتشاد على الحدود البولندية وقد فرضت على هتلر وضعًا وجد نفسه فيه في أغسطس من عام 1939 في أمس الحاجة لتعاون السوفيت معه إذا كان يريد أن يدخل الحرب في هذا العام.

وكانت معاهدة ميونيخ كافية لتبديد آخر أمل تبقى لدى بعض الدوائر السوفيتيية بالاعتقاد في فكرة «معاهدة الأمن الجماعي» ، وفي الثالث والعشرين من أغسطس في عام 1939، وافق جوزيف ستالين على عرض هتلر لإبرام اتفاقية عدم اعتداء (معاهدة مولتوف-ريبنتروب)؛ وهي المعاهدة التي نصت بنودها السرية على الاتفاق على تقسيم بولندا. وتعتبر الأسباب التي تقف وراء خيارات هتلر في مجال السياسة الخارجية في عام 1939 من أهم الموضوعات التاريخية التي يثور الجدال بشأنها. فهناك رأي يقول بإن الأزمة المتعلقة بالبنية الاقتصادية للبلاد هي التي دفعت هتلر لأن «يهرب منها إلى الحرب»؛ وذلك كما يرى المؤرخ الماركسي تيموثي ماسون. وهناك رأي آخر يقول بإن تصرفات هتلر كانت متأثرة بدرجة أكبر بعوامل غير اقتصادية؛ وهو الرأي الذي يتنباه المؤرخ الاقتصادي ريتشارد أوفري. والمؤرخون الذين تجادلوا بهذا الشأن مثل: ويليام كار وجيرهارد فاينبرج وايان كيرشو يعتقدون أن أحد الأسباب غير الاقتصادية التي أدت بهتلر إلى أن يتعجل دخول الحرب هي الخوف المرضي الذي كان يستحوذ عليه من فكرة دنو أجله؛ وبالتالي الشعور بعدم وجود الكثير من الوقت أمامه لتنفيذ طموحاته. وفي آخر أيام السلام، كان هتلر يتأرجح بين التصميم على محاربة القوى الغربية إذا اضطرته الظروف، وبين العديد من المخططات التي كانت تهدف لإبعاد بريطانيا عن دائرة الحرب. ولكن، على أي حال ما كان هتلر ليتراجع عن هدفه بغزو بولندا. وكانت الأسباب التي نجحت في إقناع هتلر بإرجاء الهجوم المقرر على بولندا لفترة قصيرة من تاريخ الخامس والعشرين من أغسطس وحتى لأول من سبتمبر هي تلك الأخبار التي وردت إليه بتوقيع تحالف إنجليزي بولندي في الخامس والعشرين من شهر أغسطس ردًا على معاهدة عدم الاعتداء الألمانية الروسية (وذلك بدلًا من توطيد الصلات بين لندن ووارسو كما تنبأ ريبنتروب)، بالإضافة إلى الأخبار التي وردت إليه من إيطاليا بأن موسوليني لن يلتزم بالميثاق المعروف باسم ميثاق الصداقة والتحالف بين ألمانيا وإيطاليا (بالإنجليزية: Pact of Steel) (بالألمانية: Stahlpakt) (بالإيطالية: Patto d'Acciaio). واختار هتلر أن يقضي أيام السلام الأخيرة إما في مراوغة البريطانيين ومحاولة تحييدهم عن طريق «ضمان الحماية وعدم الاعتداء» الذي تقدم به في الخامس والعشرين من شهر أغسطس في عام 1939 إلى الإمبراطورية البريطانية أو في إرسال ريبنتروب إلى هندرسون بخطة للسلام في اللحظات الأخيرة قبل نشوب الحرب بشرط زمني يستحيل قبوله حتى يتمكن من إلقاء اللوم على البريطانيين والبولنديين للتسبب في نشوب الحرب. وفي الأول من سبتمبر من عام 1939، قامت ألمانيا باجتياح غرب بولندا. وأعلنت بريطانيا وفرنسا الحرب على ألمانيا في الثالث من سبتمبر، ولكن لم تتخذا إجراءات فورية لتفعيل هذا الإعلان. وكان أكثر ما أثار استياء ودهشة هتلر هو تلقيه إعلان الحرب البريطاني في الثالث من سبتمبر من عام 1939، فالتفت إلى ريبنتروب وسأله: «ماذا سنفعل الآن؟». ولم يكن لدى ريبنتروب ما يقوله سوى أن السفير الفرنسي روبرت كولوندر، قد يقوم في وقت لاحق في هذا اليوم بتقديم الإعلان الفرنسي للحرب على ألمانيا. ولم يمر وقت طويل حتى قامت القوات الروسية باجتياح شرق بولندا في السابع عشر من سبتمبر.
| أدولف هتلر                                             | بولندا لن تظهر مجددًا في الشكل الذي أعطته معاهدة فيرساي. هذا تأكيد نازي، وروسي أيضًا. | أدولف هتلر |
| — أدولف هتلر في خطاب شعبي في مدينة دانزيج. سبتمبر 1939 |                                                                                     |            |

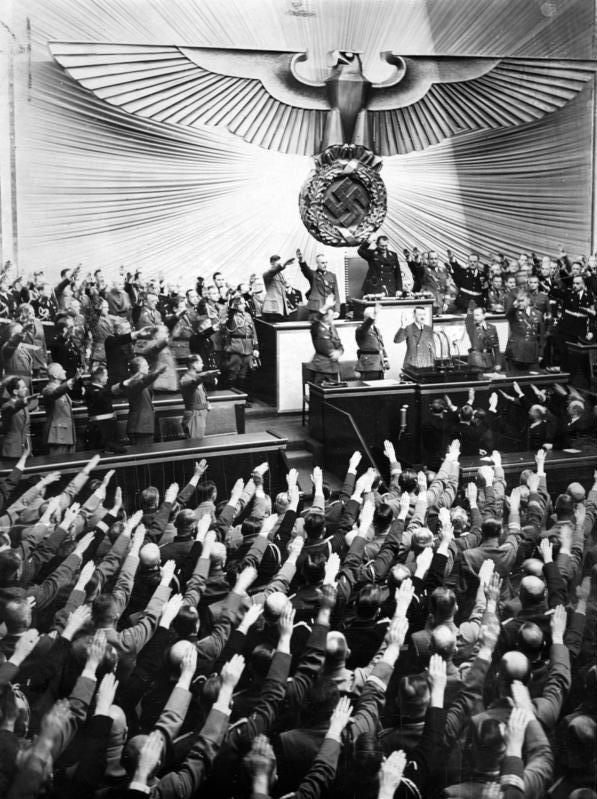
أعضاء الرايخستاج وهم يقومون بتحية هتلر في أكتوبر من عام 1939 بعد الانتهاء من حملة ألمانيا العسكرية على بولندا

وبعد سقوط بولندا، كانت هناك فترة زمنية أطلق عليها الصحفيون الحرب الزائفة. وفي جزء يقع في الشمال الغربي لبولندا تم ضمه إلى ألمانيا، أوكل هتلر إلى اثنين ممن يحملون رتبة (Gauleiters) (القائدين النازيين الإقليميين المسؤولين عن تلك المنطقة) وهما: ألبرت فورستر وأرتر جرايسر مهمة «مد سطوة اللغة والبشر والحضارة الألمانية» إلى هذه المنطقة، ووعدهما بأنهما «لن يكونا عرضة للمساءلة من أي إنسان أو جهة» عن الطريقة التي تتم بها عملية «فرض السطوة الألمانية». وقد قام كل من فورستر وجرايسر بتفسير هذه الأوامر من منظوره الشخصي. فقد اتبع فورستر سياسة بسيطة تتمثل في جعل البولنديين المحليين يقومون بالتوقيع على نماذج مطبوعة توضح أنهم من أصل ألماني دون الحاجة إلى تقديم وثائق تثبت ذلك. وفي نفس الوقت، قام جرايسر بحملة تطهير عرقي وحشية؛ فقد قام بطرد كل السكان البولنديين المحليين إلى المنطقة الواقعة تحت الاحتلال العسكري الألماني في بولندا. عندئذ، اشتكى جرايسر إلى هتلر - وتلاه هيملر في شكواه - من أن فورستر يقبل آلاف البولنديين كمواطنين ألمان «من أصل ألماني»؛ الأمر الذي يعني تلويث «النقاء العرقي» الألماني. وطلب الاثنان من هتلر أن يأمر فورستر بالتوقف عما يفعله. فما كان من هتلر إلا أن رد عليهما بأن عليهما أن يقوما بتسوية خلافاتهما مع فورستر وألا يقحماه في الموضوع. وتعتبر الطريقة التي تعامل بها هتلر مع المشكلة التي نشبت بين فورستر وجرايسر نموذجًا يبرهن على نظرية ايان كيرشو التي وردت في كتاب “Working Towards the Führer”؛ وهي أن هتلر كان يصدر أوامر غامضة ويسمح لمعاونيه أن يعملوا وفق سياسات خاصة بهم وحدهم.
وبعد غزو بولندا، نشب خلاف كبير آخر بين قوتين مختلفتين؛ تركزت الأولى حول اثنين من ضباط وحدات النخبة النازية الذين كانا يحملان رتبة SS Reichsfüherer وهما هاينريش هيملر وآرتر جرايسر؛ وكانا يناصران وينفذان خططًا للتطهير العرقي في بولندا. بينما تركزت الثانية حول هيرمان جورينج وهانز فرانك وطالبت بتحويل بولندا إلى «مخزن غلال» الرايخ. وتم تسوية هذا الخلاف في مؤتمر تم عقده في الثاني عشر من فبراير في عام 1940 في ضيعة كارينهول (بالألمانية: Karinhall) المملوكة لجورينج. وقد تم حسم الخلاف لصالح وجهة نظر جورينج وفرانك القائمة على الاستغلال الاقتصادي لبولندا، وووضع حد لعملية الترحيل الجماعي التي تتم للسكان البولنديين نظرًا لأنها تعوق النمو الاقتصادي الألماني. علاوةً على ذلك، وفي الخامس عشر من مايو من عام 1940 قام هيملر بعرض مذكرة على هتلر بعنوان«أفكار للتعامل مع السكان الغرباء في الشرق» (بالإنجليزية: Some Thoughts on the Treatment of Alien Population in the East)؛ وكانت هذه المذكرة تطالب بطرد كل السكان اليهود من أوروبا إلى أفريقيا، وتحويل ما تبقى من السكان البولنديين إلى «طبقة عاملة بلا قائد». وقد علق هتلر عن المذكرة بأنها «جيدة وصائبة». وأدى تعليق هتلر على المذكرة إلى الإسراع بتنفيذ خطوات ما أطلق عليه اتفاقية كارينهول، كما أدى إلى انتصار وجهة النظر التي تبناها هاينريش هيملر وجرايسر في التعامل مع بولندا.
واستمرت بريطانيا - التي كانت قواتها قد قامت بمغادرة فرنسا عن طريق البحر من ميناء دونكيرك (بالفرنسية: Dunkerque) - في القتال جنبًا إلى جنب مع المناطق الأخرى الخاضعة لها في معركة الأطلسي. وبعد رفض البريطانيين - الذين أصبحوا الآن تحت قيادة وينستون تشرشل - عروض السلام التي قدمها هتلر.أمر هتلر بشن غارات قصف على المملكة المتحدة. وكانت معركة بريطانيا هي المقدمة التي تسبق الغزو الذي خطط له هتلر. وبدأت الهجمات بالضرب العنيف للقواعد الجوية ومحطات الرادار التي تحمي شمال شرق بريطانيا والتابعة للقوات الجوية الملكية البريطانية. وبالرغم من ذلك، فشلت سلاح الجو الألماني في هزيمة القوات الجوية الملكية البريطانية. وفي السابع والعشرين من سبتمبر في عام 1940، وقع المعاهدة ثلاثية الأطراف في برلين كل من؛ سابيرو كوروسو من الإمبراطورية اليابانية وهتلر وتشانو. وكان الغرض من توقيع هذه المعاهدة ثلاثية الأطراف - والتي كانت موجهة ضد قوة لم يتم التصريح على الرغم من أنه كان واضحًا إنها الولايات المتحدة - هو ردع الولايات المتحدة الأمريكية عن دعم البريطانيين. وتوسعت المعاهدة بعد ذلك لينضم إليها كل من: المجر ورومانيا وبلغاريا. وعرفت الدول الموقعة على هذه المعاهدة إجمالًا باسم تحالف دول المحور. وبنهاية شهر أكتوبر من عام 1940، لم تكن السيادة الجوية الألمانية بعد عملية أسد البحر (بالإنجليزية: Operation Sealion) (عملية أسد البحر؛ الخطة الألمانية لغزو المملكة المتحدة أثناء الحرب العالمية الثانية) قد تأكدت. وأمر هتلر بالقصف - الذي كان يتم في الليل في معظم الأحيان - للمدن البريطانية، وشملت هذه المدن: لندن وبليموث وكوفينتري.

### الطريق إلى الهزيمة

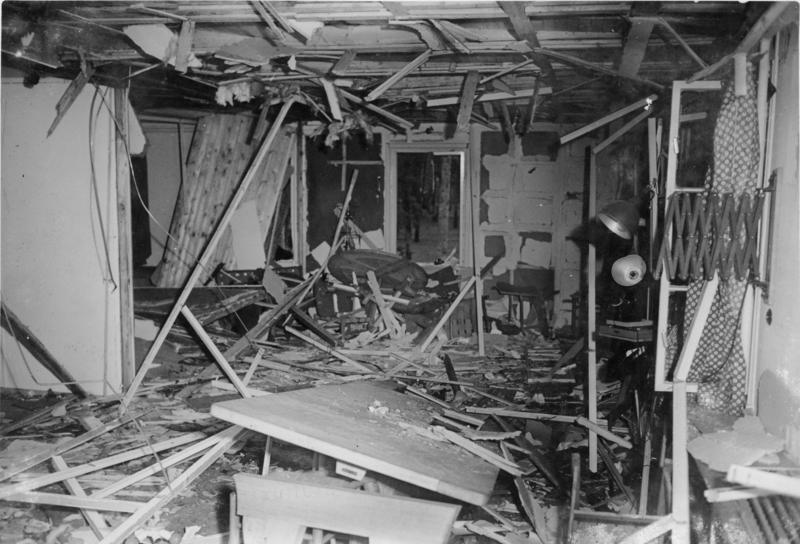
الثكنات العسكرية التي تم تدميرها والموجودة في مقر قيادة هتلر المعروف باسم وكر الذئب بعد مؤامرة 20 يوليو من عام 1944 التي استهدفت اغتيال هتلر

في الثاني والعشرين من شهر يونيو في عام 1941، قام ثلاثة ملايين جندي من القوات الألمانية بمهاجمة الاتحاد السوفيتي ضاربين بمعاهدة عدم الاعتداء التي وقعها هتلر مع ستالين منذ عامين عرض الحائط. وتعتبر الأسباب التي دعت هتلر إلى غزو الاتحاد السوفيتي من الموضوعات التي ثار بشأنها جدلًا تاريخيًا كبيرًا. وقد تم إطلاق اسم رمزي على هذا الغزو وهو عملية بارباروسا. وقد صرح بعض المؤرخين مثل أندريس هيلجروبر أن هذه العملية لم تكن إلا «خطوة مرحلية» ضمن خطة هتلر التي أطلق عليها اسم «خطة الخطوات المرحلية» (بالألمانية: Stufenplan) والتي كانت تستهدف إخضاع العالم. ويعتقد هيلجروبر أن هتلر قد وضع هذه الخطة في سنوات العشرينات من القرن العشرين. وعلى صعيد آخر، يرى مؤرخون آخرون مثل: جون لوكاكس أن هتلر لم يكن لديه أبدًا خطة مرحلية لإخضاع العالم، وأن غزو الاتحاد السوفيتي كان خطوة «قام بها هتلر لغرض معين» بعد أن رفضت بريطانيا الاستسلام. وقد صرح لوكاكس أن السبب الذي صرح به هتلر في حديث خاص لغزو الاتحاد السوفيتي كان بالتحديد أن وينستون تشرشل قد علق الأمل على اشتراك الاتحاد السوفيتي في الحرب إلى جانب قوات الحلفاء، ومن ثم وجد هتلر أن الطريقة الوحيدة التي يستطيع أن يجبر بريطانيا على الاستسلام هي القضاء على هذا الأمل. وكان ذلك هو السبب الحقيقي الذي دفع هتلر إلى تنفيذ هذه العملية. ومن وجهة نظر لوكاكس، فإن عملية غزو الاتحاد السوفيتي كانت من هذا المنطلق خطوة قام بها هتلر أساسًا ضد بريطانيا لإجبارها على أن تسعى للسلام معه عن طريق تدمير أملها الوحيد في النصر، فلم تكن هذه الخطوة - في حقيقة الأمر - ضد الاتحاد السوفيتي. ويعتقد كلاوس هيلدبراند أن كل من ستالين وهتلر كان يخطط منفردًا للهجوم على الآخر في عام 1941. ويرى هيلدبراند أيضًا أن الأخبار التي انتشرت في ربيع عام 1941 عن احتشاد القوات السوفيتية على الحدود أدت إلى اشتراك هتلر في خطة الفرار إلى الأمام (بالألمانية: flucht nach vorn) (وتعني مجابهة الخطر عن طريق الهجوم بدلًا من الانسحاب). وتوجد طائفة أخرى من المؤرخين تضم مجموعة متنوعة منهم مثل: فيكتور سافوروف ويواشيم هوفمان وارنست نولت ودافيد ايرفينج تعتقد أن السبب الرسمي الذي صرح به الألمان لقيامهم بعملية غزو الاتحاد السوفيتي في عام 1941 هو السبب الفعلي وراء هذه العملية؛ وبهذا تكون هذه العملية «حرب وقائية» وجد هتلر نفسه مجبرًا على الدخول فيها لتفادي هجوم سوفيتي كان سيعوقه عن تحقيق أحلامه؛ ذلك الهجوم الذي كان مقررًا له أن يتم في يوليو من عام 1941. وتعرضت هذه النظرية لهجوم كبير وتم وصفها بإنها خاطئة؛ وقد قام المؤرخ الأمريكي جيرهارد فاينبرج بتشبيه المدافعين عن نظرية الحرب الوقائية بمن يؤمنون في «الحكايات الخرافية».
واستولت القوات الألمانية في غزوها على أجزاء كبيرة من الأراضي التي شملت، دول البلطيق وروسيا البيضاء وأوكرانيا. كذلك، حاصرت القوات الألمانية الكثير من القوات السوفيتية ودمرتها، وهي القوات التي أصدر ستالين أوامره إليها بعدم الانسحاب. وبالرغم من ذلك، فقد وجدت القوات الألمانية نفسها مجبرة على التوقف قبيل تمكنها من دخول موسكو مباشرةً في ديسمبر من عام 1941 بسبب الشتاء الروسي القارس والمقاومة السوفيتية العنيفة. وفشل الغرو في تحقيق النصر السريع الذي كان هتلر يريده. وفي الثامن عشر من شهر ديسمبر من عام 1941، سجل هاينريش هيلمر الذي كان يحمل رتبة Reichsführer-SS في وحدات النخبة النازية في الدفتر الذي كان يدون فيه تفاصيل المقابلات التي يقوم بها سؤاله إلى هتلر، «ماذا سنفعل مع يهود روسيا؟» وكانت إجابة هتلر على السؤال: "als Partisanen auszurotten" أو «قم بإبادتهم على أنهم أعضاء القوات غير النظامية التي تزعج القوات الألمانية المحتلة بشن الغارات المتكررة عليها». ويعلق المؤرخ الإسرائيلي يهودا باوير على هذا الموضوع بأنه يمكن اعتبار الملحوظة التي سجلها هيلمر في دفترة هي أقوى الدلائل التي يمكن العثور عليها لإثبات الأمر الصريح الصادر من هتلر بإنشاء الهولوكست.
```
وقد وضع إعلان هتلر الحرب على 
الولايات المتحدة
 
في الحادي عشر من ديسمبر
 في عام 
1941
 بعد أربعة أيام من قيام 
الإمبراطورية اليابانية
 
بالهجوم على ميناء بيرل هاربور
 في 
هاواي
، وبعد ستة أيام من اقتراب القوات النازية الألمانية من 
موسكو
 في مواجهة ائتلاف ضم أكبر إمبراطورية في العالم ممثلة في 
الإمبراطورية البريطانية
، وأكبر قوة صناعية ومالية في العالم ممثلة في 
الولايات المتحدة
، وأكبر جيش في العالم ممثلًا في 
الاتحاد السوفيتي
.
```

وفي أواخر عام 1942، لحقت الهزيمة بالقوات الألمانية في معركة العلمين الثانية؛ الأمر الذي وضع حدًا لمحاولة هتلر الاستيلاء على قناة السويس والشرق الأوسط. وفي فبراير من عام 1943، انتهت معركة ستالينجراد الهائلة بتدمير الجيش السادس الألماني. وبعد ذلك، وقعت معركة كورسك الهائلة. وأصبحت قرارات هتلر العسكرية غريبة الأطوار بشكل متزايد، وأخذ الوضع العسكري والاقتصادي لألمانيا في التدهور. كذلك، تدهورت حالة هتلر الصحية. فقد كانت يده اليسرى ترتجف. ويعتقد ايان كيرشو الذي كتب السيرة الذاتية لهتلر وآخرون أن هتلر ربما يكون قد عانى من مرض الشلل الرعاش. كما يشتبه في أن يكون مرض الزهري سببًا في بعض الأعراض المرضية التي ظهرت على هتلر بالرغم من أن الدليل المتوافر على صحة هذا الاعتقاد ضعيف.
ويعد اجتياح قوات الحلفاء لصقلية عملية هاسكي في عام 1943، تم عزل موسوليني من قبل بييترو بادوليو الذي أعلن استسلامه لقوات الحلفاء. وطوال عامي 1943 و1944، كانت القوات السوفيتية تجبر جيوش هتلر على الانسحاب بكل ثبات على طول الجبهة الشرقية. وفي السادس من يونيو من عام 1944، تمت عملية إنزال جيوش الحلفاء الغربيون في شمالي فرنسا في واحدة من أكبر العمليات البرمائية التي حدثت في تاريخ العسكرية؛ وهي العملية التي تعرف باسم عملة القائد الأعلى (بالإنجليزية: Operation Overlord). وكان أصحاب الرؤية الواقعية في الجيش الألماني يعرفون أن الهزيمة حتمية، وخطط البعض منهم لإقصاء هتلر عن السلطة. وفي يوليو من عام 1944، قام كلاوس فون شتاوفينبرج بزرع قنبلة في مركز قيادة الفوهرر هتلر المعروف باسم وكر الذئب (بالألمانية: Wolfsschanze) في رستنبورج (بالألمانية: Rastenburg) ولكن هتلر نجا من الموت بأعجوبة. وأصدر هتلر أوامره بالقيام بعملية انتقام وحشية تم فيها تنفيذ حكم الإعدام في أكثر من أربعة آلاف وتسعمائة شخص. الأمر الذي تم أحيانًا عن طريق التجويع في الحبس الانفرادي الذي يعقبه التعرض البطئ للاختناق. وتم القضاء على حركة المقاومة الرئيسية بالرغم من أن بعض المجموعات المتفرقة الأصغر حجمًا استمرت في محاولاتها.
.

### الهزيمة والموت
وبحلول نهاية عام 1944 كان الجيش الأحمر قد أجبر الألمان على التراجع إلى أوروبا الوسطى، وكانت قوات الحلفاء الغربيون تتقدم صوب ألمانيا. وأدرك هتلر أن ألمانيا قد خسرت الحرب، ولكنه لم يسمح بالانسحاب. وتمنى هتلر أن يقوم بالتفاوض المنفرد من أجل السلام مع الأمريكيين والبريطانيين؛ وهو الأمل الذي دعمه وفاة فرانكلين دي روزفلت في الثاني عشر من أبريل من عام 1945. وسمح عناد هتلر واستخفافه بأخذ الحقائق العسكرية في الاعتبار باستمرار الهولوكوست. كما أصدر هتلر أوامره بالتدمير الكامل لكل البنية التحتية الصناعية الألمانية قبل أن تقع في أيدي قوات الحلفاء. وقال أن فشل ألمانيا في الفوز بالحرب أدى إلى خسارتها لحقها في البقاء. وهكذا، قرر هتلر أن الأمة بأسرها يجب أن تنتهي معه. وعهد هتلر بتنفيذ خطة الأرض المحروقة (تدمير كل ما يمكن أن ينفع العدو قبل الانسحاب من الأرض) إلى وزير التسلح ألبرت سبير الذي لم يطع أمر قائده.
وفي أبريل من عام 1945، هاجمت القوات السوفيتية ضواحي مدينة برلين. ووجد هتلر نفسه في وضع يجبره فيه مطاردوه على الفرار إلى جبال بافاريا ليتمكن من مواجهتهم في جولة أخيرة في المعقل الوطني الذي لجأت إليه الفلول المتبقية من القوات. ولكن هتلر كان مصممًا على أن يعيش في عاصمة بلاده أو يهلك فيها.
وفي العشرين من أبريل، احتفل هتلر بعيد ميلاده السادس والخمسين في "قبو الفوهرر" (بالألمانية: Führerbunker) الذي كان موجودًا أسفل مستشارية الرايخ (بالألمانية: Reichskanzlei). وقام قائد الحامية المحاصرة في "حصن بريسلو (بالألمانية: Festung Breslau) الجنرال هيرمان نيهوف، بتوزيع الشيكولاتة على القوات المحاصرة احتفالًا بذكرى ميلاد القائد.
وفي 21 أبريل من عام 1945، استطاعت قوات جورجي جوكوف؛ قوات جبهة روسيا البيضاء الأولى أن تخترق دفاعات الفرقة العسكرية (بالألمانية: Vistula) التابعة لقوات الدفاع الألمانية بقيادة الجنرال جوتهارد هاينريكي أثناء معركة مرتفعات سي لو.
وكان السوفيت في هذا الوقت يتقدمون صوب قبو هتلر دون مقاومة تذكر. ومتجاهلًا الحقائق الواضحة، رأى هتلر أن الخلاص من ورطته قد يكون في الوحدات المتداعية للسقوط بقيادة الجنرال فليكس شتاينر. وأصبحت القوات التي يقودها شتاينر معروفة باسم جيش شتاينر المستقل (بالألمانية: Armeeabteilung Steiner). ولكن، لم يكن «لجيش شتاينر المستقل» أي وجود إلا فوق الورق الذي تسطر فوقه الخطط العسكرية. وقد كان هذا الجيش أكبر قليلًا من فيلق، ولكنه كان أصغر من أن يطلق عليه جيش. وأصدر هتلر أوامره إلى شتاينر بمهاجمة الجناح الشمالي من الجزء البارز الضخم في الخط الدفاعي الألماني الذي نجحت قوات جبهة روسيا البيضاء الأولى بقيادة جوكوف في اختراقه. وفي هذه الأثناء، صدرت الأوامر إلى الجيش التاسع الألماني (الذي كان قد أجبر على التحرك إلى جنوب الجزء الذي نجحت قوات المعادية في اختراقه) بمهاجمة الشمال في هجوم يمكن وصفه بإنه هجوم كماشة.
وفي وقت لاحق في الحادي والعشرين من أبريل، أجرى هاينريكي اتصالًا مع هانز كربس - قائد القيادة العليا للجيش (بالألمانية: Oberkommando des Heeres) أو  OKH - ليخبره أن خطة هتلر غير قابلة للتنفيذ. وطلب هاينريكي أن يتحدث إلى هتلر، ولكن كربس أخبره أن هتلر مشغول للغاية ولا يستطيع أن يتلقى هذا الاتصال.
وفي الثاني والعشرين من أبريل، وأثناء واحدة من مؤتمراته العسكرية الأخيرة قام هتلر بمقاطعة التقرير الذي كان يتلى عليه ليسأل عن مصير خطة الجنرال شتاينر الهجومية. وكان الرد هو فترة من الصمت الطويل خيمت على الاجتماع. وبعدها، أخبروه بإن الهجوم لم يتم تنفيذه وأن انسحاب وحدات عديدة من جيش شتاينر من برلين – بناءً على أوامر هتلر – أدى إلى ضعف الجبهة وبالتالي نجاح الروس في الدخول إلى برلين. عندها طلب هتلر من جميع الحاضرين - عدا فيلهلم كايتل وهانز كربس وألفريد يودل وفيلهلم برجدورف ومارتن بورمان – مغادرة غرفة الاجتماعات. ثم انفجر فيمن تبقى من حاضري الاجتماع بخطبة مسهبة وعنيفة منددًا بما اعتبره خيانة متعمدة لأوامره وعدم كفاءة من جانب قادته. واختتم كلامه بأن أقسم على أن يبقى في برلين على رأس القوات المدافعة عن المدينة، ثم يطلق النار على نفسه بعد ذلك.
وقبل أن ينتهي ذلك اليوم، وجد هتلر أن سبيل النجاة الوحيد أمامه يتمثل في تنفيذ خطة جديدة يستعين فيها بقوات الجيش الثاني عشر بقيادة الجنرال فالتر فنك. وكان الخطة تقتضي أن يقوم فنك بتحويل جيشه – الذي كان يواجه القوات الأمريكية في الغرب حينها – إلى ناحية الشرق لتحرير برلين. وهكذا، يلتحم الجيش الثاني عشر مع الجيش التاسع لاقتحام المدينة.
وقام فنك بالفعل بالهجوم، وفي غمار الفوضى استطاع أن يقوم باتصال مؤقت مع حامية بوتسدام. ولكن، لم ينجح بالمرة في الاتصال بالجيش التاسع - كما كان مقررًا في الخطة أصلًا.
وفي الثالث والعشرين من أبريل، ألقى جوزيف جوبلز بالبيان التالي أمام أهل برلين:
| أدولف هتلر                     | أدعوكم للقتال من أجل مدينتكم. حاربوا بكل ما أوتيتم من قوة، من أجل زوجاتكم وأطفالكم، وأمهاتكم وآبائكم. إن أسلحتكم تدافع عن كل ما هو عزيز عليكم، إنها تدافع عن الأجيال التي ستخلفنا. كونوا أعزاء شجعان! كونوا مبدعين وماكرين! (غوليتر) بينكم. وسيظل مع رفاقه معكم. إن زوجته وأطفاله معكم أيضا. إن من سيطر على المدينة بمئتي رجل فحسب، سيستخدم اليوم كل وسيلة لتمكني دفاعات المدينة. ‘ن معركة برلين يجب أن تكون إشارة للأمة جمعاء كي تنهض وتقاتل. | أدولف هتلر |
| — جوزيف جوبلز، 23 أبريل، برلين | |            |

وفي الثالث والعشرين من أبريل أيضًا، قام الرجل الثاني في حكومة الرايخ الثالث وقائد القوات الجوية هيرمان جورينج، بإرسال برقية من منطقة بيرتشتيسغادين (بالألمانية: Berchtesgaden) في بافاريا. وصرح فيها بأنه بعد أن تم حصار هتلر في برلين، فإنه يطالب بتولي حكم ألمانيا خلفًا لهتلر الذي كان قد اختاره لتولي هذا المنصب خلفًا له من قبل. وذكر جورينج فترة زمنية معينة يتم بعدها اعتبار هتلر غير مؤهل للبقاء في الحكم. ورد هتلر - في حنق - بإصدار أوامره بالقبض على جورينج. وعندما كتب وصيته في التاسع والعشرين من أبريل، أعفى جورينج من كل المناصب التي كان يتقلدها في الحكومة.

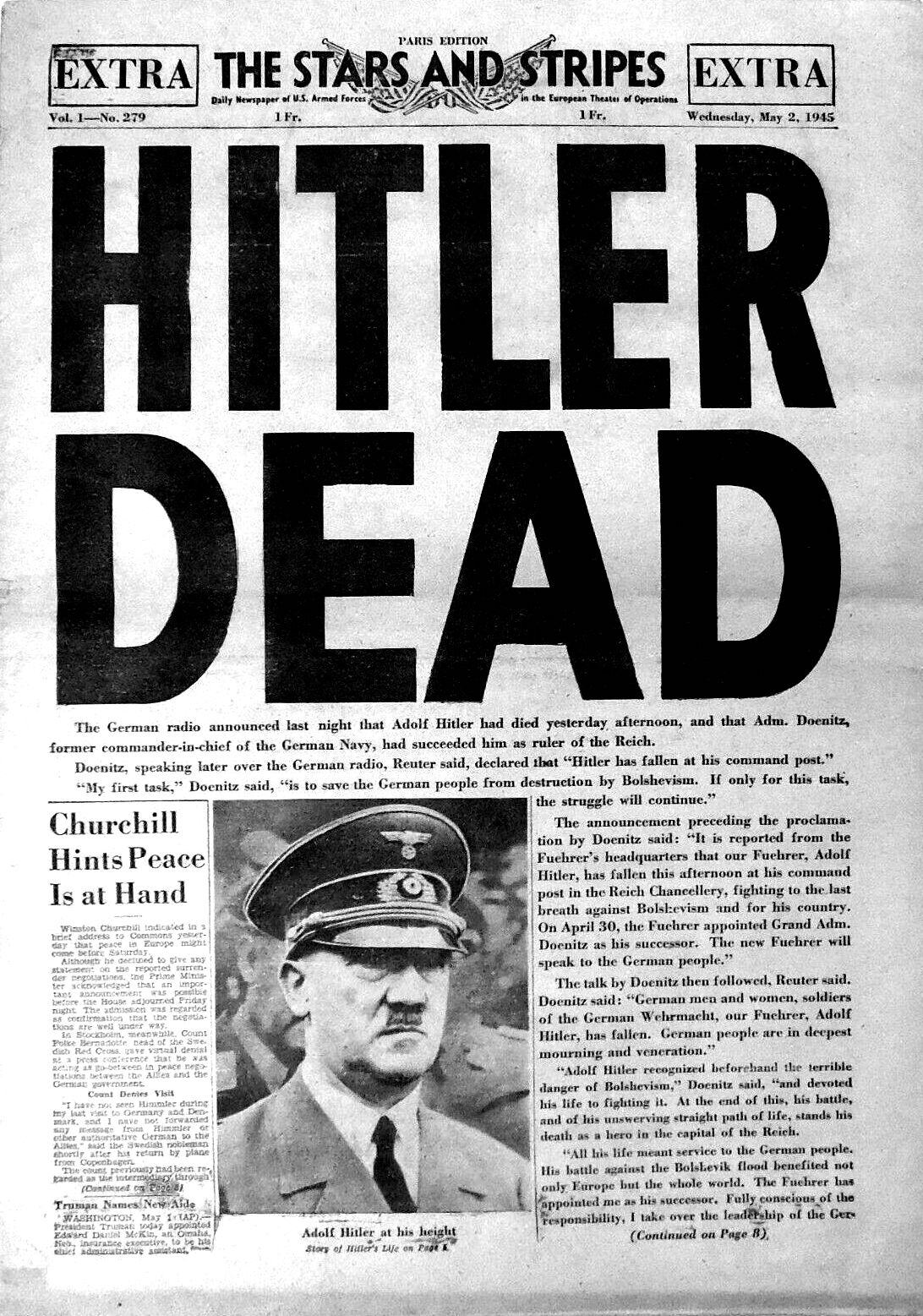
غلاف واحدة من المجلات العسكرية الأمريكية التي تحمل اسم The Stars and Stripes في عددها الصادر في مايو من عام 1945

ومع انقضاء يوم السابع والعشرين من شهر أبريل، كانت برلين قد انعزلت تمامًا عن باقي الرايخ.
وفي الثامن والعشرين من أبريل، اكتشف هتلر أن قائد وحدات النخبة النازية هاينريش هيلمر، كان يحاول مناقشة شروط الاستسلام مع الحلفاء (عن طريق الدبلوماسي السويدي كونت فولك بيرنادوت). وأصدر هتلر أوامره بإلقاء القبض على هيلمر، كما أمر بإطلاق النار على نائب هيلمر في برلين هيرمان فيجلاين.
وفي مساء الثامن والعشرين من أبريل، صرح الجنرال فينك بأن جيشه الثاني عشر قد تم إجباره على التراجع على طول جبهة القتال. وأضاف إنه لم يعد من الممكن القيام بأية هجمات أخرى على برلين. ولم يبلغ الجنرال ألفريد يودل (القائد الأعلى للجيش) هذه المعلومات إلى هانز كربس في برلين حتى وقت مبكر من صباح يوم الثلاثين من أبريل.
وفي التاسع والعشرين من أبريل، كان كل من هانز كربس وفيلهلم برجدورف وجوزيف جوبلز ومارتن بورمان شهودًا على وصية أدولف هتلر الأخيرة ووقعوا عليها. وقد أملى هتلر هذه الوثيقة على سكرتيرته الخاصة تراودل يونج. وفي نفس اليوم، تم إبلاغ هتلر بأخبار وفاة الإيطالي الفاشي بينيتو موسوليني، العنيفة في الثامن والعشرين من أبريل؛ وهو الأمر الذي زاد من تصميمه أن يتجنب الوقوع في الأسر.
وفي الثلاثين من أبريل من عام 1945، وبعد اشتباكات عنيفة انتقلت من شارع إلى شارع في مدينة برلين، وبينما كانت القوات السوفيتية على بعد تقاطع أو اثنين من مقر مستشارية الرايخ، قام هتلر بالانتحار بإطلاق النار داخل فمه وهو يضع في فمه كبسولة سيانيد. وقد تم وضع جثة هتلر وجثة إيفا براون - عشيقته التي تزوجها في اليوم السابق لانتحاره - في حفرة صنعتها قنبلة. وقام اوتو جونش وبعض الضباط المعاونين الموجودين في قبو القائد بسكب الكثير من بنزين على الجثتين، وإشعال النار فيهما بينما كان الجيش الأحمر مستمرًا في تقدمه ممطرًا المدينة بالقنابل.
وفي الثاني من مايو، استسلمت برلين. وفي السنوات التي أعقبت الحرب، تضاربت المعلومات التي وردت في التقارير عن مصير ما تبقى من رفات هتلر. وبعد تفكك الاتحاد السوفيتي، وردت معلومات من التقارير التي كانت محفوظة في الأرشيف السوفيتي أنه قد تم دفن الجثث الخاصة بكل من هتلر وإيفا براون وجوزيف جوبلز وقرينته ماجدا جوبلز وأطفال جوبلز الستة والجنرال هانز كربس والكلاب التي كان هتلر يمتلكها سرًا في مقابر بالقرب من مدينة راثيناو (بالألمانية: Rathenow) في ولاية براندنبورغ (بالألمانية: brandenburg). وفي عام 1970، فتح السوفيت المقبرة التي تم دفنهم فيها، وتم حرق الرفات التي وجدت بها ونثرها في نهر الالب. ووفقًا للمعلومات الواردة من جهاز الأمن الفيدرالي الروسي، فإن جزء من جمجمة بشرية تم الاحتفاظ بها في الأرشيف الخاص بالجهاز وعرضها في معرض في عام 2000؛ وهي من الرفات التي تبقت من جسد هتلر وتعتبر كل ما تبقى من هذا الرفات. وقد شكك العديد من المؤرخين والباحثين في حقيقة انتماء هذا الجزء من الجمجمة لرفات هتلر.

## ميراث هتلر
| أدولف هتلر              | "ما طريقة رجل روع هذا العدد والذي أجرى هذه الشراك الرائعة وأطلق هذه الشرور المخيفة؟" | أدولف هتلر |
| — ونستون تشرشل عام 1935 |                                                                                      |            |

يُنظر إلى هتلر والحزب النازي والآثار التي خلفتها النازية على العالم بأسره كأمور لا أخلاقية إلى أقصى الحدود. ويصف المؤرخون والفلاسفة والسياسيون النازية بكلمة «شريرة» من منطلق غير ديني وأيضًا من منطلق ديني. وتدان الصورة التاريخية والصورة الحضارية التي يتم رسمها لهتلر في الغرب إلى أقصى الدرجات. ويحظر عرض الصليب المعقوف أو غيره من الرموز النازية في ألمانيا والنمسا. كما يحظر إنكار الهولوكوست في الدولتين.

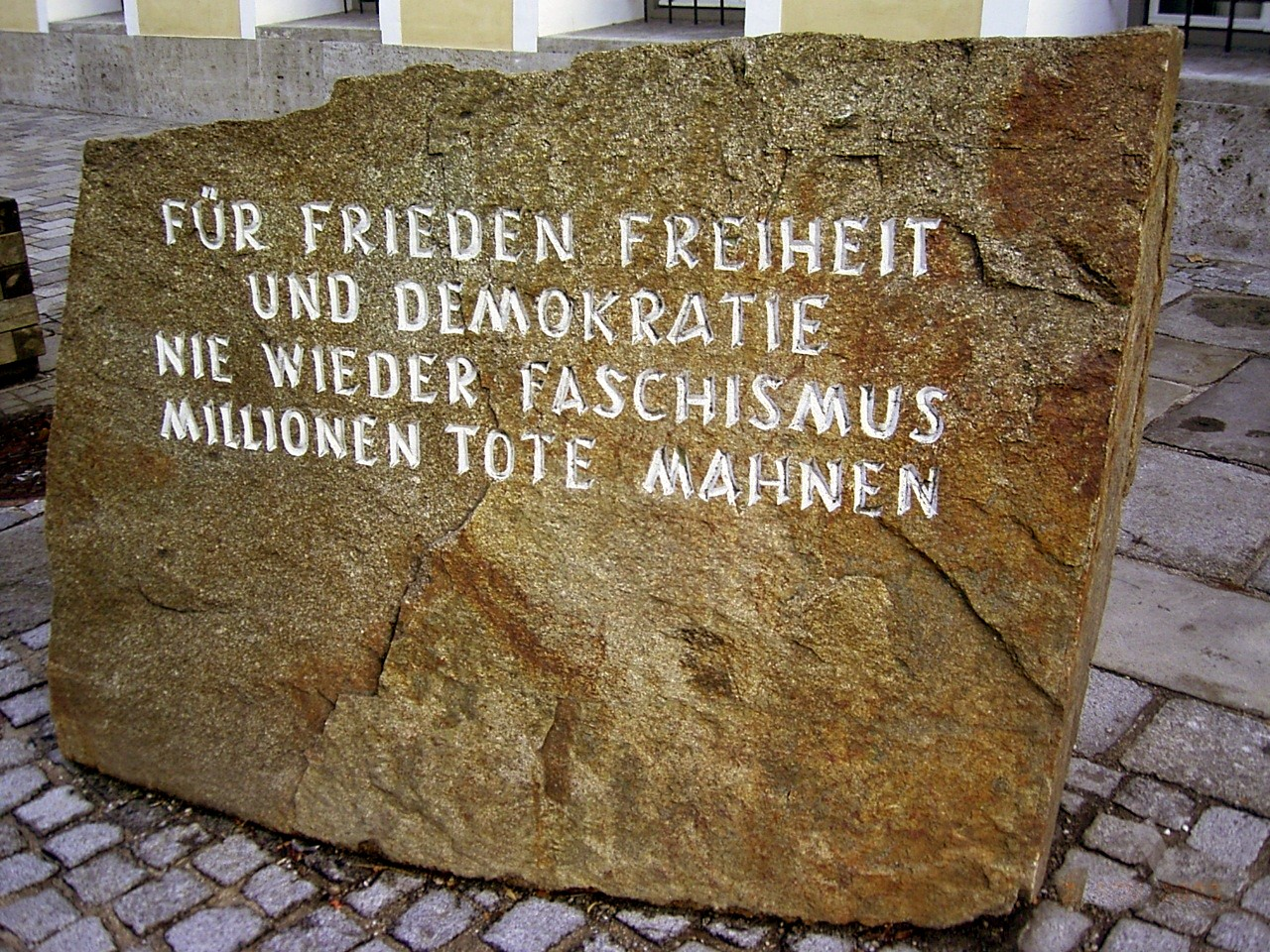
خارج المبنى الموجود في مدينة براوناو آم إن في النمسا حيث ولد هتلر يوجد نصب تذكاري يحذر من ويلات الحرب العالمية الثانية

 وخارج مسقط رأس هتلر في مدينة براوناو آم إن، يوجد في النمسا شاهد قبر حجري محفور عليه الرسالة التالية بشكل غير مترابط:

من أجل السلام، الحرية الألمانية: FÜR FRIEDEN FREIHEIT

والديمقراطية الألمانية: UND DEMOKRATIE

لا فاشية مجددًا ابدًا الألمانية: NIE WIEDER FASCHISMUS

ملايين القتلى يذّكرو[نا] الألمانية: MILLIONEN TOTE MAHNEN

وعلى الرغم من ذلك، يتحدث البعض عن الإرث الذي خلفه هتلر للعالم بطريقة محايدة وإيجابية. فرئيس مصر الأسبق أنور السادات، تحدث عن «إعجابه» بهتلر في عام 1953 عندما كان شابًا صغيرًا، على الرغم من أنه قد تحدث عنه في إطار تمرده على الإمبراطورية البريطانية. كما أشار إليه لويس فراخان بوصفه «رجل عظيم جدًا». كما أعلن بال ثاكيراي رئيس الجناح الأيمن لحزب حزب شيف سينا (بالهندية: Shiv Sena) الهندوسي في ولاية ماهاراشترا (بالهندية: Maharashtra) الهندية في عام 1995 أنه كان أحد المعجبين بهتلر. وكتب المؤرخ الألماني فريدريك ماينك، عن هتلر قائلًا: «إنه واحد من أفضل النماذج الفريدة والاستثنائية على قوة الشخصية التي لا يمكن التنبؤ بتصرفاتها أبدًا».

## المعتقدات الدينية
نشأ هتلر بين أم تنتمي للمذهب الروماني الكاثوليكي وأب معادي لرجال الدين، ولكنه بعد أن ترك منزل والديه لم يحضر أي قداس أو يلتزم بالطقوس الدينية للكنيسة الكاثوليكية. وبالرغم من ذلك، فعندما انتقل إلى ألمانيا - حيث يتم تمويل الكنائس الكاثوليكية والبروتستانتية عن طريق ضريبة للكنيسة تقوم الدولة بجمعها - لم يقم هتلر مطلقًا (وكذلك جوبلز) أبدًا " بالتخلي عن الكنيسة أو الامتناع عن سداد الضرائب الخاصة بها. لذلك، اعتبر المؤرخ شتايجمان جال، أن هتلر اسميًا "يمكن اعتباره كاثوليكيًا". وعلى الرغم من ذلك، فقد أوضح شتايجمان أيضًا في مناقشته لموضوع الدين في ألمانيا النازية أن "العضوية الاسمية في الكنائس ليست معيارًا موثوق به للحكم على درجة التقوى والتمسك بالدين". بالمقابل يذكر المؤرخ جون س. كونواي أن هتلر كان يعارض في الأساس الكنائس المسيحية. وفقًا لبولوك، لم يؤمن هتلر بالله، وكان ضد سيطره القساوسة، ونظر للأخلاق المسيحية في ازدراء لأنها تتعارض مع وجهة نظره المفضلة وهي "البقاء للأصلح".  وفقًا للمؤرخ لورانس ريس هتلر لم يكن مسيحيًا،  بل كانت أقرب في معتقداته الدينية إلى الربوبية. كما سمح هتلر في اضطهاد الكنيسة الكاثوليكية وسجن القساوسة ومصادرة أملاك الكنائس والأديرة.
كذلك، كان هتلر يمتدح علانيةً التراث المسيحي والحضارة المسيحية الألمانية، وأعرب عن اعتقاده في أن المسيح كان ينتمي للجنس الآري لأنه كان يحارب اليهود. وفي خطبه وتصريحاته، تحدث هتلر عن نظرته للمسيحية باعتبارها دافعًا محوريًا لمعاداته للسامية، قائلًا «أنا كمسيحي لا أجد نفسي ملزمًا بالسماح لغيري بخداعي، ولكنني أجد نفسي ملزمًا بأن أحارب من أجل الحقيقة والعدالة». بحسب المؤرخين كان هدف هذا التصريح الإيجابي حول المسيحية جذب الناخبين المسيحيين الألمان، ولا يعبر عن معتقدات هتلر الحقيقية. أما تصريحاته الخاصة التي نقلها عنه أصدقاؤه المقربون فيشوبها الكثير من الاختلاط؛ فهي تظهر هتلر كرجل متدين على الرغم من انتقاده للمسيحية التقليدية. ونجد أن هتلر قد قام بهجوم واحد على الأقل للكاثوليكية «يعيد إلى الأذهان جدال شترايشر حول فكرة أن المؤسسة الكاثوليكية كانت تناصر اليهود وتتحالف معهم». وفي ضوء هذه التصريحات الخاصة، يعتبر جون إس كونواي والعديد من المؤرخين الآخرين أنه ليس هناك مجال للشك في أن هتلر كان يحمل بين جوانحه «عداءً متأصلًا» للكنائس المسيحية. وتتباين التفسيرات المقدمة لتصريحات هتلر الخاصة إلى حد بعيد في إمكانية الوثوق فيها؛ ولعل من أهمها تلك التقارير المتعددة عن تصريحات هتلر الشخصية عن المسيحية والتي تتفاوت إلى حد بعيد في مصداقيتها، ولعل أبرزها كتاب هتلر يتكلم (بالإنجليزية: Hitler Speaks) الذي كتبه هيرمان راوشنينج والذي يعتبره كثير من المؤرخين عملًا ملفقًا. ويمكن الإطلاع في نظرة عامة على معتقدات هتلر الدينية - بناءً على تصريحاته الشخصية الظاهرة - من خلال الكتاب الذي مدحه الكثيرون والذي كتبه مايكل ريسمان أو في الكتاب الذي ألفه ريتشارد شتايجمان جال والذي أثار الكثير من الجدل حوله وهو بعنوان النازية والمسيحية.
وعلى الرغم من ذلك، ففي مجال العلاقات السياسية مع الكنائس في ألمانيا، كان هتلر بكل سهولة ينتهج إستراتيجية «تناسب الأهداف السياسية الآنية التي كان يسعى لتحقيقها». ووفقًا لآراء البعض، كان لهتلر خطة عامة حتى قبل أن يصل إلى كرسي رئاسة الحزب النازي؛ ألا وهي تدمير المسيحية في الرايخ. وقد صرح رئيس المنظمة شبه العسكرية «شباب هتلر» قائلًا «كان تدمير المسيحية هدفًا ضمنيًا تسعى الحركة الاشتراكية الوطنية لتحقيقه» منذ بدايتها، ولكن «كانت الاعتبارات المتصلة بالوسيلة الممكنة لتحقيق هذا الهدف هي ما جعلت من المستحيل» أن يتم التصريح علنًا بهذا الوضع المتطرف.
كان هتلر مختلفًا عن غيره ممن عكست تصرفاتهم أيدلوجيات النازية؛ فلم يكن هتلر ممن يؤمنون بالأفكار القاصرة على فئة محدودة من البشر أو يؤمن بفكرة وجود قوى خفية فوق طبيعية يمكن إخضاعها للقوى البشرية ولم يكن متمسكًا بالأيدلوجية التي تؤمن بوجود حكمة خفية كامنة في الجنس الآري دون غيره من الأجناس؛ وسخر هتلر من تلك المعتقدات في كتابه كفاحي. ويعتقد آخرون أن هتلر في شبابه - خاصةً فيما يتعلق بآرائه العنصرية - تأثر بعدد وافر من الأعمال التي كتبت عن القوى فوق الطبيعية؛ والتي تحدثت عن التفوق الغامض الذي يتمتع به الألمان. ومن هذه الأعمال، المجلة المعروفة باسم Ostara، مما يثبت صحة الإدعاء الذي أذاعه ناشر المجلة لانز فون ليبنفيلس، بأن هتلر قد زاره في عام 1909 وامتدح عمله. ولا يزال المؤرخون في حالة من عدم الاتفاق حول موضوع الوثوق في صحة إدعاء لانز باتصال هتلر به. ويعتقد نيكولاس جودريك كلارك في صحة إدعاء ليبنفيلس. أما بريجيت هامان فقد تركت التساؤل حول صحة هذا الإدعاء معلقًا في حين تشكك ايان كيرشو إلى أقصى الحدود فيه.
علاوةً على ذلك، قام هتلر لبعض الوقت بحث الشعب الألماني على اعتناق شكل من أشكال المسيحية التي أطلق عليه اسم «المسيحية الإيجابية» ؛ وهو معتقد يقوم على تخليص المسيحية الأرثوذكسية مما يعترض على وجوده فيها، ويتميز بإضافة بعض الملامح العنصرية إليها. وهذا ما أبدى اعتراض رجال الدين المسيحيين في ألمانيا ضد أدولف هتلر. وبالرغم من ذلك، فبحلول عام 1940 كان معلومًا للرأي العام أن هتلر قد تخلى عن فكرة حث الألمان على الإيمان بفكرة إمكانية التوفيق بين الأفكار المتعارضة التي تدعو إليها المسيحية الإيجابية. وكان هتلر يرى أن «الإرهاب الديني هو - باختصار - ما تدعو إليه التعاليم اليهودية؛ تلك التعاليم التي تعمل المسيحية على الترويج لها والتي من شأنها أن تزرع القلق والارتباك في عقول البشر.»
وبالإضافة إلى عدم حضور القداس والالتزام بالطقوس الدينية للكنيسة الكاثوليكية، فقد كان هتلر يفضل بعض جوانب المذهب البروتستانتي إذا كانت هذه الجوانب ستمكنه من تحقيق أهدافه. وفي الوقت نفسه، قام هتلر بمحاكاة بعض من معالم الكنيسة الكاثوليكية المتمثلة في نظام مؤسستها القائم على التسلسل الهرمي وعلى وجود طقوس معينة ولغة خاصة يتم استخدامهما فيها.
وأبدى هتلر إعجابه بالتقاليد العسكرية في تاريخ المسلمين، وأصدر أوامره إلى هيلمر بإنشاء فرقة عسكرية من المسلمين فقط في وحدات النخبة النازية، وكان ذلك لخدمة أهدافه السياسية فقط. ووفقًا لما ذكره واحد ممن كان هتلر يأتمنهم على أسراره، فإنه قد صرح له خصوصًا قائلًا «دين محمد الإسلامي من أكثر الأديان التي كانت ستلائم - أيضًا - الأهداف التي نسعى لتحقيقها؛ أكثر من المسيحية نفسها. فلماذا يتوجب علينا أن نعتنق المسيحية بكل الخنوع والهوان الذين تتصف بهما»؛ وكان هتلر في ذلك معجبًا بجانب الصمود والشجاعة في ملاقاة العدو الذي كان المسلمون يتصفون به، ولم يلتفت إلى أن هذا الجانب في المسلمين إنما كان دفاعًا عن الحق ولم يقصد به يومًا الهجوم على الغير أو الاعتداء على حقوق الآخرين.
وصرح هتلر في إحدى المرات قائلًا «لا نريد إلهًا آخر غير ألمانيا نفسها. ومن الضروري أن نتحلى بإيمان وأمل وحب يتصفون بالتعصب لألمانيا ولصالح ألمانيا».

## الصحة والحياة الجنسية

### الصحة
طالما كانت الحالة الصحية لهتلر مثارًا للجدل. فقد قيل مرات عديدة أنه كان يعاني من أعراض القولون العصبي، ومن آفات جلدية، ومن عدم انتظام في ضربات القلب، ومن مرض الشلل الرعاش، ومن مرض الزهري، كما توجد أدلة قوية على إدمانه على عقار الميثامفيتامين المخدر. وهناك فيلم يظهر يده اليسرى وهي ترتعش؛ وهو ما يمكن أن يكون إشارة لإصابته بالشلل الرعاش. وهناك فيلم آخر - تمت إضافة الكلمات له باستخدام تكنولوجيا قراءة الشفاه - يظهر هتلر وهو يشكو من ارتعاش ذراعه.وباستثناء هاتين الحالتين اللتين تتحدثان عن حالته الصحية، لا توجد الكثير من الأدلة التي تتحدث عنها.
وفي السنوات التي تلت بدايات عقد الثلاثينات من القرن السابق، كان هتلر يلتزم بنظام غذائي نباتي بالرغم من أنه كان يتناول اللحوم أحيانًا. وهناك بعض الأخبار التي تم تناقلها عنه وهو يقوم بإثارة اشمئزاز ضيوفه ويعطي لهم وصفًا تفصيليًا عن طريقة ذبح الحيوانات في محاولة منه لجعلهم يعزفون عن تناول اللحوم. ويعتبر خوف هتلر من الإصابة بمرض السرطان (الذي أودى بحياة والدته) هو أهم الأسباب التي قُدِّمَت لتبرير هذا السلوك من جانبه بالرغم من أن الكثير من المؤلفين يؤكدون أن السبب وراء ذلك كان حبه العميق والمتأصل للحيوانات. وقد صنع له مارتن بورمان خصيصًا صوبة زجاجية بالقرب من بيرغوف (بالألمانية: Berghof) مقر إقامته الموجود بالقرب من منطقة بيرتشسغادن؛ وذلك للتأكد من إمداده بالفواكه والخضراوات الطازجة طوال فترة الحرب. بعض الصور الفوتوغرافية لأطفال بورمان وهم يقومون بالعناية بالصوبة الزجاجية. وبحلول عام 2005، كانت دعائم هذه الصوبة هي كل ما تبقى منها من بين أطلال المنطقة الخاصة بالقادة النازيين.
لم يكن هتلر مدخنًا، وكان يشجع على الترويج لحملات مناهضة للتدخين في كل أنحاء ألمانيا. ويقال أن هتلر وعد بمنح أي فرد من المقربين له ساعة ذهبية إذا تمكن من الإقلاع عن التدخين (وقام بالفعل بمنح البعض ساعات ذهبية عندما تمكنوا من ذلك). وتؤكد روايات العديد من الشهود إنه بعد التأكد من صحة خبر انتحاره، قام العديد من الضباط والمعاونين وأفراد السكرتارية في قبو الفوهرر بإشعال السجائر وتدخينها.

### الميول الجنسية
قدم هتلر نفسه للجماهير على أنه رجل بلا حياة عائلية، وعلى أنه قد كرس حياته تمامًا لمهمته السياسية. في فترة مراهقته وقبل أن يخرج من قريته في النمسا، أحب هتلر فتاة من الطبقة المخملية، لكن لأسباب مجهولة لم يكلمها، وكان كل أصدقائه يعرفون بحبه لها، ترك رسالة لها قبل مغادرته إلى فيينا لدراسة الفن بأنه سينهي دراسته وسيعود ويتزوجها. لكن هتلر لم يدرس الفن، ولم يعد إلى القرية. وخطب هتلر في العشرينات ميمي رايتر، وفيما بعد خالل إيفا براون، والتي تزوجها قبل وفاته بيوم واحد. وكانت تربطه علاقة وثيقة بابنة أخته غير الشقيقة جيلي راوبال؛ وهي علاقة زعم بعض المعلقين أنها كانت علاقة جنسية بالرغم من عدم وجود أدلة تثبت ذلك. ويذكر جون تولاند في كتابه Adolf Hitler: The Definitive Biography أن هتلر كان كثيرًا ما يزور جيلي بصفته خطيبها، كما كان يضع الكثير من القيود على تحركاتها ما لم تكن بصحبته. وقد حاولت النساء الثلاث الانتحار (ونجحت اثنتين منهما بالفعل في ذلك)؛ وهي حقيقة أدت إلى وجود بعض التكهنات عن إصابة هتلر بانحراف جنسي مثل: انحراف جنسي في التبول وذلك كما ذكر اوتو شتراسر وهو أحد الخصوم السياسيين لهتلر. وقد أنكر رايتر - وهو الشخص الوحيد الذي ظل على قيد الحياة بعد سقوط النازية - هذا الأمر. وأثناء فترة الحرب وبعدها، قدم المحللون النفسيون عددًا لا حصر له من التفسيرات النفسية - الجنسية غير المتوافقة مع بعضها البعض لتصرفات هتلر من منظور علم الباثولوجيا. وتشير بعض النظريات إلى أن هتلر كانت له علاقة بواحدة من معتنقات الفكر الفاشي؛ وهي البريطانية يونيتي ميتفورد. وفي الآونة الأخيرة، تحدث لوثر ماشتان في كتابه هتلر الخفي (بالإنجليزية: The Hidden Hitler) عن أن هتلر كان مثليًا.

## عائلة هتلر
توفيت باولا هتلر؛ آخر من تبقى على قيد الحياة من أسرة هتلر التي تتصل به اتصالًا مباشرًا في عام 1960، أما أكثر أفراد سلالته المباشرة شهرة وعمرًا من ناحية والده فهو: ابن أخيه ويليام باتريك هتلر. وانتقل ليعيش مع زوجته فايليس، في جزيرة لونج آيلاند في مدينة نيويورك، وأنجبا أربعة أطفال.
وعلى مدار السنوات، حاول الكثير من المراسلين الصحفيين أن يقوموا باقتفاء أثر أقارب ينتمون لدوائر أبعد في عائلة هتلر؛ ويزعم أن الكثير منهم يعيشون الآن حياة غامضة بعد أن مضى وقت طويل على قيامهم بتغيير أسمائهم حتى لا يتعرف عليهم أحد.
أفراد عائلة أدولف هتلر:
- ألويس هتلر، الوالد
- ألويس هتلر الابن، الأخ غير الشقيق

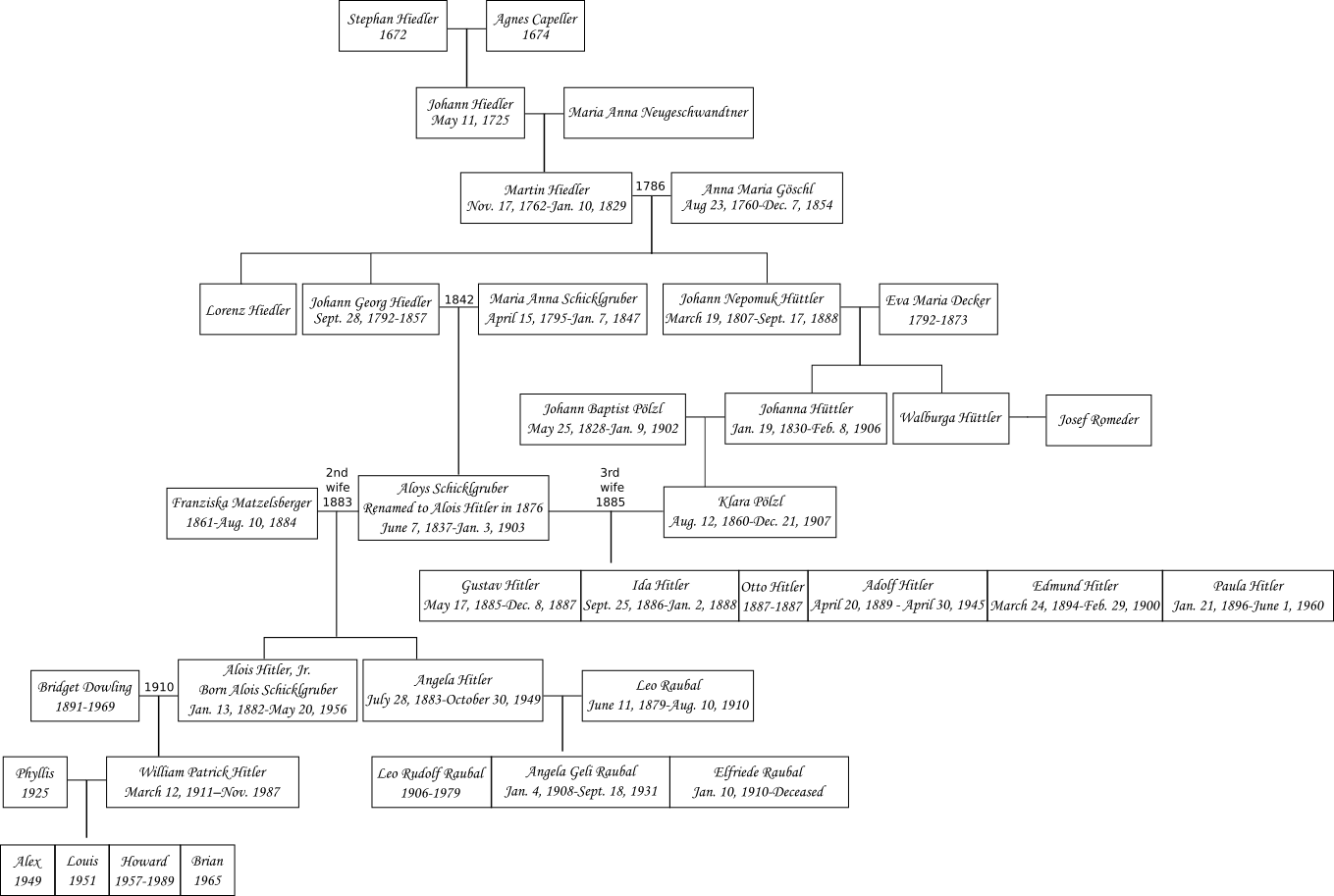
سلسلة نسب هتلر

- انجيلا هتلر راوبل، الأخت غير الشقيقة
- بريدجيت داولينج، زوجة أخيه
- إيفا براون، العشيقة والزوجة
- جيلي راوبال، بنت أخته غير الشقيقة
- هاينز هتلر، ابن أخيه
- هيرمان فيجلين، شقيق زوجته وذلك عندما تزوج هتلر من إيفا براون
- يوهان جورج هيدلر، جده المفترض
- يوهان نيبوموك هيدلر، جده الأكبر من ناحية والدته، ويزعم أنه عمه الأكبر ومن المحتمل أن يكون جد هتلر الحقيقي من ناحية الأب
- كلارا هتلر، والدته
- ماريا شيكلجروبر، جدته
- باولا هتلر، أخته
- ويليام باتريك هتلر، ابن أخيه

## وجهات نظر

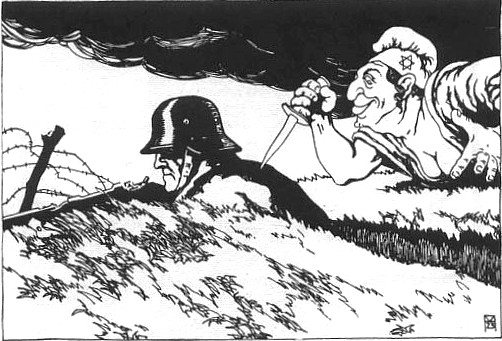
رسم كاريكاتيري تظهر طعن يهودي للجيش الألماني في ظهره بخنجر. وقد ألقى باللوم لاستسلام غير الوطنيين، من الاشتراكيين، البلاشفة، جمهورية فايمار، واليهود على وجه الخصوص. (1919)

تحمل شخصية هتلر تناقضات عدة، وتظهرها وسائل الإعلام بالشخصية الديكتاتورية التي تود هلاك العالم والبعض يصفه بأنه الشيطان وآخرون يتهمونه أنه مفجر الحرب والسبب وراء حصول المجازر التي راح ضحيتها الآف من البشر، كما أتهم بمعادة السامية. تبقى شخصية هتلر شخصية خلافية عالميا حيث في غالب الأحيان تظهر وسائل الإعلام مساوئ شخصيته وأبرزها معاداة السامية لكن لهتلر ميزات إلى جانب أعماله السيئة. عندما تسلم هتلر مقاليد الحكم في ألمانيا كانت هذه الأخيرة حينئذٍ مهزومة في الحرب، مدمرة اقتصاديا،
موقعة على معاهدة فرساي والتي تنص على تحديد عدد أفراد الجيش، والقدرات العسكرية الألمانية. لكنه بعد ذلك زاد القدرات العسكرية الألمانية، ألغى معاهدة فرساي، أنشأ المصانع ووصلت البطالة لمعدلات منخفضة، كما انتعش الاقتصاد الألماني. بسط هتلر أفكار الاشتراكية القومية ورؤاها السياسية والإيديولوجية، حيث كتبها في كتاب كفاحي، وفحواها أن الاختلاف بين الأجناس والأفراد أمر فرضته الطبيعة في نظامها الأزلي وأن (العنصر الآري) هو العنصر الوحيد الخلاق في تاريخ البشرية، وأن الشعب هو الوحدة الطبيعية الأساسية للبشرية، والشعب الجرماني هو أعظم الشعوب قاطبة وإنما الماركسية والشيوعية بتأكيدها للعالمية والصراع الطبقي، وخلف الماركسية يكمن العدو الأكبر وهم اليهود الذين يجسدون الشر على الإطلاق ويريدون تدمير العنصر الآري لذلك يجب تطهير الرايخ منهم والحفاظ على نقاء الدم الآري. وصل هتلر إلى السلطة عبر سلسلة من الإجراءات التي أزاح بها خصومه من المسرح السياسي وثبت دعائم دكتاتوريته الشخصية المطلقة. حيث أنه عندما احترق الرايخستاغ أعلن حالة الطوارئ وحصل على تفويض بإصدار القوانين من دون الرجوع إلى البرلمان، وبدأ بتطهير جهاز الدولة من الخصوم ومن غير الآريين، وانطلقت حملة ضد الشيوعيين واليهود والأحزاب المعارضة، كما ألغيت النقابات وشكلت جبهة العمل الألمانية وأعقبها أسست منظمة شبيبة هتلر لتربية الشباب وتدريبهم حسب المبادئ النازية الآرية. وبعد موت هندنبورغ دمج منصبي مستشار الرايخ ورئيس الرايخ في شخص هتلر، الذي أدى له الجيش قسم الولاء وتحولت ألمانيا إلى دولة الحزب الواحد الذي سيطر على مجالات الحياة كافة بواسطة جهاز الغستابو (الشرطة السرية) ومنظمات الحزب العسكرية. وهكذا أمسك هتلر بزمام الأمور وبكل مفاتيح السلطة المدنية والعسكرية والشعبية التي تركزت في شخص الفورَر (الزعيم). ويعتقد البعض ان اسم هتلر صار رمزًا للدكتاتورية والحكم العنصري الفاشي الدموي، ويرى فيه آخرون أنه مفجر الحرب العالمية الثانية التي جعلت ألمانيا تقف في وجه دول كثيرة في العالم. فيما يعتبره آخرون رمزا للكفاح  يعتقد البعض أن بعد فترة قصيرة من صعود النازيين للحكم في ألمانيا وصعود هتلر للسلطة بدأت خطة لإبادة اليهود والمعروفة بالحل النهائي، بإشراف أدولف أيخمان على الشروع بعمليات الهولوكوست. وبدأت هذه العمليات بإبادة اليهود إضافة إلى إبادة جماعات أخرى مثل الشيوعيين، وشهود يهوه، وممن اعتبروا شاذين جنسيا، كما تمت إجراءات جراحية أو طبية لمنع معاقين عقليا من الإنجاب واستعملت أساليب القتل الرحيم لإنهاء حياة بشر.

## هتلر ووسائل الإعلام

### الخطب والاجتماعات السنوية
كان هتلر خطيبًا مفوهًا استولى على ألباب الكثيرين بضربات يده على المنصة التي كان يقف خلفها وهو يلقي خطاباته، وبصوته الهادر وخطبه الحماسية. وكان يصقل مهاراته بإلقاء الخطب على الجنود خلال عامي 1919 و1920. وأصبح ماهرًا في التحدث إلى الناس بما يريدون أن يسمعوه منه «الخيانة التي طعنت الجيش الألماني في الظهر أثناء الحرب العالمية الأولى، والخطة اليهودية الماركسية لغزو العالم، والخيانة التي تعرضت لها ألمانيا في معاهدة فرساي». وكان هتلر ماهرًا أيضًا في العثور على كبش فداء يلقي عليه باللوم حول ما يلحق بشعبه من مصائب. ومع مرور الوقت، تمكن هتلر من الوصول إلى حد الكمال في أدائه أمام الجماهير عن طريق التدرب أمام المرآة والعزف الماهر على أوتار المشاعر أثناء عروضه. وقد تدرب هتلر على يد شخص كان يدعي كذبًا قدرته على استبصار المستقبل، وقد ركز على استخدام اليد والإيماءات التي يمكن القيام بها عن طريق الذراع. وتحدث عنه ألبرت سبير الذي كان وزيرًا للذخيرة في عهده ومعماريًا - والذي كان يعرف هتلر كما كان الجميع يعرفه - فقال إنه كان قبل كل شيء آخر ممثلًا بارعًا.
وقد تم تصميم الاجتماعات السنوية الحاشدة التي كان ينظمها ألبرت سبير من أجل إطلاق شرارة إقناع الذات في نفوس المشاركين فيها. وكان المشاركون في هذه الاجتماعات السنوية يعززون التزامهم تجاه الحركة النازية عن طريق حضور في الاجتماعات السنوية، والاشتراك في المسيرات، ورفع أصواتهم بالتحية للقائد، وأداء التحية العسكرية بيد ثابتة وقوية. ويمكن إدراك هذه الأمور بشكل كامل من مشاهدة الفيلم الدعائي الذي يحمل اسم انتصار الإرادة (بالإنجليزية: Triumph of the Will)؛ والذي قام بإخراجه ليني ريفنشتال ليصور الاجتماع السنوي للحزب النازي الذي تم عقده في نورنبيرغ في عام 1934. وقد قام المخرج بتصوير هتلر من زاوية عالية أو منخفضة فقط، ولكن لم يقم بتصويره من الأمام مباشرة إلا مرتين فقط. والتقاط الكاميرا الصور له من هذه الزوايا تضفي عليه هالة منref>Steigmann-Gall 2003 التقديس. وكان بعض من ظهروا في الفيلم ممثلين تقاضوا أجرًا عن قيامهم بالتمثيل في هذا الفيلم الدعائي، ولكن لم يكن معظم من شاركوا فيه من الممثلين. ولم يتم أبدًا الكشف عما إذا كان الفيلم قد استعان ببعض المنضمين حديثًا للحزب النازي من بين رواد المسرح. وربما تكون محاولات إقناع الذات قد تركت أثرها على هتلر نفسه. وكان هتلر يلقي بالخطبة نفسها (ويصقلها بلسانه المعسول لدرجة أكبر في كل مرة) مئات المرات؛ فيلقيها أولًا أمام الجنود ثم يقوم بإلقائها في النوادي المنتشرة في كل أنحاء ألمانيا والتي كان يرتادها الشعب الألماني. وربما كانت هذه العروض هي ما أضافت المزيد والمزيد إلى الأحقاد التي كان يضمرها في نفسه؛ خاصةً تلك الكراهية الشديدة التي كان يضمرها لليهود والتي استولت عليه تمامًا.

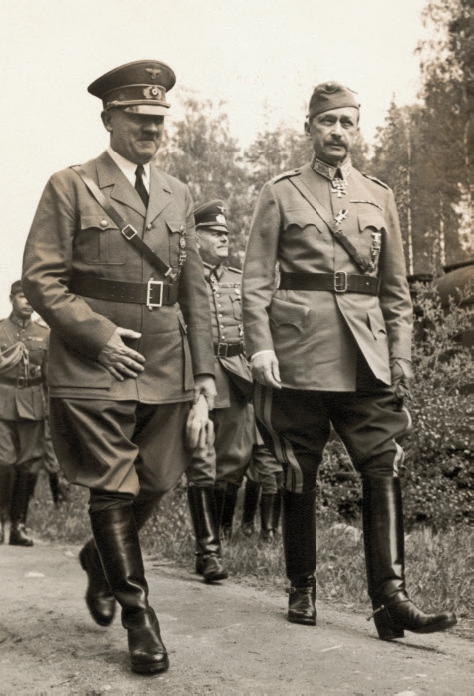
هتلر مع البارون مانرهايم في يونيو من عام 1942

### ما سُجل من أحاديث هتلر الخاصة
وقد زار هتلر المشير الفنلندي مانرهايم، في الرابع من شهر يونيو عام 1943. وأثناء هذه الزيارة قام أحد المهندسين العاملين في شركة هيئة الإذاعة الفنلندية YLE، ويدعى ثور دامن، بتسجيل نص الحوار الذي دار بين هتلر ومانرهايم؛ وهو تصرف لا بد وأنه قد قام به في الخفاء لأن هتلر لم يكن ليسمح بتسجيل محادثاته الشخصية دون إذن منه ودون أن يتحضر لذلك. ويعتبر هذا التسجيل اليوم، الوحيد المعروف لهتلر وهو يتحدث بلهجة غير رسمية؛ وهو يعرض لمحادثة خاصة مدتها إحدى عشرة دقيقة ونصف بين القائدين. ويتحدث هتلر بطريقة يظهر فيها قليلًا من الإثارة، وبالرغم من ذلك فهي طريقة تتسم بالتحرر الفكري (وذلك إذا ما تمت مقارنتها بتلك التي كان يتحدث بها الرجال الذين ينتمون للطبقة العاملة في زمنه). ومعظم التسجيل كان مونولوجًا يتحدث فيه هتلر. وفي المحادثة، يعترف هتلر بفهمه لقدرة الاتحاد السوفيتي على الدخول في حرب.

### أسطوانة Patria المصورة
صدرت أسطوانة مصورة تحمل سبع صور وواحدًا من خطابات أدولف هتلر. وهذه الأسطوانة تحمل اسم الوطن (بالألمانية: Partia). وتحمل واجهة الأسطوانة صورة لهتلر وهو يلقي بأحد خطاباته، كما أن عليها تسجيل لأحد خطاباته وكذلك خطاب لواحد من أعضاء الحزب النازي. أما الوجه الآخر للأسطوانة فيصور يدا تحمل العلم المرسوم عليه الصليب المعقوف، كذلك عليها (بالألمانية: Carl Woitschach recording (1933—Telefunken A 1431) "In Dem Kampf um die Heimat—Faschistenmarsch").

### الأعمال الوثائقية التي تؤرخ لعهد الرايخ الثالث
ظهر هتلر في سلسلة من الأفلام، كما ارتبطت شخصيته بالبعض الآخر من الأفلام بدرجات متفاوتة؛ وذلك في أفلام أخرجها ليني ريفنشتال في Universum Film AG أو UFA؛ وهو أكبر استديوهات السينما في عهد الرايخ الثالث؛
- انتصار الإيمان ((بالألمانية: Der Sieg des Glaubens)، صور في 1933).
- انتصار الإرادة ((بالألمانية: Triumph des Willens)، وصور في 1934).
- يوم الحرية: قواتنا المسلحة ((بالألمانية: Tag der Freiheit: Unsere Wehrmacht)، وصور في 1935).
- أوليمبيا (فلم) ((بالألمانية: Olympia)، وصور في 1938).

وكان هتلر هو الشخصية المحورية في الأفلام الثلاثة الأولى؛ وركزت هذه الأفلام على اجتماعات الحزب النازي السنوية في السنوات التي أنتجت فيها هذه الأفلام التي يمكن اعتبارها أفلامًا دعائية. وقد صور هتلر بشكل واضح في الفيلم الذي يحمل عنوان أوليمبيا. ولا يزال الجدال قائمًا حول اعتبار الفيلم الأخير فيلمًا دعائيًا أو فيلمًا وثائقيًا حقيقيًا. وعلى أي حال، يعمل الفيلم على تخليد دورة الألعاب الأولمبية التي اقيمت في عام 1936، وينشر الرسالة الدعائية التي حرصت هذه الأولمبياد على نشرها صور لألمانيا تحت الحكم النازي تعيش برخاء وتتطلع للسلام. كذلك، صور هتلر - بصفته شخصية سياسية بارزة - في العديد من الأفلام الإخبارية القصيرة التي عرضت في دور السينما.

### التلفاز
حصل تصوير لحضور هتلر العديد من الحفلات الرسمية والمناسبات الاجتماعية - بما في ذلك دورة الألعاب الأوليمبية الخاصة بعام 1936 والاجتماعات السنوية للحزب النازي التي كان تعقد في مدينة نورنبيرغ - على الشبكات التلفازية في الفترة ما بين عامي 1935 و1939. وكان يعاد عرض هذه الأحداث - بالإضافة إلى غيرها من البرامج التي تلقي الضوء على الأنشطة التي يقوم بها الموظفون الرسميون - في قاعات المشاهدة العامة. وقد قدمت نماذج من عدد من الأفلام التي حفظت لنا عبر التاريخ منذ عهد ألمانيا النازية في الفيلم الوثائقي الذي انتج في عام 1999 تحت عنوان التلفزيون تحت حكم الصليب المعقوف (بالألمانية: Das Fernsehen unter dem Hakenkreuz).

### الأعمال الوثائقية التي انتجت بعد سقوط الرايخ الثالث
- العالم في حالة حرب (بالإنجليزية: The World at War) وقد انتج في عام 1974.

وهي سلسلة تلفازية من إنتاج Thames Television تعرض الكثير من المعلومات عن هتلر وعن ألمانيا النازية، وتتضمن كذلك مقابلة شخصية مع سكرتيرة هتلر تراودل يونغه.
- الأيام الأخيرة في حياة أدولف هتلر (بالإنجليزية: Adolf Hitler's Last Days).

وهي سلسلة من إنتاج بي بي سي تحمل عنوان «أسرار الحرب العالمية الثانية» (بالإنجليزية: Secrets of World War II)، وهي تحكي عن الأيام الأخيرة التي قضاها هتلر أثناء الحرب العالمية الثانية.
- النازيين: تحذير من قلب التاريخ (بالإنجليزية: The Nazis: A Warning From History)، وقد تم إنتاجه في عام 1997.

وهي سلسلة من ستة أجزاء من إنتاج بي بي سي عن الطريقة التي تقبل بها المثقفون والمتعلمون الألمان هتلر والنازيين حتى وقت سقوط النازية. وكان المستشار التاريخي لهذا العمل هو ايان كيرشو.
- النقطة العمياء (بالألمانية: Im toten Winkel—Hitlers Sekretärin)، وقد انتج في عام 2002.

والعمل عبارة عن مقابلة شخصية حصرية استغرقت تسعين دقيقة مع تراودل يونغه؛ سكرتيرة هتلر. والفيلم أخرجه المخرج النمساوي اليهودي اندريه هيلر، وذلك قبل وفاة تراودل بفترة قصيرة على إثر إصابتها بسرطان الرئة واسترجعت فيه تراودل ذكريات الأيام الأخيرة في قبو القائد في برلين. وقد استعين بمقتطفات من هذه المقابلة في فيلم السقوط (بالألمانية: Downfall).
- مهندس النهاية (بالألمانية: Undergångens arkitektur)، وقد انتج في عام 1989.

وهو عمل وثائقي عن مفهوم حب الجمال من وجهة النظر الوطنية الاشتراكية التي رآها هتلر.
- التلفزيون تحت حكم الصليب المعقوف (بالألمانية: Das Fernsehen unter dem Hakenkreuz)، وقد انتج في عام 1999.

وهو عمل وثائقي قدمه مايكل كلوفت عن الاستخدام الوطني للتلفاز في ألمانيا في عهد النازية للأغراض الدعائية ما بين عامي 1935 و1944.

### الأعمال الدرامية التي تناولت النازية
- هتلر: الأيام العشرة الأخيرة في حياته (بالإنجليزية: Hitler: The Last Ten Days)، وقد انتج في عام 1973.

ويعرض الفيلم الأيام الأخيرة من حياة هتلر التي انتهت بوفاته، والفيلم من تمثيل سيرأليك غينيس.
- هتلر: فيلم من ألمانيا (بالإنجليزية: Hitler: A Film from Germany)) (بالألمانية: Hitler—Ein Film aus Deutschland)، والعمل من إنتاج عام 1977.

والعمل مدته سبع ساعات ويتكون من أربعة أجزاء.واستعان المخرج في هذا الفيلم بمقتطفات وثائقية، وخلفيات من الصور الفوتوغرافية، وعرائس متحركة، ومشاهد عرضت على خشبة المسرح، وغيرها من العناصر.
- القبو (بالألمانية: The Bunker)، وقد انتج في عام 1978.

ويعرض الفيلم الأحداث التي دارت في الأيام الأخيرة في قبو القائد من يوم السابع عشر من يناير وحتى يوم الثاني من مارس في عام 1945. وقد حول هذا العمل إلى فيلم تلفازي بعنوان القبو (بالألمانية: The Bunker)، وذلك في عام 1981 من تمثيل انتوني هوبكنز
- الوطن (فيلم) (بالإنجليزية: Fatherland) (بالألمانية: Patria)، والعمل من إنتاج عام 1994.

والعمل عبارة عن رؤية افتراضية لألمانيا خلال عام 1964 في حالة انتصار هتلر في الحرب العالمية الثانية. والعمل مأخوذ من الرواية التي كتبها الصحفي السابق روبرت هاريس.
- المرآة الخاوية (بالإنجليزية: The Empty Mirror)، والعمل من إنتاج عام 1996.

وهو دراما نفسية تتأمل في الأحداث التي وقعت بعد عهد هتلر (وصور هذه الأحداث نورمان رودواي الذي عاصر سقوط ألمانيا النازية).
- ماكس (فيلم) (بالإنجليزية: Max)، العمل من إنتاج عام 2002.

وهو دراما قصصية تصور الصداقة التي جمعت بين تاجر فنون يهودي وهو ماكس روثمان (ويمثل الشخصية جون كيوزاك)، وبين أدولف هتلر الشاب (ويمثل الشخصية نوه تايلور)، وذلك عندما صادفه الفشل كرسام في فيينا.
- هتلر: نهوض الشر (مسلسل) (بالإنجليزية: Hitler: The Rise of Evil)، والعمل من إنتاج عام 2003.

وهو عبارة عن مسلسل تليفزيوني من جزئين يحكي عن السنوات الأولى في حياة أدولف هتلر وعن صعوده للحكم (وذلك حتى عام 1933)، وأدى دور البطولة في الفيلم روبرت كارلايل.
- السقوط (بالألمانية: Der Untergang)، والعمل من إنتاج عام 2004.

وهو فيلم ألماني عن الأيام الأخيرة من عمر هتلر وعمر الرايخ الثالث. وأدى دور البطولة في الفيلم برونو غانزويعتمد الفيلم جزئيًا على السيرة الذاتية الخاصة تراودل؛ وهي السكرتيرة المقربة إلى هتلر. وفي عام 2002، صرحت تراودل بأنها تشعر بالذنب لأنها «كانت معجبة بأعتى المجرمين في تاريخ البشرية.»
- فالكيري (بالألمانية: Valkyrie)، والعمل من إنتاج عام 2008.

ويصور هتلر - الذي قام بأداء دوره دافيد بامبر - كهدف لمحاولة اغتيال مدانة قام بها شتاوفنبرج.
- تستطيع الآن مقابلة د.فرويد يا سيد هتلر (بالإنجليزية: Dr Freud Will See You Now Mr Hitler)، والعمل من إنتاج عام 2008.

وهو دراما إذاعية كتبها لورانس ماركس وموريس جران، وتقدم سيناريو تخيلي يقوم فيه سيجموند فرويد بعلاج هتلر الشاب. وقد قام الممثل توبي جونز بأداء دور هتلر.

## معرض الصور

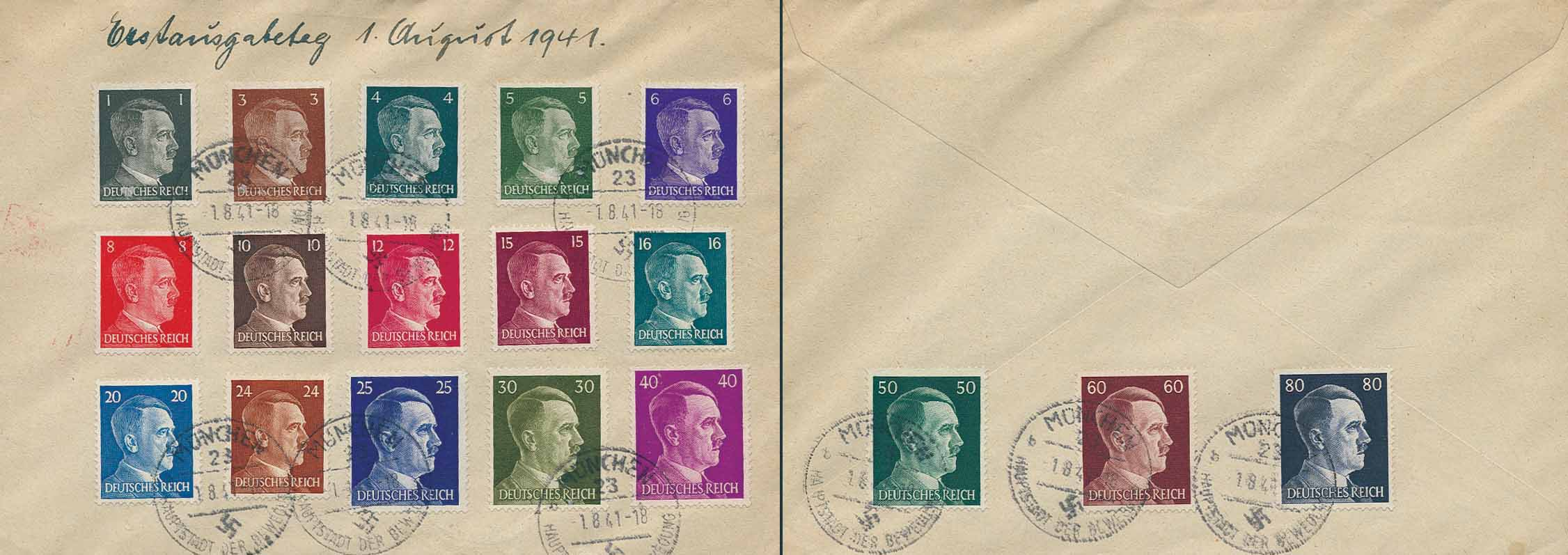
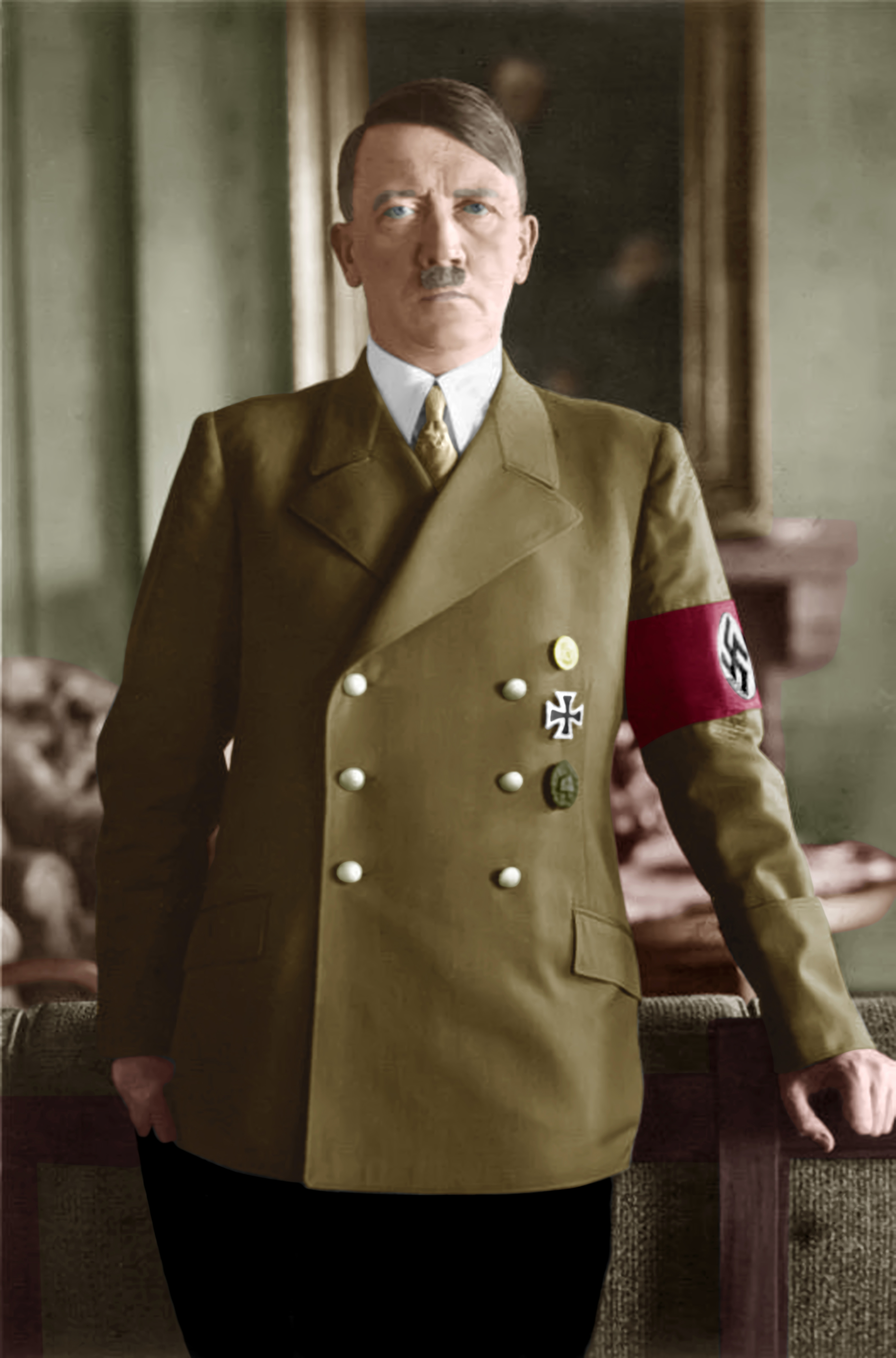
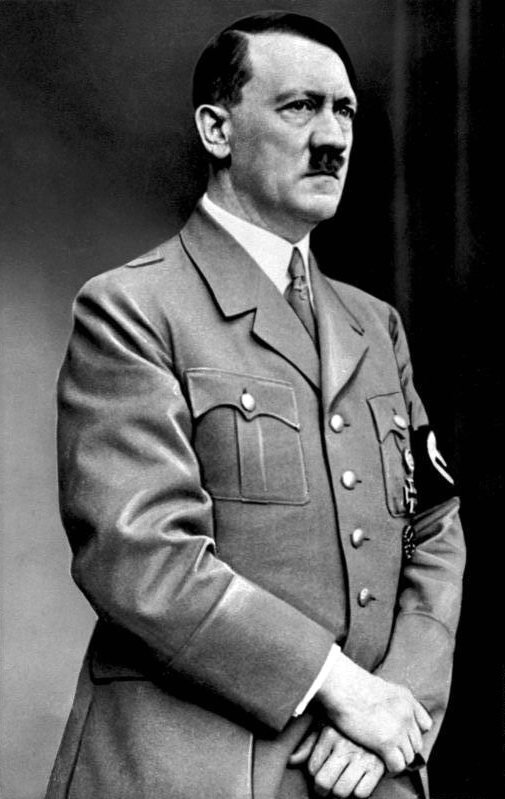
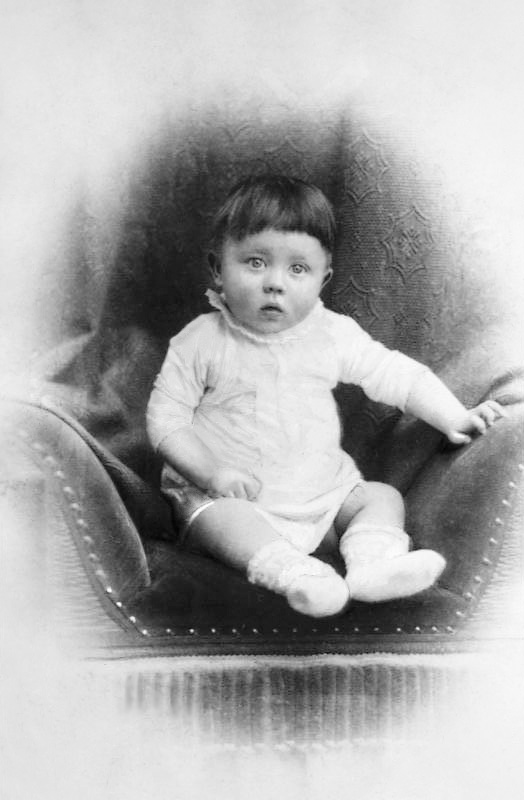
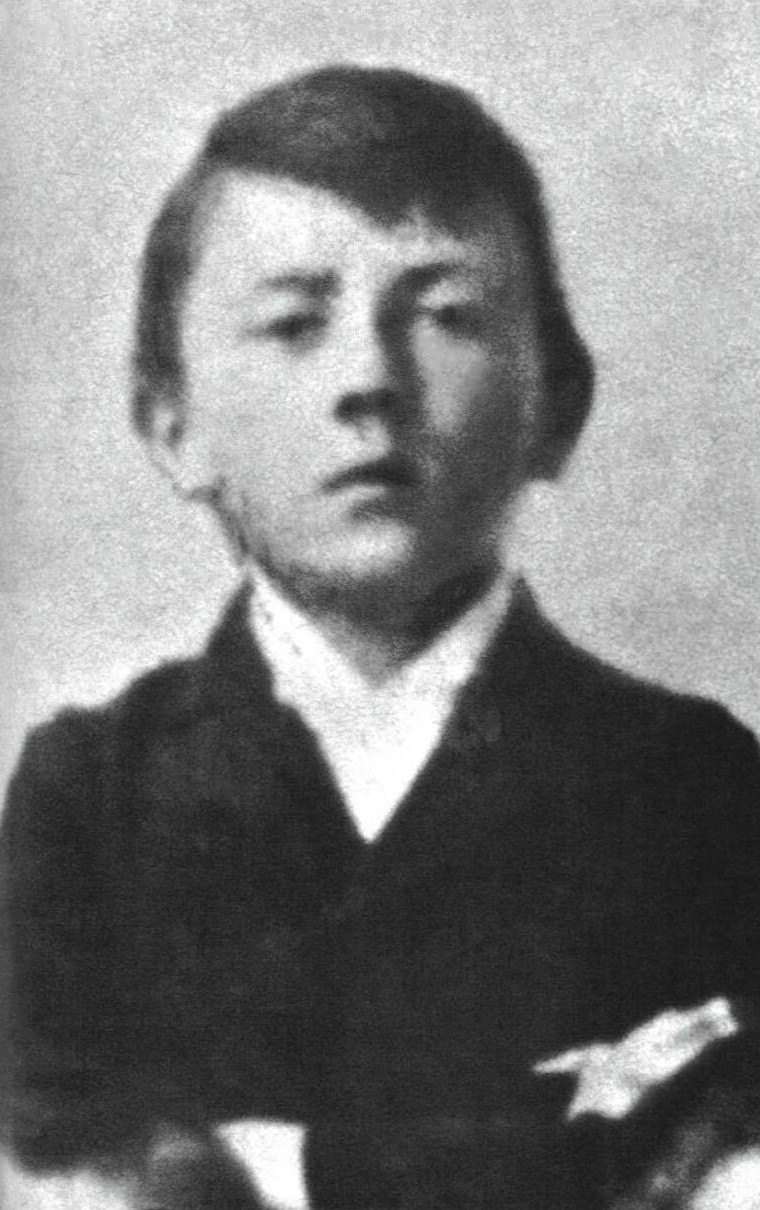
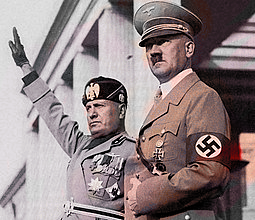
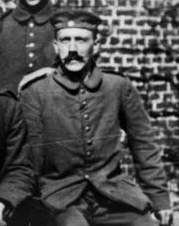
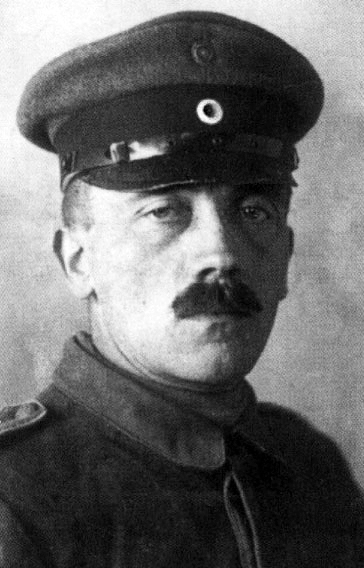
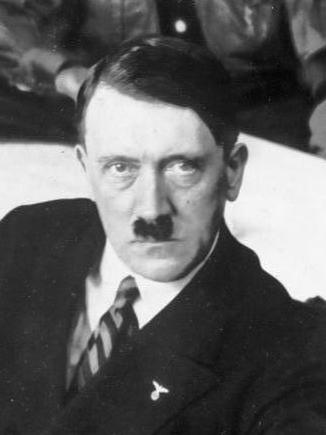
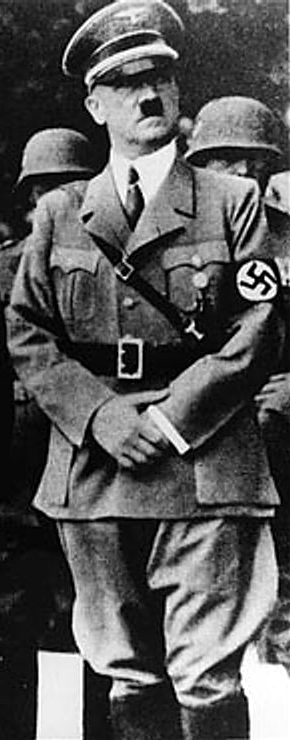
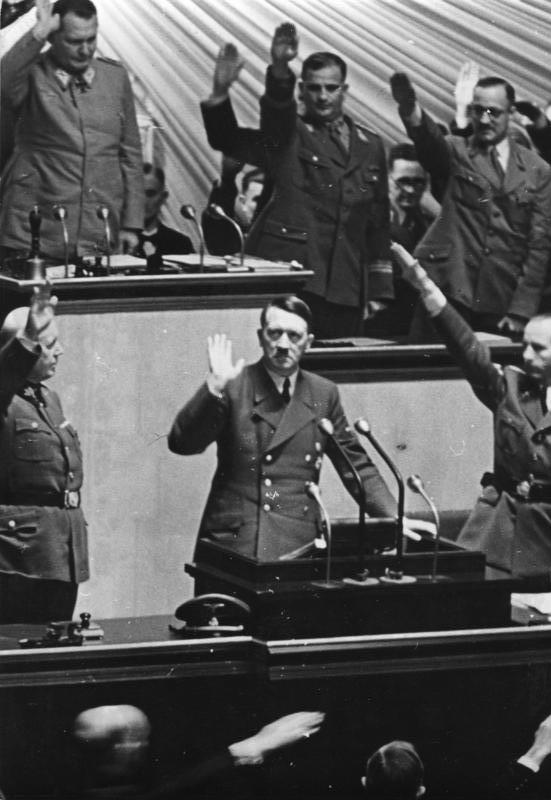
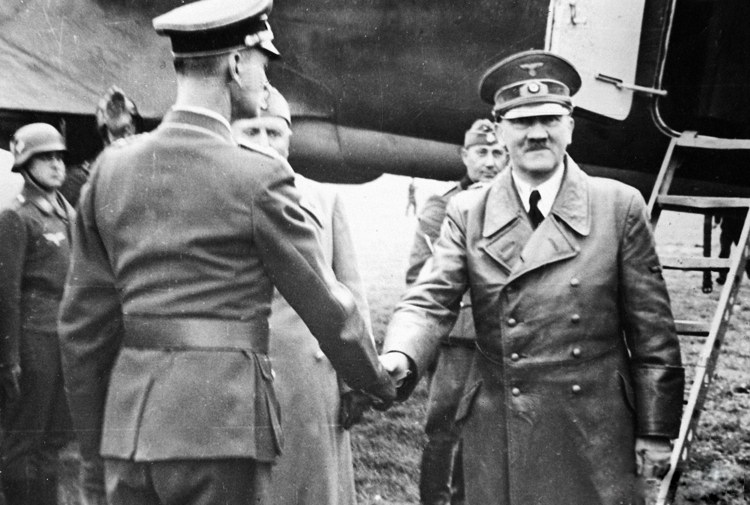

## الملاحظات والمصادر
1. 1 2  Adolf Hitler (بالهولندية), QID:Q17299517
2. 1 2  Nationalencyklopedin | Adolf Hitler (بالسويدية), OCLC:185256473, QID:Q1165538
3. 1 2  filmportal.de | Adolf Hitler، QID:Q15706812
4. 1 2  Brockhaus Enzyklopädie | Adolf Hitler (بالألمانية), OL:19088695W, QID:Q237227
5. 1 2  Store norske leksikon | Adolf Hitler (بالنرويجية البوكمول والنرويجية النينوشك), ISSN:2464-1480, QID:Q746368
6. 1 2  BeWeB، QID:Q77541206
7. ↑  United States Holocaust Memorial Museum, Holocaust Encyclopedia (بالإنجليزية), Washington, D.C.: United States Holocaust Memorial Museum, OCLC:57926366, QID:Q5883924
8. ↑  Alfred Konder (2000), Adolf Hitler’s Family Tree: The Untold Story of the Hitler Family (PDF) (بالإنجليزية) (1st ed.), Salt Lake City, pp. 29–30, QID:Q22262438{{استشهاد}}:  صيانة الاستشهاد: مكان بدون ناشر (link)
9. ↑  Oorlogsbronnen | Adolf Hitler، QID:Q110279963
10. ↑  Большая советская энциклопедия: [в 30 т.] (بالروسية) (3rd ed.), Москва: Большая российская энциклопедия, 1969, Гитлер Адольф, OCLC:14476314, QID:Q17378135
11. ↑  Edward Felsenthal (ed.), Time (بالإنجليزية), New York City: Time Inc., ISSN:0040-781X, OCLC:1311479, QID:Q43297
12. ↑  Alfred Konder (2000), Adolf Hitler’s Family Tree: The Untold Story of the Hitler Family (PDF) (بالإنجليزية) (1st ed.), Salt Lake City, p. 30, QID:Q22262438{{استشهاد}}:  صيانة الاستشهاد: مكان بدون ناشر (link)
13. ↑  duplicates of Roman Catholic baptism records from Upper Austria، 49، QID:Q105501829
14. 1 2 3   https://www.biography.com/people/adolf-hitler-9340144. اطلع عليه بتاريخ 2018-07-19. {{استشهاد ويب}}: |url= بحاجة لعنوان (مساعدة) والوسيط |title= غير موجود أو فارغ (من ويكي بيانات) (مساعدة)
15. ↑  Harald Sandner (2017). Hitler - Das Itinerar (بالألمانية) (4th ed.). Berlin: Berlin Story Verlag. Vol. 1. p. 363. ISBN:978-3-95723-090-4. QID:Q30345257.
16. ↑  „Das Vergessen der Vernichtung ist ein Teil der Vernichtung selbst“: Lebensgeschichten von Opfern der nationalsozialistischen „Euthanasie“ (بالألمانية). Göttingen: Wallstein Verlag. 2007. p. 281. ISBN:978-3-8353-0146-7. OL:20060635M. QID:Q22116236.
17. ↑  "The Routledge Companion to Nazi Germany" (بالإنجليزية). 2007. ISBN:978-0-415-30860-1. {{استشهاد ويب}}: الوسيط |مسار= غير موجود أو فارع (help)
18. ↑  "Hitler: A Biography" (بالإنجليزية). 2008. ISBN:978-0-393-06757-6. {{استشهاد ويب}}: الوسيط |مسار= غير موجود أو فارع (help)
19. ↑   https://time.com/archive/6598257/adolf-hitler-man-of-the-year-1938/. {{استشهاد ويب}}: |url= بحاجة لعنوان (مساعدة) والوسيط |title= غير موجود أو فارغ (من ويكي بيانات) (مساعدة)
20. 1 2   https://warfarehistorynetwork.com/article/hitler-dictator-and-artist/. اطلع عليه بتاريخ 2023-06-13. {{استشهاد ويب}}: |url= بحاجة لعنوان (مساعدة) والوسيط |title= غير موجود أو فارغ (من ويكي بيانات) (مساعدة)
21. ↑  Time 100، Adolf Hitler. نسخة محفوظة 30 سبتمبر 2009 على موقع واي باك مشين. [وصلة مكسورة]
22. ↑  Wistrich، Robert S. (1995). Who's Who In Nazi Germany?. London: Routledge. ISBN:978-0415118880. مؤرشف من الأصل في 2016-11-14. اطلع عليه بتاريخ 2008-09-07.
23. ↑  "Adolf Hitler تم الوصول إليه في 30 نوفمبر 2016". مؤرشف من الأصل في 2018-10-06.
24. ↑  "مقدمة حول الهولوكوست". encyclopedia.ushmm.org. مؤرشف من الأصل في 2024-11-11. اطلع عليه بتاريخ 2024-11-01.
25. ↑  Shirer 1961، صفحة 21
26. ↑  Bullock 1962، صفحة 25
27. ↑  Toland 1991، صفحات 12–13
28. ↑  Lackey, Douglas.
29. ↑  1999
30. ↑  "What Are the Modern Classics?
31. ↑  The Baruch Poll of Great Philosophy in the Twentieth Century"
32. ↑  Hamann, Hitler's Vienna
33. ↑  The controversial book
34. ↑  "In the House of my Parents". Mondo Politico. مؤرشف من الأصل في 2018-10-05. اطلع عليه بتاريخ 2008-05-22.
35. ↑  Langer, Walter C. 1972، صفحة 246
36. ↑  Bullock 1962، صفحات 30–31
37. 1 2 3 4  Hitler 1998، §2
38. ↑  Hamann 1999
39. ↑  Hitler 1998، §7
40. ↑  Shirer 1961
41. ↑  Bullock 1962، صفحات 50–51
42. ↑  Shirer 1990، صفحة 53
43. ↑  Keegan 1987، صفحة 239
44. ↑  Bullock 1962، صفحة 52
45. ↑  Alastair Jamieson,
46. ↑  Rosenbaum, Ron,
47. ↑  Lewis 2003
48. ↑  Dawidowicz 1986
49. ↑  Keegan 1987، صفحة 238–240
50. ↑  Bullock 1962، صفحة 60
51. ↑  "1919 Picture of Hitler". Historisches Lexikon Bayerns. مؤرشف من الأصل في 2015-11-07. اطلع عليه بتاريخ 2008-05-22.
52. ↑  Fest 1970
53. ↑  بعد أن تغير اسم الحزب رسميًا إلى هذا الاسم في عام 1920 بإضافة "الاشتراكي الوطني" إلى أول الاسم
54. ↑  Shirer 1990
55. ↑  Wistrich, Robert S.  [لغات أخرى]‏ (2002). Who's Who in Nazi Germany. ولاية نيويورك: روتليدج. ص. 193.{{استشهاد بكتاب}}:  صيانة الاستشهاد: أسماء عددية: قائمة المؤلفين (link) صيانة الاستشهاد: أسماء متعددة: قائمة المؤلفين (link) صيانة الاستشهاد: علامات ترقيم زائدة (link)
56. ↑  Hitler، Adolf (1961). Hitler's Secret Book. ولاية نيويورك: Grove Press. ص. 18. مؤرشف من الأصل في 2019-08-08. "نسخة مؤرشفة". مؤرشف من الأصل في 2019-07-26. اطلع عليه بتاريخ 2009-07-24.{{استشهاد ويب}}:  صيانة الاستشهاد: BOT: original URL status unknown (link)
57. ↑  Kershaw 2000a، صفحات 166–168
58. ↑  Kershaw 2000a، صفحات 244–245
59. ↑  Bloch & 1992 178–179
60. ↑  Butler 1989، صفحة 159
61. ↑  Bullock 1962، صفحة 434
62. ↑  Overy 2005، صفحة 425
63. ↑  Crozier 1988، صفحة 236
64. ↑  Crozier 1988، صفحة 239
65. ↑  Overy 1989، صفحة 84–85
66. ↑  Weinberg 1980، صفحات 334–335
67. ↑  Weinberg 1980، صفحات 338–340
68. ↑  Weinberg 1980، صفحة 366
69. ↑  Bloch 1992، صفحات 183–185
70. ↑  Weinberg 1980، صفحة 368
71. ↑  Kee 1988، صفحة 132
72. 1 2  Hillgruber, Andreas "England's Place In Hitler's Plans for World Dominion" pp. 5–22 from
73. ↑  . Messerschmidt, Manfred “Foreign Policy and Preparation for War” from
74. ↑  Messerschmidt, Manfred “Foreign Policy and Preparation for War” from Germany and the Second World War، Clarendon Press: Oxford, 1990 p. 654
75. ↑  Murray 1984، صفحات 178–184
76. ↑  Murray 1984، صفحة 183
77. ↑  Kee 1988، صفحة 147
78. ↑  Weinberg 1980، صفحات 418–419
79. ↑  Weinberg 1980، صفحة 428
80. ↑  Weinberg 1980، صفحة 431
81. 1 2 3  Middlemas, Keith
82. ↑  Weinberg 1980، صفحات 432, 447
83. ↑  Hildebrand 1973، صفحة 72
84. ↑  Weinberg 1980، صفحة 447
85. ↑  Dilks, David “`We Must Hope For The Best and Prepare For The Worse’” from
86. ↑  Weinberg 1980، صفحة 448
87. 1 2 3  Overy, Richard “Germany and the Munich Crisis
88. ↑  Weinberg 1980، صفحات 452–453, 457
89. ↑  Overy 1989، صفحة 49
90. ↑  Murray 1984، صفحة 259
91. 1 2  Bullock, A.
92. ↑  Kee 1988، صفحات 198–200
93. ↑  Kee 1988، صفحات 201–202
94. ↑  Kee 1988، صفحات 202–203
95. ↑  Weinberg 1980، صفحات 462–463
96. ↑  "Man of the Year". Time. مؤرشف من الأصل في 2013-05-18. اطلع عليه بتاريخ 2008-05-22.
97. ↑  Weinberg 1980، صفحة 463
98. ↑  Messerschmidt, Manfred “Foreign Policy and Preparation for War” from Rothwell, Victor
99. 1 2 3 4 5 6  (Ian Kershaw 2000), passim.
100. ↑  Rothwell, Victor
101. ↑  Weinberg 1980، صفحات 506–507
102. ↑  Watt, D.C.
103. ↑  Strobl 2000، صفحات 161–162
104. ↑  Strobl 2000، صفحات 168–170
105. ↑  Messerschmidt, Manfred “Foreign Policy and Preparation for War from
106. ↑  Overy 1989، صفحة 61
107. 1 2 3  Maiolo, Joseph
108. ↑  Weinberg, Gerhard ”Propaganda for Peace and Preparation For War’ pp. 68–82 from Germany, Hitler and World War II، Cambridge University Press: Cambridge, Cambridgeshire, United Kingdom, 1995 p. 73
109. ↑  Weinberg, Gerhard ”Propaganda for Peace and Preparation For War’ pp. 68–82 from Germany, Hitler and World War II, Cambridge University Press: Cambridge, Cambridgeshire, United Kingdom, 1995 p. 73
110. 1 2  Roberston, E.M
111. ↑  Hitler Planning for War and the Response of the Great Powers (1938–early 1939)" pp. 196–234 from
112. ↑  Hitler's Planning for War and the Response of the Great Powers (1938–early 1939)" pp. 196–234 from
113. 1 2 3 4 5  Rees, Lawrence
114. ↑  Murray 1984، صفحة 268
115. ↑  Marrus 2000، صفحة 37
116. ↑  Marrus 2000، صفحة 38
117. ↑  Marrus 2000، صفحة 43
118. ↑  Murray 1984، صفحات 268–269
119. ↑  Weinberg 1980، صفحات 537–539, 557–560
120. ↑  Weinberg 1980، صفحة 558
121. ↑  Weinberg 1980، صفحات 561–562, 583–584
122. ↑  Roberston, E.M.
123. ↑  Hitler Planning for War and the Response of the Great Powers” from Messerschmidt, Manfred “Foreign Policy and Preparation for War” from
124. ↑  Bloch 1992، صفحات 210, 228
125. ↑  Craig, Gordon "The German Foreign Office from Neurath to Ribbentrop" from
126. ↑  harvnb 1989
127. ↑  Overy, Richard “Economy Germany, ‘Domestic Crisis’ and War in 1939” from
128. ↑  Robertson 1963، صفحات 178–180
129. ↑  MAX BELOFF,
130. ↑  Mason, Tim & Overy, R.J.
131. ↑  Kershaw 2000b، صفحات 36–37, 92
132. ↑  Weinberg, Gerhard “Hitler's Private Testament of 2 May 1938” pp. 415–419 from
133. ↑  Bloch 1992، صفحات 252–253
134. ↑  Weinberg, Gerhard "Hitler and England, 1933–1945
135. ↑  Bloch 1992، صفحات 255–257
136. 1 2  Bloch, Michael
137. ↑  Hakim 1995
138. ↑  (2 October 1939). Seven Years War?, تايم (مجلة). Retrieved on 30 August 2008 نسخة محفوظة 27 أغسطس 2013 على موقع واي باك مشين. [وصلة مكسورة]
139. ↑  Rees 1997، صفحة 141
140. ↑  Rees 1997، صفحات 141–142
141. ↑  Rees 1997، صفحات 141–145
142. ↑  Rees 1997، صفحات 148–149
143. ↑  Hillgruber, Andreas
144. 1 2  Lukacs, John
145. 1 2  Evans, Richard
146. ↑  Weinberg, Gerhard Review of
147. 1 2  Bauer, Yehuda
148. ↑  "Parkinson's part in Hitler's downfall". BBC. 29 يوليو 1999. مؤرشف من الأصل في 2019-04-02. اطلع عليه بتاريخ 2008-05-22.
149. ↑  Bullock 1962، صفحة 717
150. ↑  Shirer 1990، §29
151. ↑  Bullock 1962، صفحة 753
152. ↑  Bullock 1962، صفحة 763
153. ↑  Bullock 1962، صفحة 778
154. ↑  Bullock 1962، صفحات 780–781
155. ↑  Bullock 1962، صفحات 774–775
156. ↑  Dollinger 1995، صفحة 112
157. 1 2  Dollinger 1995، صفحة 231
158. ↑  Bullock 1962، صفحات 783–784
159. 1 2  Bullock 1962، صفحة 784
160. ↑  Bullock 1962، صفحة 790
161. 1 2  Bullock 1962، صفحة 787
162. 1 2 3  Bullock 1962، صفحة 795
163. ↑  Butler 1989، صفحات 227–228
164. ↑  Bullock 1962، صفحة 791
165. ↑  Bullock 1962، صفحة 792
166. ↑  Bullock 1962، صفحة 793
167. ↑  Bullock 1962، صفحة 798
168. 1 2  Bullock 1962، صفحات 799–800
169. ↑  "Hitler's final witness". BBC. 4 فبراير 2002. مؤرشف من الأصل في 2019-04-25. اطلع عليه بتاريخ 2008-05-22.
170. ↑  Trevor-Roper, H. (1947). The Last Days of Hitler. دار نشر جامعة شيكاغو. {{استشهاد بكتاب}}: تحقق من التاريخ في: |سنة= لا يطابق |تاريخ= (مساعدة)
171. ↑  Kershaw 2000b
172. ↑  V.K. Vinogradov and others,
173. ↑  Hans Meissner,
174. ↑  "Russia displays 'Hitler skull fragment'". BBC. 26 أبريل 2000. مؤرشف من الأصل في 2019-05-30. اطلع عليه بتاريخ 2008-05-22.
175. ↑  Finklestone, Joseph (1996). Anwar Sadat: Visionary Who Dared. روتليدج. ISBN:0714634875. مؤرشف من الأصل في 2012-03-07.
176. ↑  Bierbauer, Charles (17 أكتوبر 1995). "Million Man March: Its Goal More Widely Accepted than Its Leader". CNN. مؤرشف من الأصل في 2017-02-23.
177. ↑  Shirer, p 21
178. ↑  Rißmann 2001، صفحات 94–96
179. 1 2  Steigmann-Gall 2003
180. ↑  Steigmann-Gall 2007,
181. ↑  Conway 1968، صفحة 3.
182. ↑  Bullock 1999، صفحات 385, 389.
183. 1 2  Koehne, Samuel, Hitler's faith: The debate over Nazism and religion, ABC Religion and Ethics, 18 Apr. 2012 نسخة محفوظة 06 أغسطس 2017 على موقع واي باك مشين.
184. ↑  Claire, Hulme؛ Salter, Michael. "The Nazi's persecution of religion as a war crime: The OSS's response within the Nuremberg Trials Process" (PDF). جامعة روتجرز. مؤرشف من الأصل (PDF) في 2012-07-22.
185. ↑  Steigmann-Gall 2003
186. ↑  Hitler 1942
187. ↑  Hitler 1973
188. ↑  Shirer, 1990, pp. 234-240.
189. 1 2  Bullock 1962، صفحة 389
190. 1 2  Conway 1968
191. ↑  Rißmann 2001، صفحة 22
192. ↑  Steigmann-Gall 2003، صفحات 28–29
193. ↑  Nazism and Christianity، pp. 252-259
194. 1 2  SHARKEY, JOE
195. ↑  "The religion of Hitler: German dictator Adolf Hitler". مؤرشف من الأصل في 2019-05-18.
196. ↑  Steigmann-Gall 2003، صفحة passim
197. ↑  Overy 2005، صفحة 282
198. ↑  Rosenbaum, Ron
199. 1 2  Rißmann 2001
200. ↑  Overy 2005، صفحة 278
201. ↑  Poewe, Karla O,
202. ↑  Hitler's Table Talks
203. ↑  Rissmann 2001، صفحة 96
204. ↑  Bullock 2001، صفحة 388
205. ↑  "# History of the Bosnian Muslim Nazi 13th SS Handzar Division". مؤرشف من الأصل في 2009-04-20.
206. 1 2  Speer 2003، صفحة 96ff
207. ↑  Heiden, Konrad
208. ↑  "The last 12 days of Hitler recalled". The Kingdom. 6 أبريل 2005. مؤرشف من الأصل في 2010-12-21. اطلع عليه بتاريخ 2008-05-22.
209. ↑  Wilson, Bee (9 أكتوبر 1998). "Mein Diat—Adolf Hitler's diet". نيوستيتسمان. مؤرشف من الأصل في 2005-03-21. اطلع عليه بتاريخ 2008-05-22.{{استشهاد ويب}}:  صيانة الاستشهاد: BOT: original URL status unknown (link)
210. ↑  Toland 1991، صفحة 741
211. ↑  "حقائق عن حياة هتلر موقع شباب 2 ولوج يتلريخ 7/5/2015". مؤرشف من الأصل في 2019-12-17.
212. ↑  Rosenbaum 1998، صفحات 99–117
213. ↑  Rosenbaum 1998، صفحة 116
214. ↑  "The Pink Swastika—Homosexuality in the Nazi Party, 4th edition". Abiding Truth. مؤرشف من الأصل في 2009-04-18. اطلع عليه بتاريخ 2008-05-22.
215. ↑  "Unity Mitford and 'Hitler's baby'". نيوستيتسمان. مؤرشف من الأصل في 2019-04-22. اطلع عليه بتاريخ 2008-05-22.
216. ↑  "الولايات المتحدة والهولوكوست". مؤرشف من الأصل في 2018-01-06.
217. ↑  "البحوث". مؤرشف من الأصل في 2018-01-06. {{استشهاد ويب}}: تجاهل المحلل النص "الموسوعة العربية" (مساعدة)
218. ↑  "البحوث". مؤرشف من الأصل في 2018-01-06. {{استشهاد ويب}}: تجاهل المحلل النص "الموسوعة العربية" (مساعدة)
219. ↑  "Yad Vashem - Request Rejected". مؤرشف من الأصل في 2019-05-15.
220. ↑   نسخة محفوظة 23 يوليو 2009 على موقع واي باك مشين.  نسخة محفوظة 06 يناير 2018 على موقع واي باك مشين.
221. ↑  Frauenfeld, A. E. "The Power of Speech". كالفن يونيفيرسيتي. مؤرشف من الأصل في 2014-06-06. اطلع عليه بتاريخ 2008-05-22.
222. ↑  Goebbels, Joseph. "The Führer as a Speaker". كالفن يونيفيرسيتي. مؤرشف من الأصل في 2014-06-04. اطلع عليه بتاريخ 2008-05-22.
223. ↑  Moring, Kirsikka (21 سبتمبر 2004). "Conversation secretly recorded in Finland helped German actor prepare for Hitler role". هلسنغن سانومات. مؤرشف من الأصل في 2014-08-19. اطلع عليه بتاريخ 2008-05-22.
224. ↑  "Hitlerin salaa tallennettu keskustelu Suomessa" (بفنلندا). أوليسراديو. Archived from the original on 2014-10-19. Retrieved 2008-05-22.{{استشهاد ويب}}:  صيانة الاستشهاد: لغة غير مدعومة (link)
225. ↑  "IMDb: Adolf Hitler". قاعدة بيانات الأفلام على الإنترنت. مؤرشف من الأصل في 2019-05-22. اطلع عليه بتاريخ 2008-05-22.
226. ↑  "Hitler—A Film from Germany (Hitler—Ein Film aus Deutschland)". German Films. مؤرشف من الأصل في 2010-11-20. اطلع عليه بتاريخ 2008-05-22.

## وصلات خارجية
- أدولف هتلر على موقع أرشيف الشارخ.

صور وتسجيلات فيديو
- سلسلة من اللقطات الملونة لهتلر أثناء الحرب العالمية الثانية.
- صور لأدولف هتلر.
- حمل«هتلر الشاب الذي عرفته» على أرشيف الإنترنت.

خطب ومنشورات هتلر
- خطاب من سنة 1932 (نص وملف صوتي)، المتحف الألماني لتاريخ برلين.
- خطاب هتلر (10 فبراير 1933) مع ترجمة إنجليزية.
- كتاب هتلر «كفاحي». مع ترجمة إنجليزية كاملة.
- نصوص المناقشات التي دارت في الفترة ما بين شهر فبراير والثاني من أبريل في عام 1945.
- وصية أدولف هتلر الشخصية وشهادة زواجة من إيفا براون، أبريل 1945 (أربعة وثلاثون صفحة).
- تقرير عن الطريقة التي تم بها العثور على وصية هتلر مكتب الخدمات الاستراتيجية.
- Matthew Brzezinski, "Giving Hitler Hell", Washington Post Sunday, July 24, 2005; p.  وصف الطريقة التي تم بها العثور على الوصية.